# Promovare (șah)
Promovarea este un termen șahistic care caracterizează transformarea unui pion care atinge linia a opta la alegerea jucătorului în damă, cal, turn sau nebun de aceeași culoare (Just & Burg 2003:16). Noua piesă înlocuiește pionul pe același pătrățel, aceasta acțiune fiind o parte a mutării. 
Promovarea nu este limitată la piesele care au fost numai ce capturate (Schiller 2003:18-19). Promovarea pionului adeseori decide rezultatul sfârșitului jocului de șah. 
Deoarece dama este cea mai puternică piesă, la majoritatea vastă a promovărilor sunt alese damele. O promovare a unei piese în afară de damă este numită subpromovare (Golombek 1977).

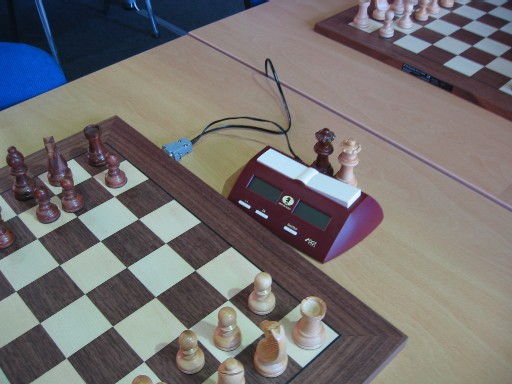
Tablă de şah cu extra dame albe şi negre pentru promovare la a treizeci şi cincea Olimpiadă de Şah

Promovările în rege sunt permise în unele variante de șah, cum ar fi antișahul. De notat mai jos, într-o perioadă promovarea nu era forțată, iar un jucător putea alege ca un pion atingând linia a opta să rămână pion. În unele variante de șah fairy, promovările în piese de culoarea adversarului sunt de asemenea posibile.

## Promovarea diferitelor piese
Promovarea în damă este cea mai practicată în joc, deoarece dama este cea mai puternică piesă. Subpromovarea (promovarea în altă piesă decât dama) se întâlnește mai frecvent în problemele de șah decât în jocul practic. În jocul practic subpromovările sunt rare, dar nu foarte extraordinare; ca cea mai puternică piesă, dama este de obicei cea mai oportună, dar promovarea în alte piese poate fi avantajoasă în anumite situații. O promovare în cal e ocazional folositoare, mai ales în cazul în care se dă șah în urma acestei promovări. O promovare în turn este în cazuri rare necesară pentru a evita patul. Promovarea în nebun aproape niciodată nu e întâlnită în jocul practic (aproximativ un joc din 333000). 
|   | a | b | c | d | e | f | g | h |   |
| 8 | g8 white queen · h8 white queen · b6 black king · c6 black pawn · d6 black queen · e5 black pawn · c4 white pawn · d4 black pawn · e4 white pawn · c3 black knight · d3 white pawn · g3 white pawn · a1 black queen · f1 white bishop · g1 white king | g8 white queen · h8 white queen · b6 black king · c6 black pawn · d6 black queen · e5 black pawn · c4 white pawn · d4 black pawn · e4 white pawn · c3 black knight · d3 white pawn · g3 white pawn · a1 black queen · f1 white bishop · g1 white king | g8 white queen · h8 white queen · b6 black king · c6 black pawn · d6 black queen · e5 black pawn · c4 white pawn · d4 black pawn · e4 white pawn · c3 black knight · d3 white pawn · g3 white pawn · a1 black queen · f1 white bishop · g1 white king | g8 white queen · h8 white queen · b6 black king · c6 black pawn · d6 black queen · e5 black pawn · c4 white pawn · d4 black pawn · e4 white pawn · c3 black knight · d3 white pawn · g3 white pawn · a1 black queen · f1 white bishop · g1 white king | g8 white queen · h8 white queen · b6 black king · c6 black pawn · d6 black queen · e5 black pawn · c4 white pawn · d4 black pawn · e4 white pawn · c3 black knight · d3 white pawn · g3 white pawn · a1 black queen · f1 white bishop · g1 white king | g8 white queen · h8 white queen · b6 black king · c6 black pawn · d6 black queen · e5 black pawn · c4 white pawn · d4 black pawn · e4 white pawn · c3 black knight · d3 white pawn · g3 white pawn · a1 black queen · f1 white bishop · g1 white king | g8 white queen · h8 white queen · b6 black king · c6 black pawn · d6 black queen · e5 black pawn · c4 white pawn · d4 black pawn · e4 white pawn · c3 black knight · d3 white pawn · g3 white pawn · a1 black queen · f1 white bishop · g1 white king | g8 white queen · h8 white queen · b6 black king · c6 black pawn · d6 black queen · e5 black pawn · c4 white pawn · d4 black pawn · e4 white pawn · c3 black knight · d3 white pawn · g3 white pawn · a1 black queen · f1 white bishop · g1 white king | 8 |
| 7 | g8 white queen · h8 white queen · b6 black king · c6 black pawn · d6 black queen · e5 black pawn · c4 white pawn · d4 black pawn · e4 white pawn · c3 black knight · d3 white pawn · g3 white pawn · a1 black queen · f1 white bishop · g1 white king | g8 white queen · h8 white queen · b6 black king · c6 black pawn · d6 black queen · e5 black pawn · c4 white pawn · d4 black pawn · e4 white pawn · c3 black knight · d3 white pawn · g3 white pawn · a1 black queen · f1 white bishop · g1 white king | g8 white queen · h8 white queen · b6 black king · c6 black pawn · d6 black queen · e5 black pawn · c4 white pawn · d4 black pawn · e4 white pawn · c3 black knight · d3 white pawn · g3 white pawn · a1 black queen · f1 white bishop · g1 white king | g8 white queen · h8 white queen · b6 black king · c6 black pawn · d6 black queen · e5 black pawn · c4 white pawn · d4 black pawn · e4 white pawn · c3 black knight · d3 white pawn · g3 white pawn · a1 black queen · f1 white bishop · g1 white king | g8 white queen · h8 white queen · b6 black king · c6 black pawn · d6 black queen · e5 black pawn · c4 white pawn · d4 black pawn · e4 white pawn · c3 black knight · d3 white pawn · g3 white pawn · a1 black queen · f1 white bishop · g1 white king | g8 white queen · h8 white queen · b6 black king · c6 black pawn · d6 black queen · e5 black pawn · c4 white pawn · d4 black pawn · e4 white pawn · c3 black knight · d3 white pawn · g3 white pawn · a1 black queen · f1 white bishop · g1 white king | g8 white queen · h8 white queen · b6 black king · c6 black pawn · d6 black queen · e5 black pawn · c4 white pawn · d4 black pawn · e4 white pawn · c3 black knight · d3 white pawn · g3 white pawn · a1 black queen · f1 white bishop · g1 white king | g8 white queen · h8 white queen · b6 black king · c6 black pawn · d6 black queen · e5 black pawn · c4 white pawn · d4 black pawn · e4 white pawn · c3 black knight · d3 white pawn · g3 white pawn · a1 black queen · f1 white bishop · g1 white king | 7 |
| 6 | g8 white queen · h8 white queen · b6 black king · c6 black pawn · d6 black queen · e5 black pawn · c4 white pawn · d4 black pawn · e4 white pawn · c3 black knight · d3 white pawn · g3 white pawn · a1 black queen · f1 white bishop · g1 white king | g8 white queen · h8 white queen · b6 black king · c6 black pawn · d6 black queen · e5 black pawn · c4 white pawn · d4 black pawn · e4 white pawn · c3 black knight · d3 white pawn · g3 white pawn · a1 black queen · f1 white bishop · g1 white king | g8 white queen · h8 white queen · b6 black king · c6 black pawn · d6 black queen · e5 black pawn · c4 white pawn · d4 black pawn · e4 white pawn · c3 black knight · d3 white pawn · g3 white pawn · a1 black queen · f1 white bishop · g1 white king | g8 white queen · h8 white queen · b6 black king · c6 black pawn · d6 black queen · e5 black pawn · c4 white pawn · d4 black pawn · e4 white pawn · c3 black knight · d3 white pawn · g3 white pawn · a1 black queen · f1 white bishop · g1 white king | g8 white queen · h8 white queen · b6 black king · c6 black pawn · d6 black queen · e5 black pawn · c4 white pawn · d4 black pawn · e4 white pawn · c3 black knight · d3 white pawn · g3 white pawn · a1 black queen · f1 white bishop · g1 white king | g8 white queen · h8 white queen · b6 black king · c6 black pawn · d6 black queen · e5 black pawn · c4 white pawn · d4 black pawn · e4 white pawn · c3 black knight · d3 white pawn · g3 white pawn · a1 black queen · f1 white bishop · g1 white king | g8 white queen · h8 white queen · b6 black king · c6 black pawn · d6 black queen · e5 black pawn · c4 white pawn · d4 black pawn · e4 white pawn · c3 black knight · d3 white pawn · g3 white pawn · a1 black queen · f1 white bishop · g1 white king | g8 white queen · h8 white queen · b6 black king · c6 black pawn · d6 black queen · e5 black pawn · c4 white pawn · d4 black pawn · e4 white pawn · c3 black knight · d3 white pawn · g3 white pawn · a1 black queen · f1 white bishop · g1 white king | 6 |
| 5 | g8 white queen · h8 white queen · b6 black king · c6 black pawn · d6 black queen · e5 black pawn · c4 white pawn · d4 black pawn · e4 white pawn · c3 black knight · d3 white pawn · g3 white pawn · a1 black queen · f1 white bishop · g1 white king | g8 white queen · h8 white queen · b6 black king · c6 black pawn · d6 black queen · e5 black pawn · c4 white pawn · d4 black pawn · e4 white pawn · c3 black knight · d3 white pawn · g3 white pawn · a1 black queen · f1 white bishop · g1 white king | g8 white queen · h8 white queen · b6 black king · c6 black pawn · d6 black queen · e5 black pawn · c4 white pawn · d4 black pawn · e4 white pawn · c3 black knight · d3 white pawn · g3 white pawn · a1 black queen · f1 white bishop · g1 white king | g8 white queen · h8 white queen · b6 black king · c6 black pawn · d6 black queen · e5 black pawn · c4 white pawn · d4 black pawn · e4 white pawn · c3 black knight · d3 white pawn · g3 white pawn · a1 black queen · f1 white bishop · g1 white king | g8 white queen · h8 white queen · b6 black king · c6 black pawn · d6 black queen · e5 black pawn · c4 white pawn · d4 black pawn · e4 white pawn · c3 black knight · d3 white pawn · g3 white pawn · a1 black queen · f1 white bishop · g1 white king | g8 white queen · h8 white queen · b6 black king · c6 black pawn · d6 black queen · e5 black pawn · c4 white pawn · d4 black pawn · e4 white pawn · c3 black knight · d3 white pawn · g3 white pawn · a1 black queen · f1 white bishop · g1 white king | g8 white queen · h8 white queen · b6 black king · c6 black pawn · d6 black queen · e5 black pawn · c4 white pawn · d4 black pawn · e4 white pawn · c3 black knight · d3 white pawn · g3 white pawn · a1 black queen · f1 white bishop · g1 white king | g8 white queen · h8 white queen · b6 black king · c6 black pawn · d6 black queen · e5 black pawn · c4 white pawn · d4 black pawn · e4 white pawn · c3 black knight · d3 white pawn · g3 white pawn · a1 black queen · f1 white bishop · g1 white king | 5 |
| 4 | g8 white queen · h8 white queen · b6 black king · c6 black pawn · d6 black queen · e5 black pawn · c4 white pawn · d4 black pawn · e4 white pawn · c3 black knight · d3 white pawn · g3 white pawn · a1 black queen · f1 white bishop · g1 white king | g8 white queen · h8 white queen · b6 black king · c6 black pawn · d6 black queen · e5 black pawn · c4 white pawn · d4 black pawn · e4 white pawn · c3 black knight · d3 white pawn · g3 white pawn · a1 black queen · f1 white bishop · g1 white king | g8 white queen · h8 white queen · b6 black king · c6 black pawn · d6 black queen · e5 black pawn · c4 white pawn · d4 black pawn · e4 white pawn · c3 black knight · d3 white pawn · g3 white pawn · a1 black queen · f1 white bishop · g1 white king | g8 white queen · h8 white queen · b6 black king · c6 black pawn · d6 black queen · e5 black pawn · c4 white pawn · d4 black pawn · e4 white pawn · c3 black knight · d3 white pawn · g3 white pawn · a1 black queen · f1 white bishop · g1 white king | g8 white queen · h8 white queen · b6 black king · c6 black pawn · d6 black queen · e5 black pawn · c4 white pawn · d4 black pawn · e4 white pawn · c3 black knight · d3 white pawn · g3 white pawn · a1 black queen · f1 white bishop · g1 white king | g8 white queen · h8 white queen · b6 black king · c6 black pawn · d6 black queen · e5 black pawn · c4 white pawn · d4 black pawn · e4 white pawn · c3 black knight · d3 white pawn · g3 white pawn · a1 black queen · f1 white bishop · g1 white king | g8 white queen · h8 white queen · b6 black king · c6 black pawn · d6 black queen · e5 black pawn · c4 white pawn · d4 black pawn · e4 white pawn · c3 black knight · d3 white pawn · g3 white pawn · a1 black queen · f1 white bishop · g1 white king | g8 white queen · h8 white queen · b6 black king · c6 black pawn · d6 black queen · e5 black pawn · c4 white pawn · d4 black pawn · e4 white pawn · c3 black knight · d3 white pawn · g3 white pawn · a1 black queen · f1 white bishop · g1 white king | 4 |
| 3 | g8 white queen · h8 white queen · b6 black king · c6 black pawn · d6 black queen · e5 black pawn · c4 white pawn · d4 black pawn · e4 white pawn · c3 black knight · d3 white pawn · g3 white pawn · a1 black queen · f1 white bishop · g1 white king | g8 white queen · h8 white queen · b6 black king · c6 black pawn · d6 black queen · e5 black pawn · c4 white pawn · d4 black pawn · e4 white pawn · c3 black knight · d3 white pawn · g3 white pawn · a1 black queen · f1 white bishop · g1 white king | g8 white queen · h8 white queen · b6 black king · c6 black pawn · d6 black queen · e5 black pawn · c4 white pawn · d4 black pawn · e4 white pawn · c3 black knight · d3 white pawn · g3 white pawn · a1 black queen · f1 white bishop · g1 white king | g8 white queen · h8 white queen · b6 black king · c6 black pawn · d6 black queen · e5 black pawn · c4 white pawn · d4 black pawn · e4 white pawn · c3 black knight · d3 white pawn · g3 white pawn · a1 black queen · f1 white bishop · g1 white king | g8 white queen · h8 white queen · b6 black king · c6 black pawn · d6 black queen · e5 black pawn · c4 white pawn · d4 black pawn · e4 white pawn · c3 black knight · d3 white pawn · g3 white pawn · a1 black queen · f1 white bishop · g1 white king | g8 white queen · h8 white queen · b6 black king · c6 black pawn · d6 black queen · e5 black pawn · c4 white pawn · d4 black pawn · e4 white pawn · c3 black knight · d3 white pawn · g3 white pawn · a1 black queen · f1 white bishop · g1 white king | g8 white queen · h8 white queen · b6 black king · c6 black pawn · d6 black queen · e5 black pawn · c4 white pawn · d4 black pawn · e4 white pawn · c3 black knight · d3 white pawn · g3 white pawn · a1 black queen · f1 white bishop · g1 white king | g8 white queen · h8 white queen · b6 black king · c6 black pawn · d6 black queen · e5 black pawn · c4 white pawn · d4 black pawn · e4 white pawn · c3 black knight · d3 white pawn · g3 white pawn · a1 black queen · f1 white bishop · g1 white king | 3 |
| 2 | g8 white queen · h8 white queen · b6 black king · c6 black pawn · d6 black queen · e5 black pawn · c4 white pawn · d4 black pawn · e4 white pawn · c3 black knight · d3 white pawn · g3 white pawn · a1 black queen · f1 white bishop · g1 white king | g8 white queen · h8 white queen · b6 black king · c6 black pawn · d6 black queen · e5 black pawn · c4 white pawn · d4 black pawn · e4 white pawn · c3 black knight · d3 white pawn · g3 white pawn · a1 black queen · f1 white bishop · g1 white king | g8 white queen · h8 white queen · b6 black king · c6 black pawn · d6 black queen · e5 black pawn · c4 white pawn · d4 black pawn · e4 white pawn · c3 black knight · d3 white pawn · g3 white pawn · a1 black queen · f1 white bishop · g1 white king | g8 white queen · h8 white queen · b6 black king · c6 black pawn · d6 black queen · e5 black pawn · c4 white pawn · d4 black pawn · e4 white pawn · c3 black knight · d3 white pawn · g3 white pawn · a1 black queen · f1 white bishop · g1 white king | g8 white queen · h8 white queen · b6 black king · c6 black pawn · d6 black queen · e5 black pawn · c4 white pawn · d4 black pawn · e4 white pawn · c3 black knight · d3 white pawn · g3 white pawn · a1 black queen · f1 white bishop · g1 white king | g8 white queen · h8 white queen · b6 black king · c6 black pawn · d6 black queen · e5 black pawn · c4 white pawn · d4 black pawn · e4 white pawn · c3 black knight · d3 white pawn · g3 white pawn · a1 black queen · f1 white bishop · g1 white king | g8 white queen · h8 white queen · b6 black king · c6 black pawn · d6 black queen · e5 black pawn · c4 white pawn · d4 black pawn · e4 white pawn · c3 black knight · d3 white pawn · g3 white pawn · a1 black queen · f1 white bishop · g1 white king | g8 white queen · h8 white queen · b6 black king · c6 black pawn · d6 black queen · e5 black pawn · c4 white pawn · d4 black pawn · e4 white pawn · c3 black knight · d3 white pawn · g3 white pawn · a1 black queen · f1 white bishop · g1 white king | 2 |
| 1 | g8 white queen · h8 white queen · b6 black king · c6 black pawn · d6 black queen · e5 black pawn · c4 white pawn · d4 black pawn · e4 white pawn · c3 black knight · d3 white pawn · g3 white pawn · a1 black queen · f1 white bishop · g1 white king | g8 white queen · h8 white queen · b6 black king · c6 black pawn · d6 black queen · e5 black pawn · c4 white pawn · d4 black pawn · e4 white pawn · c3 black knight · d3 white pawn · g3 white pawn · a1 black queen · f1 white bishop · g1 white king | g8 white queen · h8 white queen · b6 black king · c6 black pawn · d6 black queen · e5 black pawn · c4 white pawn · d4 black pawn · e4 white pawn · c3 black knight · d3 white pawn · g3 white pawn · a1 black queen · f1 white bishop · g1 white king | g8 white queen · h8 white queen · b6 black king · c6 black pawn · d6 black queen · e5 black pawn · c4 white pawn · d4 black pawn · e4 white pawn · c3 black knight · d3 white pawn · g3 white pawn · a1 black queen · f1 white bishop · g1 white king | g8 white queen · h8 white queen · b6 black king · c6 black pawn · d6 black queen · e5 black pawn · c4 white pawn · d4 black pawn · e4 white pawn · c3 black knight · d3 white pawn · g3 white pawn · a1 black queen · f1 white bishop · g1 white king | g8 white queen · h8 white queen · b6 black king · c6 black pawn · d6 black queen · e5 black pawn · c4 white pawn · d4 black pawn · e4 white pawn · c3 black knight · d3 white pawn · g3 white pawn · a1 black queen · f1 white bishop · g1 white king | g8 white queen · h8 white queen · b6 black king · c6 black pawn · d6 black queen · e5 black pawn · c4 white pawn · d4 black pawn · e4 white pawn · c3 black knight · d3 white pawn · g3 white pawn · a1 black queen · f1 white bishop · g1 white king | g8 white queen · h8 white queen · b6 black king · c6 black pawn · d6 black queen · e5 black pawn · c4 white pawn · d4 black pawn · e4 white pawn · c3 black knight · d3 white pawn · g3 white pawn · a1 black queen · f1 white bishop · g1 white king | 1 |
|   | a | b | c | d | e | f | g | h |   |

De notat că procentul jocurilor care includ una sau mai multe promovări poate fi indus în eroare datorită faptului că adeseori o cedare va întâlni prioritatea unei actuale promovări (Colusso contra Calvaneso, 2008). În 2006 s-a aflat că conform bazei de date a șahului, din 3200000 jocuri (mulți mari maeștri și maeștri) doar 1,5 procente conțin promovări. În aceste jocuri (jocurile numărate care conțin mai multe promovări de același jucător în aceeași piesă), numărul tipului de piese care au fost promovate e aproximativ:
| Piesă | Procent |
| ----- | ------- |
| Damă  | 96.9    |
| Cal   | 1.8     |
| Turn  | 1.1     |
| Nebun | 0.2     |

Aceste date arată că doar 3% din toate promovările sunt subpromovări. Numărul subpromovărilor înregistrate este, în orice caz, mai mic decât numărul celor neînregistrate. De notat că promovarea nu este limitată la piesele care au fost capturate anterior. Unele seturi de șah au dame suplimentare de fiecare culoare pentru a fi folosite pentru pionii promovați. Dacă dama nu este la îndemână, este deseori folosit un turn pus invers pentru a reprezenta o damă.
Diagrama din jocul dintre Bobby Fischer și Tigran Petrosian din 1959 de la turneul de candidați arată poziția în care fiecare parte are două dame. Patru dame au existat de la mutarea 37 până la mutarea 44 (Fischer 2008:113-14).

## Strategia
|   | a | b | c | d | e | f | g | h |   |
| 8 | a8 black rook · d8 black queen · e8 black king · f8 black bishop · h8 black rook · a7 black pawn · b7 black bishop · d7 black knight · f7 black pawn · g7 black pawn · h7 black pawn · c6 black pawn · e6 black pawn · f6 black knight · e5 white pawn · b4 black pawn · d4 white pawn · c3 white knight · f3 white knight · a2 white pawn · b2 white pawn · e2 white bishop · f2 white pawn · g2 white pawn · h2 white pawn · a1 white rook · c1 white bishop · d1 white queen · e1 white king · h1 white rook | a8 black rook · d8 black queen · e8 black king · f8 black bishop · h8 black rook · a7 black pawn · b7 black bishop · d7 black knight · f7 black pawn · g7 black pawn · h7 black pawn · c6 black pawn · e6 black pawn · f6 black knight · e5 white pawn · b4 black pawn · d4 white pawn · c3 white knight · f3 white knight · a2 white pawn · b2 white pawn · e2 white bishop · f2 white pawn · g2 white pawn · h2 white pawn · a1 white rook · c1 white bishop · d1 white queen · e1 white king · h1 white rook | a8 black rook · d8 black queen · e8 black king · f8 black bishop · h8 black rook · a7 black pawn · b7 black bishop · d7 black knight · f7 black pawn · g7 black pawn · h7 black pawn · c6 black pawn · e6 black pawn · f6 black knight · e5 white pawn · b4 black pawn · d4 white pawn · c3 white knight · f3 white knight · a2 white pawn · b2 white pawn · e2 white bishop · f2 white pawn · g2 white pawn · h2 white pawn · a1 white rook · c1 white bishop · d1 white queen · e1 white king · h1 white rook | a8 black rook · d8 black queen · e8 black king · f8 black bishop · h8 black rook · a7 black pawn · b7 black bishop · d7 black knight · f7 black pawn · g7 black pawn · h7 black pawn · c6 black pawn · e6 black pawn · f6 black knight · e5 white pawn · b4 black pawn · d4 white pawn · c3 white knight · f3 white knight · a2 white pawn · b2 white pawn · e2 white bishop · f2 white pawn · g2 white pawn · h2 white pawn · a1 white rook · c1 white bishop · d1 white queen · e1 white king · h1 white rook | a8 black rook · d8 black queen · e8 black king · f8 black bishop · h8 black rook · a7 black pawn · b7 black bishop · d7 black knight · f7 black pawn · g7 black pawn · h7 black pawn · c6 black pawn · e6 black pawn · f6 black knight · e5 white pawn · b4 black pawn · d4 white pawn · c3 white knight · f3 white knight · a2 white pawn · b2 white pawn · e2 white bishop · f2 white pawn · g2 white pawn · h2 white pawn · a1 white rook · c1 white bishop · d1 white queen · e1 white king · h1 white rook | a8 black rook · d8 black queen · e8 black king · f8 black bishop · h8 black rook · a7 black pawn · b7 black bishop · d7 black knight · f7 black pawn · g7 black pawn · h7 black pawn · c6 black pawn · e6 black pawn · f6 black knight · e5 white pawn · b4 black pawn · d4 white pawn · c3 white knight · f3 white knight · a2 white pawn · b2 white pawn · e2 white bishop · f2 white pawn · g2 white pawn · h2 white pawn · a1 white rook · c1 white bishop · d1 white queen · e1 white king · h1 white rook | a8 black rook · d8 black queen · e8 black king · f8 black bishop · h8 black rook · a7 black pawn · b7 black bishop · d7 black knight · f7 black pawn · g7 black pawn · h7 black pawn · c6 black pawn · e6 black pawn · f6 black knight · e5 white pawn · b4 black pawn · d4 white pawn · c3 white knight · f3 white knight · a2 white pawn · b2 white pawn · e2 white bishop · f2 white pawn · g2 white pawn · h2 white pawn · a1 white rook · c1 white bishop · d1 white queen · e1 white king · h1 white rook | a8 black rook · d8 black queen · e8 black king · f8 black bishop · h8 black rook · a7 black pawn · b7 black bishop · d7 black knight · f7 black pawn · g7 black pawn · h7 black pawn · c6 black pawn · e6 black pawn · f6 black knight · e5 white pawn · b4 black pawn · d4 white pawn · c3 white knight · f3 white knight · a2 white pawn · b2 white pawn · e2 white bishop · f2 white pawn · g2 white pawn · h2 white pawn · a1 white rook · c1 white bishop · d1 white queen · e1 white king · h1 white rook | 8 |
| 7 | a8 black rook · d8 black queen · e8 black king · f8 black bishop · h8 black rook · a7 black pawn · b7 black bishop · d7 black knight · f7 black pawn · g7 black pawn · h7 black pawn · c6 black pawn · e6 black pawn · f6 black knight · e5 white pawn · b4 black pawn · d4 white pawn · c3 white knight · f3 white knight · a2 white pawn · b2 white pawn · e2 white bishop · f2 white pawn · g2 white pawn · h2 white pawn · a1 white rook · c1 white bishop · d1 white queen · e1 white king · h1 white rook | a8 black rook · d8 black queen · e8 black king · f8 black bishop · h8 black rook · a7 black pawn · b7 black bishop · d7 black knight · f7 black pawn · g7 black pawn · h7 black pawn · c6 black pawn · e6 black pawn · f6 black knight · e5 white pawn · b4 black pawn · d4 white pawn · c3 white knight · f3 white knight · a2 white pawn · b2 white pawn · e2 white bishop · f2 white pawn · g2 white pawn · h2 white pawn · a1 white rook · c1 white bishop · d1 white queen · e1 white king · h1 white rook | a8 black rook · d8 black queen · e8 black king · f8 black bishop · h8 black rook · a7 black pawn · b7 black bishop · d7 black knight · f7 black pawn · g7 black pawn · h7 black pawn · c6 black pawn · e6 black pawn · f6 black knight · e5 white pawn · b4 black pawn · d4 white pawn · c3 white knight · f3 white knight · a2 white pawn · b2 white pawn · e2 white bishop · f2 white pawn · g2 white pawn · h2 white pawn · a1 white rook · c1 white bishop · d1 white queen · e1 white king · h1 white rook | a8 black rook · d8 black queen · e8 black king · f8 black bishop · h8 black rook · a7 black pawn · b7 black bishop · d7 black knight · f7 black pawn · g7 black pawn · h7 black pawn · c6 black pawn · e6 black pawn · f6 black knight · e5 white pawn · b4 black pawn · d4 white pawn · c3 white knight · f3 white knight · a2 white pawn · b2 white pawn · e2 white bishop · f2 white pawn · g2 white pawn · h2 white pawn · a1 white rook · c1 white bishop · d1 white queen · e1 white king · h1 white rook | a8 black rook · d8 black queen · e8 black king · f8 black bishop · h8 black rook · a7 black pawn · b7 black bishop · d7 black knight · f7 black pawn · g7 black pawn · h7 black pawn · c6 black pawn · e6 black pawn · f6 black knight · e5 white pawn · b4 black pawn · d4 white pawn · c3 white knight · f3 white knight · a2 white pawn · b2 white pawn · e2 white bishop · f2 white pawn · g2 white pawn · h2 white pawn · a1 white rook · c1 white bishop · d1 white queen · e1 white king · h1 white rook | a8 black rook · d8 black queen · e8 black king · f8 black bishop · h8 black rook · a7 black pawn · b7 black bishop · d7 black knight · f7 black pawn · g7 black pawn · h7 black pawn · c6 black pawn · e6 black pawn · f6 black knight · e5 white pawn · b4 black pawn · d4 white pawn · c3 white knight · f3 white knight · a2 white pawn · b2 white pawn · e2 white bishop · f2 white pawn · g2 white pawn · h2 white pawn · a1 white rook · c1 white bishop · d1 white queen · e1 white king · h1 white rook | a8 black rook · d8 black queen · e8 black king · f8 black bishop · h8 black rook · a7 black pawn · b7 black bishop · d7 black knight · f7 black pawn · g7 black pawn · h7 black pawn · c6 black pawn · e6 black pawn · f6 black knight · e5 white pawn · b4 black pawn · d4 white pawn · c3 white knight · f3 white knight · a2 white pawn · b2 white pawn · e2 white bishop · f2 white pawn · g2 white pawn · h2 white pawn · a1 white rook · c1 white bishop · d1 white queen · e1 white king · h1 white rook | a8 black rook · d8 black queen · e8 black king · f8 black bishop · h8 black rook · a7 black pawn · b7 black bishop · d7 black knight · f7 black pawn · g7 black pawn · h7 black pawn · c6 black pawn · e6 black pawn · f6 black knight · e5 white pawn · b4 black pawn · d4 white pawn · c3 white knight · f3 white knight · a2 white pawn · b2 white pawn · e2 white bishop · f2 white pawn · g2 white pawn · h2 white pawn · a1 white rook · c1 white bishop · d1 white queen · e1 white king · h1 white rook | 7 |
| 6 | a8 black rook · d8 black queen · e8 black king · f8 black bishop · h8 black rook · a7 black pawn · b7 black bishop · d7 black knight · f7 black pawn · g7 black pawn · h7 black pawn · c6 black pawn · e6 black pawn · f6 black knight · e5 white pawn · b4 black pawn · d4 white pawn · c3 white knight · f3 white knight · a2 white pawn · b2 white pawn · e2 white bishop · f2 white pawn · g2 white pawn · h2 white pawn · a1 white rook · c1 white bishop · d1 white queen · e1 white king · h1 white rook | a8 black rook · d8 black queen · e8 black king · f8 black bishop · h8 black rook · a7 black pawn · b7 black bishop · d7 black knight · f7 black pawn · g7 black pawn · h7 black pawn · c6 black pawn · e6 black pawn · f6 black knight · e5 white pawn · b4 black pawn · d4 white pawn · c3 white knight · f3 white knight · a2 white pawn · b2 white pawn · e2 white bishop · f2 white pawn · g2 white pawn · h2 white pawn · a1 white rook · c1 white bishop · d1 white queen · e1 white king · h1 white rook | a8 black rook · d8 black queen · e8 black king · f8 black bishop · h8 black rook · a7 black pawn · b7 black bishop · d7 black knight · f7 black pawn · g7 black pawn · h7 black pawn · c6 black pawn · e6 black pawn · f6 black knight · e5 white pawn · b4 black pawn · d4 white pawn · c3 white knight · f3 white knight · a2 white pawn · b2 white pawn · e2 white bishop · f2 white pawn · g2 white pawn · h2 white pawn · a1 white rook · c1 white bishop · d1 white queen · e1 white king · h1 white rook | a8 black rook · d8 black queen · e8 black king · f8 black bishop · h8 black rook · a7 black pawn · b7 black bishop · d7 black knight · f7 black pawn · g7 black pawn · h7 black pawn · c6 black pawn · e6 black pawn · f6 black knight · e5 white pawn · b4 black pawn · d4 white pawn · c3 white knight · f3 white knight · a2 white pawn · b2 white pawn · e2 white bishop · f2 white pawn · g2 white pawn · h2 white pawn · a1 white rook · c1 white bishop · d1 white queen · e1 white king · h1 white rook | a8 black rook · d8 black queen · e8 black king · f8 black bishop · h8 black rook · a7 black pawn · b7 black bishop · d7 black knight · f7 black pawn · g7 black pawn · h7 black pawn · c6 black pawn · e6 black pawn · f6 black knight · e5 white pawn · b4 black pawn · d4 white pawn · c3 white knight · f3 white knight · a2 white pawn · b2 white pawn · e2 white bishop · f2 white pawn · g2 white pawn · h2 white pawn · a1 white rook · c1 white bishop · d1 white queen · e1 white king · h1 white rook | a8 black rook · d8 black queen · e8 black king · f8 black bishop · h8 black rook · a7 black pawn · b7 black bishop · d7 black knight · f7 black pawn · g7 black pawn · h7 black pawn · c6 black pawn · e6 black pawn · f6 black knight · e5 white pawn · b4 black pawn · d4 white pawn · c3 white knight · f3 white knight · a2 white pawn · b2 white pawn · e2 white bishop · f2 white pawn · g2 white pawn · h2 white pawn · a1 white rook · c1 white bishop · d1 white queen · e1 white king · h1 white rook | a8 black rook · d8 black queen · e8 black king · f8 black bishop · h8 black rook · a7 black pawn · b7 black bishop · d7 black knight · f7 black pawn · g7 black pawn · h7 black pawn · c6 black pawn · e6 black pawn · f6 black knight · e5 white pawn · b4 black pawn · d4 white pawn · c3 white knight · f3 white knight · a2 white pawn · b2 white pawn · e2 white bishop · f2 white pawn · g2 white pawn · h2 white pawn · a1 white rook · c1 white bishop · d1 white queen · e1 white king · h1 white rook | a8 black rook · d8 black queen · e8 black king · f8 black bishop · h8 black rook · a7 black pawn · b7 black bishop · d7 black knight · f7 black pawn · g7 black pawn · h7 black pawn · c6 black pawn · e6 black pawn · f6 black knight · e5 white pawn · b4 black pawn · d4 white pawn · c3 white knight · f3 white knight · a2 white pawn · b2 white pawn · e2 white bishop · f2 white pawn · g2 white pawn · h2 white pawn · a1 white rook · c1 white bishop · d1 white queen · e1 white king · h1 white rook | 6 |
| 5 | a8 black rook · d8 black queen · e8 black king · f8 black bishop · h8 black rook · a7 black pawn · b7 black bishop · d7 black knight · f7 black pawn · g7 black pawn · h7 black pawn · c6 black pawn · e6 black pawn · f6 black knight · e5 white pawn · b4 black pawn · d4 white pawn · c3 white knight · f3 white knight · a2 white pawn · b2 white pawn · e2 white bishop · f2 white pawn · g2 white pawn · h2 white pawn · a1 white rook · c1 white bishop · d1 white queen · e1 white king · h1 white rook | a8 black rook · d8 black queen · e8 black king · f8 black bishop · h8 black rook · a7 black pawn · b7 black bishop · d7 black knight · f7 black pawn · g7 black pawn · h7 black pawn · c6 black pawn · e6 black pawn · f6 black knight · e5 white pawn · b4 black pawn · d4 white pawn · c3 white knight · f3 white knight · a2 white pawn · b2 white pawn · e2 white bishop · f2 white pawn · g2 white pawn · h2 white pawn · a1 white rook · c1 white bishop · d1 white queen · e1 white king · h1 white rook | a8 black rook · d8 black queen · e8 black king · f8 black bishop · h8 black rook · a7 black pawn · b7 black bishop · d7 black knight · f7 black pawn · g7 black pawn · h7 black pawn · c6 black pawn · e6 black pawn · f6 black knight · e5 white pawn · b4 black pawn · d4 white pawn · c3 white knight · f3 white knight · a2 white pawn · b2 white pawn · e2 white bishop · f2 white pawn · g2 white pawn · h2 white pawn · a1 white rook · c1 white bishop · d1 white queen · e1 white king · h1 white rook | a8 black rook · d8 black queen · e8 black king · f8 black bishop · h8 black rook · a7 black pawn · b7 black bishop · d7 black knight · f7 black pawn · g7 black pawn · h7 black pawn · c6 black pawn · e6 black pawn · f6 black knight · e5 white pawn · b4 black pawn · d4 white pawn · c3 white knight · f3 white knight · a2 white pawn · b2 white pawn · e2 white bishop · f2 white pawn · g2 white pawn · h2 white pawn · a1 white rook · c1 white bishop · d1 white queen · e1 white king · h1 white rook | a8 black rook · d8 black queen · e8 black king · f8 black bishop · h8 black rook · a7 black pawn · b7 black bishop · d7 black knight · f7 black pawn · g7 black pawn · h7 black pawn · c6 black pawn · e6 black pawn · f6 black knight · e5 white pawn · b4 black pawn · d4 white pawn · c3 white knight · f3 white knight · a2 white pawn · b2 white pawn · e2 white bishop · f2 white pawn · g2 white pawn · h2 white pawn · a1 white rook · c1 white bishop · d1 white queen · e1 white king · h1 white rook | a8 black rook · d8 black queen · e8 black king · f8 black bishop · h8 black rook · a7 black pawn · b7 black bishop · d7 black knight · f7 black pawn · g7 black pawn · h7 black pawn · c6 black pawn · e6 black pawn · f6 black knight · e5 white pawn · b4 black pawn · d4 white pawn · c3 white knight · f3 white knight · a2 white pawn · b2 white pawn · e2 white bishop · f2 white pawn · g2 white pawn · h2 white pawn · a1 white rook · c1 white bishop · d1 white queen · e1 white king · h1 white rook | a8 black rook · d8 black queen · e8 black king · f8 black bishop · h8 black rook · a7 black pawn · b7 black bishop · d7 black knight · f7 black pawn · g7 black pawn · h7 black pawn · c6 black pawn · e6 black pawn · f6 black knight · e5 white pawn · b4 black pawn · d4 white pawn · c3 white knight · f3 white knight · a2 white pawn · b2 white pawn · e2 white bishop · f2 white pawn · g2 white pawn · h2 white pawn · a1 white rook · c1 white bishop · d1 white queen · e1 white king · h1 white rook | a8 black rook · d8 black queen · e8 black king · f8 black bishop · h8 black rook · a7 black pawn · b7 black bishop · d7 black knight · f7 black pawn · g7 black pawn · h7 black pawn · c6 black pawn · e6 black pawn · f6 black knight · e5 white pawn · b4 black pawn · d4 white pawn · c3 white knight · f3 white knight · a2 white pawn · b2 white pawn · e2 white bishop · f2 white pawn · g2 white pawn · h2 white pawn · a1 white rook · c1 white bishop · d1 white queen · e1 white king · h1 white rook | 5 |
| 4 | a8 black rook · d8 black queen · e8 black king · f8 black bishop · h8 black rook · a7 black pawn · b7 black bishop · d7 black knight · f7 black pawn · g7 black pawn · h7 black pawn · c6 black pawn · e6 black pawn · f6 black knight · e5 white pawn · b4 black pawn · d4 white pawn · c3 white knight · f3 white knight · a2 white pawn · b2 white pawn · e2 white bishop · f2 white pawn · g2 white pawn · h2 white pawn · a1 white rook · c1 white bishop · d1 white queen · e1 white king · h1 white rook | a8 black rook · d8 black queen · e8 black king · f8 black bishop · h8 black rook · a7 black pawn · b7 black bishop · d7 black knight · f7 black pawn · g7 black pawn · h7 black pawn · c6 black pawn · e6 black pawn · f6 black knight · e5 white pawn · b4 black pawn · d4 white pawn · c3 white knight · f3 white knight · a2 white pawn · b2 white pawn · e2 white bishop · f2 white pawn · g2 white pawn · h2 white pawn · a1 white rook · c1 white bishop · d1 white queen · e1 white king · h1 white rook | a8 black rook · d8 black queen · e8 black king · f8 black bishop · h8 black rook · a7 black pawn · b7 black bishop · d7 black knight · f7 black pawn · g7 black pawn · h7 black pawn · c6 black pawn · e6 black pawn · f6 black knight · e5 white pawn · b4 black pawn · d4 white pawn · c3 white knight · f3 white knight · a2 white pawn · b2 white pawn · e2 white bishop · f2 white pawn · g2 white pawn · h2 white pawn · a1 white rook · c1 white bishop · d1 white queen · e1 white king · h1 white rook | a8 black rook · d8 black queen · e8 black king · f8 black bishop · h8 black rook · a7 black pawn · b7 black bishop · d7 black knight · f7 black pawn · g7 black pawn · h7 black pawn · c6 black pawn · e6 black pawn · f6 black knight · e5 white pawn · b4 black pawn · d4 white pawn · c3 white knight · f3 white knight · a2 white pawn · b2 white pawn · e2 white bishop · f2 white pawn · g2 white pawn · h2 white pawn · a1 white rook · c1 white bishop · d1 white queen · e1 white king · h1 white rook | a8 black rook · d8 black queen · e8 black king · f8 black bishop · h8 black rook · a7 black pawn · b7 black bishop · d7 black knight · f7 black pawn · g7 black pawn · h7 black pawn · c6 black pawn · e6 black pawn · f6 black knight · e5 white pawn · b4 black pawn · d4 white pawn · c3 white knight · f3 white knight · a2 white pawn · b2 white pawn · e2 white bishop · f2 white pawn · g2 white pawn · h2 white pawn · a1 white rook · c1 white bishop · d1 white queen · e1 white king · h1 white rook | a8 black rook · d8 black queen · e8 black king · f8 black bishop · h8 black rook · a7 black pawn · b7 black bishop · d7 black knight · f7 black pawn · g7 black pawn · h7 black pawn · c6 black pawn · e6 black pawn · f6 black knight · e5 white pawn · b4 black pawn · d4 white pawn · c3 white knight · f3 white knight · a2 white pawn · b2 white pawn · e2 white bishop · f2 white pawn · g2 white pawn · h2 white pawn · a1 white rook · c1 white bishop · d1 white queen · e1 white king · h1 white rook | a8 black rook · d8 black queen · e8 black king · f8 black bishop · h8 black rook · a7 black pawn · b7 black bishop · d7 black knight · f7 black pawn · g7 black pawn · h7 black pawn · c6 black pawn · e6 black pawn · f6 black knight · e5 white pawn · b4 black pawn · d4 white pawn · c3 white knight · f3 white knight · a2 white pawn · b2 white pawn · e2 white bishop · f2 white pawn · g2 white pawn · h2 white pawn · a1 white rook · c1 white bishop · d1 white queen · e1 white king · h1 white rook | a8 black rook · d8 black queen · e8 black king · f8 black bishop · h8 black rook · a7 black pawn · b7 black bishop · d7 black knight · f7 black pawn · g7 black pawn · h7 black pawn · c6 black pawn · e6 black pawn · f6 black knight · e5 white pawn · b4 black pawn · d4 white pawn · c3 white knight · f3 white knight · a2 white pawn · b2 white pawn · e2 white bishop · f2 white pawn · g2 white pawn · h2 white pawn · a1 white rook · c1 white bishop · d1 white queen · e1 white king · h1 white rook | 4 |
| 3 | a8 black rook · d8 black queen · e8 black king · f8 black bishop · h8 black rook · a7 black pawn · b7 black bishop · d7 black knight · f7 black pawn · g7 black pawn · h7 black pawn · c6 black pawn · e6 black pawn · f6 black knight · e5 white pawn · b4 black pawn · d4 white pawn · c3 white knight · f3 white knight · a2 white pawn · b2 white pawn · e2 white bishop · f2 white pawn · g2 white pawn · h2 white pawn · a1 white rook · c1 white bishop · d1 white queen · e1 white king · h1 white rook | a8 black rook · d8 black queen · e8 black king · f8 black bishop · h8 black rook · a7 black pawn · b7 black bishop · d7 black knight · f7 black pawn · g7 black pawn · h7 black pawn · c6 black pawn · e6 black pawn · f6 black knight · e5 white pawn · b4 black pawn · d4 white pawn · c3 white knight · f3 white knight · a2 white pawn · b2 white pawn · e2 white bishop · f2 white pawn · g2 white pawn · h2 white pawn · a1 white rook · c1 white bishop · d1 white queen · e1 white king · h1 white rook | a8 black rook · d8 black queen · e8 black king · f8 black bishop · h8 black rook · a7 black pawn · b7 black bishop · d7 black knight · f7 black pawn · g7 black pawn · h7 black pawn · c6 black pawn · e6 black pawn · f6 black knight · e5 white pawn · b4 black pawn · d4 white pawn · c3 white knight · f3 white knight · a2 white pawn · b2 white pawn · e2 white bishop · f2 white pawn · g2 white pawn · h2 white pawn · a1 white rook · c1 white bishop · d1 white queen · e1 white king · h1 white rook | a8 black rook · d8 black queen · e8 black king · f8 black bishop · h8 black rook · a7 black pawn · b7 black bishop · d7 black knight · f7 black pawn · g7 black pawn · h7 black pawn · c6 black pawn · e6 black pawn · f6 black knight · e5 white pawn · b4 black pawn · d4 white pawn · c3 white knight · f3 white knight · a2 white pawn · b2 white pawn · e2 white bishop · f2 white pawn · g2 white pawn · h2 white pawn · a1 white rook · c1 white bishop · d1 white queen · e1 white king · h1 white rook | a8 black rook · d8 black queen · e8 black king · f8 black bishop · h8 black rook · a7 black pawn · b7 black bishop · d7 black knight · f7 black pawn · g7 black pawn · h7 black pawn · c6 black pawn · e6 black pawn · f6 black knight · e5 white pawn · b4 black pawn · d4 white pawn · c3 white knight · f3 white knight · a2 white pawn · b2 white pawn · e2 white bishop · f2 white pawn · g2 white pawn · h2 white pawn · a1 white rook · c1 white bishop · d1 white queen · e1 white king · h1 white rook | a8 black rook · d8 black queen · e8 black king · f8 black bishop · h8 black rook · a7 black pawn · b7 black bishop · d7 black knight · f7 black pawn · g7 black pawn · h7 black pawn · c6 black pawn · e6 black pawn · f6 black knight · e5 white pawn · b4 black pawn · d4 white pawn · c3 white knight · f3 white knight · a2 white pawn · b2 white pawn · e2 white bishop · f2 white pawn · g2 white pawn · h2 white pawn · a1 white rook · c1 white bishop · d1 white queen · e1 white king · h1 white rook | a8 black rook · d8 black queen · e8 black king · f8 black bishop · h8 black rook · a7 black pawn · b7 black bishop · d7 black knight · f7 black pawn · g7 black pawn · h7 black pawn · c6 black pawn · e6 black pawn · f6 black knight · e5 white pawn · b4 black pawn · d4 white pawn · c3 white knight · f3 white knight · a2 white pawn · b2 white pawn · e2 white bishop · f2 white pawn · g2 white pawn · h2 white pawn · a1 white rook · c1 white bishop · d1 white queen · e1 white king · h1 white rook | a8 black rook · d8 black queen · e8 black king · f8 black bishop · h8 black rook · a7 black pawn · b7 black bishop · d7 black knight · f7 black pawn · g7 black pawn · h7 black pawn · c6 black pawn · e6 black pawn · f6 black knight · e5 white pawn · b4 black pawn · d4 white pawn · c3 white knight · f3 white knight · a2 white pawn · b2 white pawn · e2 white bishop · f2 white pawn · g2 white pawn · h2 white pawn · a1 white rook · c1 white bishop · d1 white queen · e1 white king · h1 white rook | 3 |
| 2 | a8 black rook · d8 black queen · e8 black king · f8 black bishop · h8 black rook · a7 black pawn · b7 black bishop · d7 black knight · f7 black pawn · g7 black pawn · h7 black pawn · c6 black pawn · e6 black pawn · f6 black knight · e5 white pawn · b4 black pawn · d4 white pawn · c3 white knight · f3 white knight · a2 white pawn · b2 white pawn · e2 white bishop · f2 white pawn · g2 white pawn · h2 white pawn · a1 white rook · c1 white bishop · d1 white queen · e1 white king · h1 white rook | a8 black rook · d8 black queen · e8 black king · f8 black bishop · h8 black rook · a7 black pawn · b7 black bishop · d7 black knight · f7 black pawn · g7 black pawn · h7 black pawn · c6 black pawn · e6 black pawn · f6 black knight · e5 white pawn · b4 black pawn · d4 white pawn · c3 white knight · f3 white knight · a2 white pawn · b2 white pawn · e2 white bishop · f2 white pawn · g2 white pawn · h2 white pawn · a1 white rook · c1 white bishop · d1 white queen · e1 white king · h1 white rook | a8 black rook · d8 black queen · e8 black king · f8 black bishop · h8 black rook · a7 black pawn · b7 black bishop · d7 black knight · f7 black pawn · g7 black pawn · h7 black pawn · c6 black pawn · e6 black pawn · f6 black knight · e5 white pawn · b4 black pawn · d4 white pawn · c3 white knight · f3 white knight · a2 white pawn · b2 white pawn · e2 white bishop · f2 white pawn · g2 white pawn · h2 white pawn · a1 white rook · c1 white bishop · d1 white queen · e1 white king · h1 white rook | a8 black rook · d8 black queen · e8 black king · f8 black bishop · h8 black rook · a7 black pawn · b7 black bishop · d7 black knight · f7 black pawn · g7 black pawn · h7 black pawn · c6 black pawn · e6 black pawn · f6 black knight · e5 white pawn · b4 black pawn · d4 white pawn · c3 white knight · f3 white knight · a2 white pawn · b2 white pawn · e2 white bishop · f2 white pawn · g2 white pawn · h2 white pawn · a1 white rook · c1 white bishop · d1 white queen · e1 white king · h1 white rook | a8 black rook · d8 black queen · e8 black king · f8 black bishop · h8 black rook · a7 black pawn · b7 black bishop · d7 black knight · f7 black pawn · g7 black pawn · h7 black pawn · c6 black pawn · e6 black pawn · f6 black knight · e5 white pawn · b4 black pawn · d4 white pawn · c3 white knight · f3 white knight · a2 white pawn · b2 white pawn · e2 white bishop · f2 white pawn · g2 white pawn · h2 white pawn · a1 white rook · c1 white bishop · d1 white queen · e1 white king · h1 white rook | a8 black rook · d8 black queen · e8 black king · f8 black bishop · h8 black rook · a7 black pawn · b7 black bishop · d7 black knight · f7 black pawn · g7 black pawn · h7 black pawn · c6 black pawn · e6 black pawn · f6 black knight · e5 white pawn · b4 black pawn · d4 white pawn · c3 white knight · f3 white knight · a2 white pawn · b2 white pawn · e2 white bishop · f2 white pawn · g2 white pawn · h2 white pawn · a1 white rook · c1 white bishop · d1 white queen · e1 white king · h1 white rook | a8 black rook · d8 black queen · e8 black king · f8 black bishop · h8 black rook · a7 black pawn · b7 black bishop · d7 black knight · f7 black pawn · g7 black pawn · h7 black pawn · c6 black pawn · e6 black pawn · f6 black knight · e5 white pawn · b4 black pawn · d4 white pawn · c3 white knight · f3 white knight · a2 white pawn · b2 white pawn · e2 white bishop · f2 white pawn · g2 white pawn · h2 white pawn · a1 white rook · c1 white bishop · d1 white queen · e1 white king · h1 white rook | a8 black rook · d8 black queen · e8 black king · f8 black bishop · h8 black rook · a7 black pawn · b7 black bishop · d7 black knight · f7 black pawn · g7 black pawn · h7 black pawn · c6 black pawn · e6 black pawn · f6 black knight · e5 white pawn · b4 black pawn · d4 white pawn · c3 white knight · f3 white knight · a2 white pawn · b2 white pawn · e2 white bishop · f2 white pawn · g2 white pawn · h2 white pawn · a1 white rook · c1 white bishop · d1 white queen · e1 white king · h1 white rook | 2 |
| 1 | a8 black rook · d8 black queen · e8 black king · f8 black bishop · h8 black rook · a7 black pawn · b7 black bishop · d7 black knight · f7 black pawn · g7 black pawn · h7 black pawn · c6 black pawn · e6 black pawn · f6 black knight · e5 white pawn · b4 black pawn · d4 white pawn · c3 white knight · f3 white knight · a2 white pawn · b2 white pawn · e2 white bishop · f2 white pawn · g2 white pawn · h2 white pawn · a1 white rook · c1 white bishop · d1 white queen · e1 white king · h1 white rook | a8 black rook · d8 black queen · e8 black king · f8 black bishop · h8 black rook · a7 black pawn · b7 black bishop · d7 black knight · f7 black pawn · g7 black pawn · h7 black pawn · c6 black pawn · e6 black pawn · f6 black knight · e5 white pawn · b4 black pawn · d4 white pawn · c3 white knight · f3 white knight · a2 white pawn · b2 white pawn · e2 white bishop · f2 white pawn · g2 white pawn · h2 white pawn · a1 white rook · c1 white bishop · d1 white queen · e1 white king · h1 white rook | a8 black rook · d8 black queen · e8 black king · f8 black bishop · h8 black rook · a7 black pawn · b7 black bishop · d7 black knight · f7 black pawn · g7 black pawn · h7 black pawn · c6 black pawn · e6 black pawn · f6 black knight · e5 white pawn · b4 black pawn · d4 white pawn · c3 white knight · f3 white knight · a2 white pawn · b2 white pawn · e2 white bishop · f2 white pawn · g2 white pawn · h2 white pawn · a1 white rook · c1 white bishop · d1 white queen · e1 white king · h1 white rook | a8 black rook · d8 black queen · e8 black king · f8 black bishop · h8 black rook · a7 black pawn · b7 black bishop · d7 black knight · f7 black pawn · g7 black pawn · h7 black pawn · c6 black pawn · e6 black pawn · f6 black knight · e5 white pawn · b4 black pawn · d4 white pawn · c3 white knight · f3 white knight · a2 white pawn · b2 white pawn · e2 white bishop · f2 white pawn · g2 white pawn · h2 white pawn · a1 white rook · c1 white bishop · d1 white queen · e1 white king · h1 white rook | a8 black rook · d8 black queen · e8 black king · f8 black bishop · h8 black rook · a7 black pawn · b7 black bishop · d7 black knight · f7 black pawn · g7 black pawn · h7 black pawn · c6 black pawn · e6 black pawn · f6 black knight · e5 white pawn · b4 black pawn · d4 white pawn · c3 white knight · f3 white knight · a2 white pawn · b2 white pawn · e2 white bishop · f2 white pawn · g2 white pawn · h2 white pawn · a1 white rook · c1 white bishop · d1 white queen · e1 white king · h1 white rook | a8 black rook · d8 black queen · e8 black king · f8 black bishop · h8 black rook · a7 black pawn · b7 black bishop · d7 black knight · f7 black pawn · g7 black pawn · h7 black pawn · c6 black pawn · e6 black pawn · f6 black knight · e5 white pawn · b4 black pawn · d4 white pawn · c3 white knight · f3 white knight · a2 white pawn · b2 white pawn · e2 white bishop · f2 white pawn · g2 white pawn · h2 white pawn · a1 white rook · c1 white bishop · d1 white queen · e1 white king · h1 white rook | a8 black rook · d8 black queen · e8 black king · f8 black bishop · h8 black rook · a7 black pawn · b7 black bishop · d7 black knight · f7 black pawn · g7 black pawn · h7 black pawn · c6 black pawn · e6 black pawn · f6 black knight · e5 white pawn · b4 black pawn · d4 white pawn · c3 white knight · f3 white knight · a2 white pawn · b2 white pawn · e2 white bishop · f2 white pawn · g2 white pawn · h2 white pawn · a1 white rook · c1 white bishop · d1 white queen · e1 white king · h1 white rook | a8 black rook · d8 black queen · e8 black king · f8 black bishop · h8 black rook · a7 black pawn · b7 black bishop · d7 black knight · f7 black pawn · g7 black pawn · h7 black pawn · c6 black pawn · e6 black pawn · f6 black knight · e5 white pawn · b4 black pawn · d4 white pawn · c3 white knight · f3 white knight · a2 white pawn · b2 white pawn · e2 white bishop · f2 white pawn · g2 white pawn · h2 white pawn · a1 white rook · c1 white bishop · d1 white queen · e1 white king · h1 white rook | 1 |
|   | a | b | c | d | e | f | g | h |   |

Abilitatea de a promova este adeseori factorul decisiv la sfârșitul jocului și în acest chip are o atenție importantă la începutul și mijlocul partidei. Aproape toate promovările au loc la sfârșitul jocului, dar promovarea are loc și în mijlocul jocului.
Promovarea ocazional are loc chiar la început, în special când o parte face o greșeală, ca în capcana lui Lasker, care descrie o subpromovare în cal la mutarea a șaptea: 1.d4 d5 2.c4 e5 3.d:e5 d4 4.e3? Nb4+ 5.Nd2 d:e! 6.N:b4?? ef+! 7.Re2 fgC+! Schlechter-Perlis, Karlsbad în 1911 a putut face o promovare la mutarea 11: 1.d4 d5 2.c4 c6 3.Cf3 Cf6 4.e3 Nf5 5.Db3 Db6 6.cd D:b3 7.ab N:b1? 8.dc! Ne4?? 9.T:a7! T:a7 10.c7 amenițând 11.cbD și 11.c8D. Perlis a evitat capcana prin 8...Nc6!, pierzând mai încet. Marele maestru britanic Joe Gallagher a avut o idee similară în partida Terentiev-Gallagher: 1.d4 Cf6 2.Ng5 Ce4 3.Nf4 c5 4.c3 Db6 5.Db3 cd 6.D:b6 ab 7.N:b8? dc 8.Ne5?? T:a2! și acum albul ar putea fi înfrânt întrucât dacă 9.T:a2 c2 promovează (Gallagher 1996:121). Alt exemplu este 1.e4 c6 2.d4 d5 3.Cc3 de 4.C:e4 Cf6 5.Cg3 h5 6.Ng5?! h4 7.N:f6?? hg 8.Ne5 T:h2! 9.T:h2 Da5+! 10.c3 D:e5+! 11.de gh, cu un succes dublu, 12...hgD și h1D ca în Schuster-Carls, Bremen 1914 și NN-Torre, Mexico 1928 (Burgess 1998:72). De notat că 10.Dd2 (în loc de 10.c3) s-ar putea ciocni cu 10...gf+! 11.Rd1 (11.R:f2 D:d2+) D:d2+ 12.R:d2 fgD mai bine decât 10...D:e5 11.de gh 12.Cf3 h1D 13.0-0-0 cu un atac puternic (Neishtadt 1996:94-96).
Sunt de asemenea puține deschideri unde fiecare parte sacrifică un pion în scopul transformării unui pion în damă. Un exemplu este văzut în poziția din dreapta, unde jocul continuă 10...bc 11.ef cb 12.fg baD 13.ghD.
Fiecare jucător promovează un pion la mutarea a șaptea în partida Casper-Heckert: 1.e4 Cf6 2.Cc3 d5 3.e5 d4 4.ef dc 5.d4 cb 6.fg bsD 7.ghD.

## Istoria regulii
Ideea originală era aceea că pionul trebuia să promoveze până la cea mai slabă piesă. În Evul Mediu, cea mai slabă piesă era dama sau farzinul, datorită mutărilor ei limitate de timp. Când damei i s-a atribuit un nou tip de mutare, jocul s-a modificat radical. Când ferii deveneau dame, regulile spuneau că o parte nu poate avea mai mult decât o damă (Davidson 1981:59-60).
În diferite timpuri, pionul a putut să se promoveze doar în piesa de pe pătrățelul pe care promovează. În Italia, în secolul al optsprezecelea și la începutul secolului al XIX-lea, pionul putea să fie promovat doar într-o piesă care a fost capturată. În plus, lui Philidor nu-i plăcea posibilitatea de a avea două dame, iar în toate edițiile cărții sale (1749-1790) afirma că o promovare ar putea fi doar într-o piesă care a fost anterior capturată. Lambe de asemenea afirma această regulă într-o carte din 1765  (Davidson 1981:60-61). Dacă niciuna din piesele de promovare nu au fost capturate, pionul rămâne inactiv până când una din aceste piese este capturată, după care, pionul, imediat ia rolul piesei respective (Staunton 1848:7). Un jucător nu putea avea niciodată două dame, trei cai, trei turnuri sau trei nebuni de aceeași culoare pe tablă (Staunton 1848:7).
Limitarea regulii de promovare a fost folosită cu asperități. Arthur Saul a publicat o carte în 1814 care dădea regula promovării fără restricții, așa cum a făcut Jacob Sarratt în 1828. În timpul lui Sarratt promovarea fără restricții era populară și cu potrivit lui Davidson ea a devenit universală în mijlocul secolului al nouăsprezecelea (Davidson 1981:61). În orice caz, Howard Staunton a scris în Ghidul jucătorului de șah, inițial publicat în 1847, că potrivit lui Carl Jaenisch promovarea limitată a rămas folosită în nordul Europei, Rusia, Scandinavia și Germania(Staunton 1848:7).

### Regula Asociației Britanice de Șah din 1862
|   | a | b | c | d | e | f | g | h |   |
| 8 | a8 black rook · b7 white pawn · c7 black pawn · c6 white pawn · g6 black pawn · g4 black pawn · h4 black bishop · e3 black pawn · g3 black king · h3 white bishop · e2 white pawn · g2 black pawn · g1 white king | a8 black rook · b7 white pawn · c7 black pawn · c6 white pawn · g6 black pawn · g4 black pawn · h4 black bishop · e3 black pawn · g3 black king · h3 white bishop · e2 white pawn · g2 black pawn · g1 white king | a8 black rook · b7 white pawn · c7 black pawn · c6 white pawn · g6 black pawn · g4 black pawn · h4 black bishop · e3 black pawn · g3 black king · h3 white bishop · e2 white pawn · g2 black pawn · g1 white king | a8 black rook · b7 white pawn · c7 black pawn · c6 white pawn · g6 black pawn · g4 black pawn · h4 black bishop · e3 black pawn · g3 black king · h3 white bishop · e2 white pawn · g2 black pawn · g1 white king | a8 black rook · b7 white pawn · c7 black pawn · c6 white pawn · g6 black pawn · g4 black pawn · h4 black bishop · e3 black pawn · g3 black king · h3 white bishop · e2 white pawn · g2 black pawn · g1 white king | a8 black rook · b7 white pawn · c7 black pawn · c6 white pawn · g6 black pawn · g4 black pawn · h4 black bishop · e3 black pawn · g3 black king · h3 white bishop · e2 white pawn · g2 black pawn · g1 white king | a8 black rook · b7 white pawn · c7 black pawn · c6 white pawn · g6 black pawn · g4 black pawn · h4 black bishop · e3 black pawn · g3 black king · h3 white bishop · e2 white pawn · g2 black pawn · g1 white king | a8 black rook · b7 white pawn · c7 black pawn · c6 white pawn · g6 black pawn · g4 black pawn · h4 black bishop · e3 black pawn · g3 black king · h3 white bishop · e2 white pawn · g2 black pawn · g1 white king | 8 |
| 7 | a8 black rook · b7 white pawn · c7 black pawn · c6 white pawn · g6 black pawn · g4 black pawn · h4 black bishop · e3 black pawn · g3 black king · h3 white bishop · e2 white pawn · g2 black pawn · g1 white king | a8 black rook · b7 white pawn · c7 black pawn · c6 white pawn · g6 black pawn · g4 black pawn · h4 black bishop · e3 black pawn · g3 black king · h3 white bishop · e2 white pawn · g2 black pawn · g1 white king | a8 black rook · b7 white pawn · c7 black pawn · c6 white pawn · g6 black pawn · g4 black pawn · h4 black bishop · e3 black pawn · g3 black king · h3 white bishop · e2 white pawn · g2 black pawn · g1 white king | a8 black rook · b7 white pawn · c7 black pawn · c6 white pawn · g6 black pawn · g4 black pawn · h4 black bishop · e3 black pawn · g3 black king · h3 white bishop · e2 white pawn · g2 black pawn · g1 white king | a8 black rook · b7 white pawn · c7 black pawn · c6 white pawn · g6 black pawn · g4 black pawn · h4 black bishop · e3 black pawn · g3 black king · h3 white bishop · e2 white pawn · g2 black pawn · g1 white king | a8 black rook · b7 white pawn · c7 black pawn · c6 white pawn · g6 black pawn · g4 black pawn · h4 black bishop · e3 black pawn · g3 black king · h3 white bishop · e2 white pawn · g2 black pawn · g1 white king | a8 black rook · b7 white pawn · c7 black pawn · c6 white pawn · g6 black pawn · g4 black pawn · h4 black bishop · e3 black pawn · g3 black king · h3 white bishop · e2 white pawn · g2 black pawn · g1 white king | a8 black rook · b7 white pawn · c7 black pawn · c6 white pawn · g6 black pawn · g4 black pawn · h4 black bishop · e3 black pawn · g3 black king · h3 white bishop · e2 white pawn · g2 black pawn · g1 white king | 7 |
| 6 | a8 black rook · b7 white pawn · c7 black pawn · c6 white pawn · g6 black pawn · g4 black pawn · h4 black bishop · e3 black pawn · g3 black king · h3 white bishop · e2 white pawn · g2 black pawn · g1 white king | a8 black rook · b7 white pawn · c7 black pawn · c6 white pawn · g6 black pawn · g4 black pawn · h4 black bishop · e3 black pawn · g3 black king · h3 white bishop · e2 white pawn · g2 black pawn · g1 white king | a8 black rook · b7 white pawn · c7 black pawn · c6 white pawn · g6 black pawn · g4 black pawn · h4 black bishop · e3 black pawn · g3 black king · h3 white bishop · e2 white pawn · g2 black pawn · g1 white king | a8 black rook · b7 white pawn · c7 black pawn · c6 white pawn · g6 black pawn · g4 black pawn · h4 black bishop · e3 black pawn · g3 black king · h3 white bishop · e2 white pawn · g2 black pawn · g1 white king | a8 black rook · b7 white pawn · c7 black pawn · c6 white pawn · g6 black pawn · g4 black pawn · h4 black bishop · e3 black pawn · g3 black king · h3 white bishop · e2 white pawn · g2 black pawn · g1 white king | a8 black rook · b7 white pawn · c7 black pawn · c6 white pawn · g6 black pawn · g4 black pawn · h4 black bishop · e3 black pawn · g3 black king · h3 white bishop · e2 white pawn · g2 black pawn · g1 white king | a8 black rook · b7 white pawn · c7 black pawn · c6 white pawn · g6 black pawn · g4 black pawn · h4 black bishop · e3 black pawn · g3 black king · h3 white bishop · e2 white pawn · g2 black pawn · g1 white king | a8 black rook · b7 white pawn · c7 black pawn · c6 white pawn · g6 black pawn · g4 black pawn · h4 black bishop · e3 black pawn · g3 black king · h3 white bishop · e2 white pawn · g2 black pawn · g1 white king | 6 |
| 5 | a8 black rook · b7 white pawn · c7 black pawn · c6 white pawn · g6 black pawn · g4 black pawn · h4 black bishop · e3 black pawn · g3 black king · h3 white bishop · e2 white pawn · g2 black pawn · g1 white king | a8 black rook · b7 white pawn · c7 black pawn · c6 white pawn · g6 black pawn · g4 black pawn · h4 black bishop · e3 black pawn · g3 black king · h3 white bishop · e2 white pawn · g2 black pawn · g1 white king | a8 black rook · b7 white pawn · c7 black pawn · c6 white pawn · g6 black pawn · g4 black pawn · h4 black bishop · e3 black pawn · g3 black king · h3 white bishop · e2 white pawn · g2 black pawn · g1 white king | a8 black rook · b7 white pawn · c7 black pawn · c6 white pawn · g6 black pawn · g4 black pawn · h4 black bishop · e3 black pawn · g3 black king · h3 white bishop · e2 white pawn · g2 black pawn · g1 white king | a8 black rook · b7 white pawn · c7 black pawn · c6 white pawn · g6 black pawn · g4 black pawn · h4 black bishop · e3 black pawn · g3 black king · h3 white bishop · e2 white pawn · g2 black pawn · g1 white king | a8 black rook · b7 white pawn · c7 black pawn · c6 white pawn · g6 black pawn · g4 black pawn · h4 black bishop · e3 black pawn · g3 black king · h3 white bishop · e2 white pawn · g2 black pawn · g1 white king | a8 black rook · b7 white pawn · c7 black pawn · c6 white pawn · g6 black pawn · g4 black pawn · h4 black bishop · e3 black pawn · g3 black king · h3 white bishop · e2 white pawn · g2 black pawn · g1 white king | a8 black rook · b7 white pawn · c7 black pawn · c6 white pawn · g6 black pawn · g4 black pawn · h4 black bishop · e3 black pawn · g3 black king · h3 white bishop · e2 white pawn · g2 black pawn · g1 white king | 5 |
| 4 | a8 black rook · b7 white pawn · c7 black pawn · c6 white pawn · g6 black pawn · g4 black pawn · h4 black bishop · e3 black pawn · g3 black king · h3 white bishop · e2 white pawn · g2 black pawn · g1 white king | a8 black rook · b7 white pawn · c7 black pawn · c6 white pawn · g6 black pawn · g4 black pawn · h4 black bishop · e3 black pawn · g3 black king · h3 white bishop · e2 white pawn · g2 black pawn · g1 white king | a8 black rook · b7 white pawn · c7 black pawn · c6 white pawn · g6 black pawn · g4 black pawn · h4 black bishop · e3 black pawn · g3 black king · h3 white bishop · e2 white pawn · g2 black pawn · g1 white king | a8 black rook · b7 white pawn · c7 black pawn · c6 white pawn · g6 black pawn · g4 black pawn · h4 black bishop · e3 black pawn · g3 black king · h3 white bishop · e2 white pawn · g2 black pawn · g1 white king | a8 black rook · b7 white pawn · c7 black pawn · c6 white pawn · g6 black pawn · g4 black pawn · h4 black bishop · e3 black pawn · g3 black king · h3 white bishop · e2 white pawn · g2 black pawn · g1 white king | a8 black rook · b7 white pawn · c7 black pawn · c6 white pawn · g6 black pawn · g4 black pawn · h4 black bishop · e3 black pawn · g3 black king · h3 white bishop · e2 white pawn · g2 black pawn · g1 white king | a8 black rook · b7 white pawn · c7 black pawn · c6 white pawn · g6 black pawn · g4 black pawn · h4 black bishop · e3 black pawn · g3 black king · h3 white bishop · e2 white pawn · g2 black pawn · g1 white king | a8 black rook · b7 white pawn · c7 black pawn · c6 white pawn · g6 black pawn · g4 black pawn · h4 black bishop · e3 black pawn · g3 black king · h3 white bishop · e2 white pawn · g2 black pawn · g1 white king | 4 |
| 3 | a8 black rook · b7 white pawn · c7 black pawn · c6 white pawn · g6 black pawn · g4 black pawn · h4 black bishop · e3 black pawn · g3 black king · h3 white bishop · e2 white pawn · g2 black pawn · g1 white king | a8 black rook · b7 white pawn · c7 black pawn · c6 white pawn · g6 black pawn · g4 black pawn · h4 black bishop · e3 black pawn · g3 black king · h3 white bishop · e2 white pawn · g2 black pawn · g1 white king | a8 black rook · b7 white pawn · c7 black pawn · c6 white pawn · g6 black pawn · g4 black pawn · h4 black bishop · e3 black pawn · g3 black king · h3 white bishop · e2 white pawn · g2 black pawn · g1 white king | a8 black rook · b7 white pawn · c7 black pawn · c6 white pawn · g6 black pawn · g4 black pawn · h4 black bishop · e3 black pawn · g3 black king · h3 white bishop · e2 white pawn · g2 black pawn · g1 white king | a8 black rook · b7 white pawn · c7 black pawn · c6 white pawn · g6 black pawn · g4 black pawn · h4 black bishop · e3 black pawn · g3 black king · h3 white bishop · e2 white pawn · g2 black pawn · g1 white king | a8 black rook · b7 white pawn · c7 black pawn · c6 white pawn · g6 black pawn · g4 black pawn · h4 black bishop · e3 black pawn · g3 black king · h3 white bishop · e2 white pawn · g2 black pawn · g1 white king | a8 black rook · b7 white pawn · c7 black pawn · c6 white pawn · g6 black pawn · g4 black pawn · h4 black bishop · e3 black pawn · g3 black king · h3 white bishop · e2 white pawn · g2 black pawn · g1 white king | a8 black rook · b7 white pawn · c7 black pawn · c6 white pawn · g6 black pawn · g4 black pawn · h4 black bishop · e3 black pawn · g3 black king · h3 white bishop · e2 white pawn · g2 black pawn · g1 white king | 3 |
| 2 | a8 black rook · b7 white pawn · c7 black pawn · c6 white pawn · g6 black pawn · g4 black pawn · h4 black bishop · e3 black pawn · g3 black king · h3 white bishop · e2 white pawn · g2 black pawn · g1 white king | a8 black rook · b7 white pawn · c7 black pawn · c6 white pawn · g6 black pawn · g4 black pawn · h4 black bishop · e3 black pawn · g3 black king · h3 white bishop · e2 white pawn · g2 black pawn · g1 white king | a8 black rook · b7 white pawn · c7 black pawn · c6 white pawn · g6 black pawn · g4 black pawn · h4 black bishop · e3 black pawn · g3 black king · h3 white bishop · e2 white pawn · g2 black pawn · g1 white king | a8 black rook · b7 white pawn · c7 black pawn · c6 white pawn · g6 black pawn · g4 black pawn · h4 black bishop · e3 black pawn · g3 black king · h3 white bishop · e2 white pawn · g2 black pawn · g1 white king | a8 black rook · b7 white pawn · c7 black pawn · c6 white pawn · g6 black pawn · g4 black pawn · h4 black bishop · e3 black pawn · g3 black king · h3 white bishop · e2 white pawn · g2 black pawn · g1 white king | a8 black rook · b7 white pawn · c7 black pawn · c6 white pawn · g6 black pawn · g4 black pawn · h4 black bishop · e3 black pawn · g3 black king · h3 white bishop · e2 white pawn · g2 black pawn · g1 white king | a8 black rook · b7 white pawn · c7 black pawn · c6 white pawn · g6 black pawn · g4 black pawn · h4 black bishop · e3 black pawn · g3 black king · h3 white bishop · e2 white pawn · g2 black pawn · g1 white king | a8 black rook · b7 white pawn · c7 black pawn · c6 white pawn · g6 black pawn · g4 black pawn · h4 black bishop · e3 black pawn · g3 black king · h3 white bishop · e2 white pawn · g2 black pawn · g1 white king | 2 |
| 1 | a8 black rook · b7 white pawn · c7 black pawn · c6 white pawn · g6 black pawn · g4 black pawn · h4 black bishop · e3 black pawn · g3 black king · h3 white bishop · e2 white pawn · g2 black pawn · g1 white king | a8 black rook · b7 white pawn · c7 black pawn · c6 white pawn · g6 black pawn · g4 black pawn · h4 black bishop · e3 black pawn · g3 black king · h3 white bishop · e2 white pawn · g2 black pawn · g1 white king | a8 black rook · b7 white pawn · c7 black pawn · c6 white pawn · g6 black pawn · g4 black pawn · h4 black bishop · e3 black pawn · g3 black king · h3 white bishop · e2 white pawn · g2 black pawn · g1 white king | a8 black rook · b7 white pawn · c7 black pawn · c6 white pawn · g6 black pawn · g4 black pawn · h4 black bishop · e3 black pawn · g3 black king · h3 white bishop · e2 white pawn · g2 black pawn · g1 white king | a8 black rook · b7 white pawn · c7 black pawn · c6 white pawn · g6 black pawn · g4 black pawn · h4 black bishop · e3 black pawn · g3 black king · h3 white bishop · e2 white pawn · g2 black pawn · g1 white king | a8 black rook · b7 white pawn · c7 black pawn · c6 white pawn · g6 black pawn · g4 black pawn · h4 black bishop · e3 black pawn · g3 black king · h3 white bishop · e2 white pawn · g2 black pawn · g1 white king | a8 black rook · b7 white pawn · c7 black pawn · c6 white pawn · g6 black pawn · g4 black pawn · h4 black bishop · e3 black pawn · g3 black king · h3 white bishop · e2 white pawn · g2 black pawn · g1 white king | a8 black rook · b7 white pawn · c7 black pawn · c6 white pawn · g6 black pawn · g4 black pawn · h4 black bishop · e3 black pawn · g3 black king · h3 white bishop · e2 white pawn · g2 black pawn · g1 white king | 1 |
|   | a | b | c | d | e | f | g | h |   |

|   | a                                                                               | b                                                                               | c                                                                               | d                                                                               | e                                                                               | f                                                                               | g                                                                               | h                                                                               |   |
| 8 | f7 white rook · g7 white pawn · h7 black king · g6 white knight · h5 white king | f7 white rook · g7 white pawn · h7 black king · g6 white knight · h5 white king | f7 white rook · g7 white pawn · h7 black king · g6 white knight · h5 white king | f7 white rook · g7 white pawn · h7 black king · g6 white knight · h5 white king | f7 white rook · g7 white pawn · h7 black king · g6 white knight · h5 white king | f7 white rook · g7 white pawn · h7 black king · g6 white knight · h5 white king | f7 white rook · g7 white pawn · h7 black king · g6 white knight · h5 white king | f7 white rook · g7 white pawn · h7 black king · g6 white knight · h5 white king | 8 |
| 7 | f7 white rook · g7 white pawn · h7 black king · g6 white knight · h5 white king | f7 white rook · g7 white pawn · h7 black king · g6 white knight · h5 white king | f7 white rook · g7 white pawn · h7 black king · g6 white knight · h5 white king | f7 white rook · g7 white pawn · h7 black king · g6 white knight · h5 white king | f7 white rook · g7 white pawn · h7 black king · g6 white knight · h5 white king | f7 white rook · g7 white pawn · h7 black king · g6 white knight · h5 white king | f7 white rook · g7 white pawn · h7 black king · g6 white knight · h5 white king | f7 white rook · g7 white pawn · h7 black king · g6 white knight · h5 white king | 7 |
| 6 | f7 white rook · g7 white pawn · h7 black king · g6 white knight · h5 white king | f7 white rook · g7 white pawn · h7 black king · g6 white knight · h5 white king | f7 white rook · g7 white pawn · h7 black king · g6 white knight · h5 white king | f7 white rook · g7 white pawn · h7 black king · g6 white knight · h5 white king | f7 white rook · g7 white pawn · h7 black king · g6 white knight · h5 white king | f7 white rook · g7 white pawn · h7 black king · g6 white knight · h5 white king | f7 white rook · g7 white pawn · h7 black king · g6 white knight · h5 white king | f7 white rook · g7 white pawn · h7 black king · g6 white knight · h5 white king | 6 |
| 5 | f7 white rook · g7 white pawn · h7 black king · g6 white knight · h5 white king | f7 white rook · g7 white pawn · h7 black king · g6 white knight · h5 white king | f7 white rook · g7 white pawn · h7 black king · g6 white knight · h5 white king | f7 white rook · g7 white pawn · h7 black king · g6 white knight · h5 white king | f7 white rook · g7 white pawn · h7 black king · g6 white knight · h5 white king | f7 white rook · g7 white pawn · h7 black king · g6 white knight · h5 white king | f7 white rook · g7 white pawn · h7 black king · g6 white knight · h5 white king | f7 white rook · g7 white pawn · h7 black king · g6 white knight · h5 white king | 5 |
| 4 | f7 white rook · g7 white pawn · h7 black king · g6 white knight · h5 white king | f7 white rook · g7 white pawn · h7 black king · g6 white knight · h5 white king | f7 white rook · g7 white pawn · h7 black king · g6 white knight · h5 white king | f7 white rook · g7 white pawn · h7 black king · g6 white knight · h5 white king | f7 white rook · g7 white pawn · h7 black king · g6 white knight · h5 white king | f7 white rook · g7 white pawn · h7 black king · g6 white knight · h5 white king | f7 white rook · g7 white pawn · h7 black king · g6 white knight · h5 white king | f7 white rook · g7 white pawn · h7 black king · g6 white knight · h5 white king | 4 |
| 3 | f7 white rook · g7 white pawn · h7 black king · g6 white knight · h5 white king | f7 white rook · g7 white pawn · h7 black king · g6 white knight · h5 white king | f7 white rook · g7 white pawn · h7 black king · g6 white knight · h5 white king | f7 white rook · g7 white pawn · h7 black king · g6 white knight · h5 white king | f7 white rook · g7 white pawn · h7 black king · g6 white knight · h5 white king | f7 white rook · g7 white pawn · h7 black king · g6 white knight · h5 white king | f7 white rook · g7 white pawn · h7 black king · g6 white knight · h5 white king | f7 white rook · g7 white pawn · h7 black king · g6 white knight · h5 white king | 3 |
| 2 | f7 white rook · g7 white pawn · h7 black king · g6 white knight · h5 white king | f7 white rook · g7 white pawn · h7 black king · g6 white knight · h5 white king | f7 white rook · g7 white pawn · h7 black king · g6 white knight · h5 white king | f7 white rook · g7 white pawn · h7 black king · g6 white knight · h5 white king | f7 white rook · g7 white pawn · h7 black king · g6 white knight · h5 white king | f7 white rook · g7 white pawn · h7 black king · g6 white knight · h5 white king | f7 white rook · g7 white pawn · h7 black king · g6 white knight · h5 white king | f7 white rook · g7 white pawn · h7 black king · g6 white knight · h5 white king | 2 |
| 1 | f7 white rook · g7 white pawn · h7 black king · g6 white knight · h5 white king | f7 white rook · g7 white pawn · h7 black king · g6 white knight · h5 white king | f7 white rook · g7 white pawn · h7 black king · g6 white knight · h5 white king | f7 white rook · g7 white pawn · h7 black king · g6 white knight · h5 white king | f7 white rook · g7 white pawn · h7 black king · g6 white knight · h5 white king | f7 white rook · g7 white pawn · h7 black king · g6 white knight · h5 white king | f7 white rook · g7 white pawn · h7 black king · g6 white knight · h5 white king | f7 white rook · g7 white pawn · h7 black king · g6 white knight · h5 white king | 1 |
|   | a                                                                               | b                                                                               | c                                                                               | d                                                                               | e                                                                               | f                                                                               | g                                                                               | h                                                                               |   |

|   | a | b | c | d | e | f | g | h |   |
| 8 | a8 white pawn · c7 black pawn · c6 white pawn · g6 black pawn · g4 black pawn · h4 black bishop · e3 black pawn · h3 black king · e2 white pawn · g2 black pawn · g1 white king | a8 white pawn · c7 black pawn · c6 white pawn · g6 black pawn · g4 black pawn · h4 black bishop · e3 black pawn · h3 black king · e2 white pawn · g2 black pawn · g1 white king | a8 white pawn · c7 black pawn · c6 white pawn · g6 black pawn · g4 black pawn · h4 black bishop · e3 black pawn · h3 black king · e2 white pawn · g2 black pawn · g1 white king | a8 white pawn · c7 black pawn · c6 white pawn · g6 black pawn · g4 black pawn · h4 black bishop · e3 black pawn · h3 black king · e2 white pawn · g2 black pawn · g1 white king | a8 white pawn · c7 black pawn · c6 white pawn · g6 black pawn · g4 black pawn · h4 black bishop · e3 black pawn · h3 black king · e2 white pawn · g2 black pawn · g1 white king | a8 white pawn · c7 black pawn · c6 white pawn · g6 black pawn · g4 black pawn · h4 black bishop · e3 black pawn · h3 black king · e2 white pawn · g2 black pawn · g1 white king | a8 white pawn · c7 black pawn · c6 white pawn · g6 black pawn · g4 black pawn · h4 black bishop · e3 black pawn · h3 black king · e2 white pawn · g2 black pawn · g1 white king | a8 white pawn · c7 black pawn · c6 white pawn · g6 black pawn · g4 black pawn · h4 black bishop · e3 black pawn · h3 black king · e2 white pawn · g2 black pawn · g1 white king | 8 |
| 7 | a8 white pawn · c7 black pawn · c6 white pawn · g6 black pawn · g4 black pawn · h4 black bishop · e3 black pawn · h3 black king · e2 white pawn · g2 black pawn · g1 white king | a8 white pawn · c7 black pawn · c6 white pawn · g6 black pawn · g4 black pawn · h4 black bishop · e3 black pawn · h3 black king · e2 white pawn · g2 black pawn · g1 white king | a8 white pawn · c7 black pawn · c6 white pawn · g6 black pawn · g4 black pawn · h4 black bishop · e3 black pawn · h3 black king · e2 white pawn · g2 black pawn · g1 white king | a8 white pawn · c7 black pawn · c6 white pawn · g6 black pawn · g4 black pawn · h4 black bishop · e3 black pawn · h3 black king · e2 white pawn · g2 black pawn · g1 white king | a8 white pawn · c7 black pawn · c6 white pawn · g6 black pawn · g4 black pawn · h4 black bishop · e3 black pawn · h3 black king · e2 white pawn · g2 black pawn · g1 white king | a8 white pawn · c7 black pawn · c6 white pawn · g6 black pawn · g4 black pawn · h4 black bishop · e3 black pawn · h3 black king · e2 white pawn · g2 black pawn · g1 white king | a8 white pawn · c7 black pawn · c6 white pawn · g6 black pawn · g4 black pawn · h4 black bishop · e3 black pawn · h3 black king · e2 white pawn · g2 black pawn · g1 white king | a8 white pawn · c7 black pawn · c6 white pawn · g6 black pawn · g4 black pawn · h4 black bishop · e3 black pawn · h3 black king · e2 white pawn · g2 black pawn · g1 white king | 7 |
| 6 | a8 white pawn · c7 black pawn · c6 white pawn · g6 black pawn · g4 black pawn · h4 black bishop · e3 black pawn · h3 black king · e2 white pawn · g2 black pawn · g1 white king | a8 white pawn · c7 black pawn · c6 white pawn · g6 black pawn · g4 black pawn · h4 black bishop · e3 black pawn · h3 black king · e2 white pawn · g2 black pawn · g1 white king | a8 white pawn · c7 black pawn · c6 white pawn · g6 black pawn · g4 black pawn · h4 black bishop · e3 black pawn · h3 black king · e2 white pawn · g2 black pawn · g1 white king | a8 white pawn · c7 black pawn · c6 white pawn · g6 black pawn · g4 black pawn · h4 black bishop · e3 black pawn · h3 black king · e2 white pawn · g2 black pawn · g1 white king | a8 white pawn · c7 black pawn · c6 white pawn · g6 black pawn · g4 black pawn · h4 black bishop · e3 black pawn · h3 black king · e2 white pawn · g2 black pawn · g1 white king | a8 white pawn · c7 black pawn · c6 white pawn · g6 black pawn · g4 black pawn · h4 black bishop · e3 black pawn · h3 black king · e2 white pawn · g2 black pawn · g1 white king | a8 white pawn · c7 black pawn · c6 white pawn · g6 black pawn · g4 black pawn · h4 black bishop · e3 black pawn · h3 black king · e2 white pawn · g2 black pawn · g1 white king | a8 white pawn · c7 black pawn · c6 white pawn · g6 black pawn · g4 black pawn · h4 black bishop · e3 black pawn · h3 black king · e2 white pawn · g2 black pawn · g1 white king | 6 |
| 5 | a8 white pawn · c7 black pawn · c6 white pawn · g6 black pawn · g4 black pawn · h4 black bishop · e3 black pawn · h3 black king · e2 white pawn · g2 black pawn · g1 white king | a8 white pawn · c7 black pawn · c6 white pawn · g6 black pawn · g4 black pawn · h4 black bishop · e3 black pawn · h3 black king · e2 white pawn · g2 black pawn · g1 white king | a8 white pawn · c7 black pawn · c6 white pawn · g6 black pawn · g4 black pawn · h4 black bishop · e3 black pawn · h3 black king · e2 white pawn · g2 black pawn · g1 white king | a8 white pawn · c7 black pawn · c6 white pawn · g6 black pawn · g4 black pawn · h4 black bishop · e3 black pawn · h3 black king · e2 white pawn · g2 black pawn · g1 white king | a8 white pawn · c7 black pawn · c6 white pawn · g6 black pawn · g4 black pawn · h4 black bishop · e3 black pawn · h3 black king · e2 white pawn · g2 black pawn · g1 white king | a8 white pawn · c7 black pawn · c6 white pawn · g6 black pawn · g4 black pawn · h4 black bishop · e3 black pawn · h3 black king · e2 white pawn · g2 black pawn · g1 white king | a8 white pawn · c7 black pawn · c6 white pawn · g6 black pawn · g4 black pawn · h4 black bishop · e3 black pawn · h3 black king · e2 white pawn · g2 black pawn · g1 white king | a8 white pawn · c7 black pawn · c6 white pawn · g6 black pawn · g4 black pawn · h4 black bishop · e3 black pawn · h3 black king · e2 white pawn · g2 black pawn · g1 white king | 5 |
| 4 | a8 white pawn · c7 black pawn · c6 white pawn · g6 black pawn · g4 black pawn · h4 black bishop · e3 black pawn · h3 black king · e2 white pawn · g2 black pawn · g1 white king | a8 white pawn · c7 black pawn · c6 white pawn · g6 black pawn · g4 black pawn · h4 black bishop · e3 black pawn · h3 black king · e2 white pawn · g2 black pawn · g1 white king | a8 white pawn · c7 black pawn · c6 white pawn · g6 black pawn · g4 black pawn · h4 black bishop · e3 black pawn · h3 black king · e2 white pawn · g2 black pawn · g1 white king | a8 white pawn · c7 black pawn · c6 white pawn · g6 black pawn · g4 black pawn · h4 black bishop · e3 black pawn · h3 black king · e2 white pawn · g2 black pawn · g1 white king | a8 white pawn · c7 black pawn · c6 white pawn · g6 black pawn · g4 black pawn · h4 black bishop · e3 black pawn · h3 black king · e2 white pawn · g2 black pawn · g1 white king | a8 white pawn · c7 black pawn · c6 white pawn · g6 black pawn · g4 black pawn · h4 black bishop · e3 black pawn · h3 black king · e2 white pawn · g2 black pawn · g1 white king | a8 white pawn · c7 black pawn · c6 white pawn · g6 black pawn · g4 black pawn · h4 black bishop · e3 black pawn · h3 black king · e2 white pawn · g2 black pawn · g1 white king | a8 white pawn · c7 black pawn · c6 white pawn · g6 black pawn · g4 black pawn · h4 black bishop · e3 black pawn · h3 black king · e2 white pawn · g2 black pawn · g1 white king | 4 |
| 3 | a8 white pawn · c7 black pawn · c6 white pawn · g6 black pawn · g4 black pawn · h4 black bishop · e3 black pawn · h3 black king · e2 white pawn · g2 black pawn · g1 white king | a8 white pawn · c7 black pawn · c6 white pawn · g6 black pawn · g4 black pawn · h4 black bishop · e3 black pawn · h3 black king · e2 white pawn · g2 black pawn · g1 white king | a8 white pawn · c7 black pawn · c6 white pawn · g6 black pawn · g4 black pawn · h4 black bishop · e3 black pawn · h3 black king · e2 white pawn · g2 black pawn · g1 white king | a8 white pawn · c7 black pawn · c6 white pawn · g6 black pawn · g4 black pawn · h4 black bishop · e3 black pawn · h3 black king · e2 white pawn · g2 black pawn · g1 white king | a8 white pawn · c7 black pawn · c6 white pawn · g6 black pawn · g4 black pawn · h4 black bishop · e3 black pawn · h3 black king · e2 white pawn · g2 black pawn · g1 white king | a8 white pawn · c7 black pawn · c6 white pawn · g6 black pawn · g4 black pawn · h4 black bishop · e3 black pawn · h3 black king · e2 white pawn · g2 black pawn · g1 white king | a8 white pawn · c7 black pawn · c6 white pawn · g6 black pawn · g4 black pawn · h4 black bishop · e3 black pawn · h3 black king · e2 white pawn · g2 black pawn · g1 white king | a8 white pawn · c7 black pawn · c6 white pawn · g6 black pawn · g4 black pawn · h4 black bishop · e3 black pawn · h3 black king · e2 white pawn · g2 black pawn · g1 white king | 3 |
| 2 | a8 white pawn · c7 black pawn · c6 white pawn · g6 black pawn · g4 black pawn · h4 black bishop · e3 black pawn · h3 black king · e2 white pawn · g2 black pawn · g1 white king | a8 white pawn · c7 black pawn · c6 white pawn · g6 black pawn · g4 black pawn · h4 black bishop · e3 black pawn · h3 black king · e2 white pawn · g2 black pawn · g1 white king | a8 white pawn · c7 black pawn · c6 white pawn · g6 black pawn · g4 black pawn · h4 black bishop · e3 black pawn · h3 black king · e2 white pawn · g2 black pawn · g1 white king | a8 white pawn · c7 black pawn · c6 white pawn · g6 black pawn · g4 black pawn · h4 black bishop · e3 black pawn · h3 black king · e2 white pawn · g2 black pawn · g1 white king | a8 white pawn · c7 black pawn · c6 white pawn · g6 black pawn · g4 black pawn · h4 black bishop · e3 black pawn · h3 black king · e2 white pawn · g2 black pawn · g1 white king | a8 white pawn · c7 black pawn · c6 white pawn · g6 black pawn · g4 black pawn · h4 black bishop · e3 black pawn · h3 black king · e2 white pawn · g2 black pawn · g1 white king | a8 white pawn · c7 black pawn · c6 white pawn · g6 black pawn · g4 black pawn · h4 black bishop · e3 black pawn · h3 black king · e2 white pawn · g2 black pawn · g1 white king | a8 white pawn · c7 black pawn · c6 white pawn · g6 black pawn · g4 black pawn · h4 black bishop · e3 black pawn · h3 black king · e2 white pawn · g2 black pawn · g1 white king | 2 |
| 1 | a8 white pawn · c7 black pawn · c6 white pawn · g6 black pawn · g4 black pawn · h4 black bishop · e3 black pawn · h3 black king · e2 white pawn · g2 black pawn · g1 white king | a8 white pawn · c7 black pawn · c6 white pawn · g6 black pawn · g4 black pawn · h4 black bishop · e3 black pawn · h3 black king · e2 white pawn · g2 black pawn · g1 white king | a8 white pawn · c7 black pawn · c6 white pawn · g6 black pawn · g4 black pawn · h4 black bishop · e3 black pawn · h3 black king · e2 white pawn · g2 black pawn · g1 white king | a8 white pawn · c7 black pawn · c6 white pawn · g6 black pawn · g4 black pawn · h4 black bishop · e3 black pawn · h3 black king · e2 white pawn · g2 black pawn · g1 white king | a8 white pawn · c7 black pawn · c6 white pawn · g6 black pawn · g4 black pawn · h4 black bishop · e3 black pawn · h3 black king · e2 white pawn · g2 black pawn · g1 white king | a8 white pawn · c7 black pawn · c6 white pawn · g6 black pawn · g4 black pawn · h4 black bishop · e3 black pawn · h3 black king · e2 white pawn · g2 black pawn · g1 white king | a8 white pawn · c7 black pawn · c6 white pawn · g6 black pawn · g4 black pawn · h4 black bishop · e3 black pawn · h3 black king · e2 white pawn · g2 black pawn · g1 white king | a8 white pawn · c7 black pawn · c6 white pawn · g6 black pawn · g4 black pawn · h4 black bishop · e3 black pawn · h3 black king · e2 white pawn · g2 black pawn · g1 white king | 1 |
|   | a | b | c | d | e | f | g | h |   |

În ciuda actualelor reguli ale șahului de a obliga pionul care ajunge pe linia a opta să se promoveze într-o altă piesă, aceasta nu a fost întotdeauna folosită. Wilhelm Steinitz, primul campion mondial, în 1889, în calitate de instructor al șahului modern, a aprobat „Codul de Legi al Asociației Britanice de Șah” (Steinitz 1990:xx), unde Legea XIII prevedea că când un pion a ajuns pe al optulea pătrățel, jucătorul are opțiunea de selectare a piesei, chiar dacă piesa cutare a fost capturată anterior, iar pionul își asumă numele și puterile piesei selectate sau poate rămâne pion. A explicat că obiectivul acestei reguli se referă la poziția din diagrama din stânga, care a citat-o din Cartea Congresului de Șah din Londra, din 1862, a lui Johann Löwenthal
Dacă albul joacă ba8D?? (sau orice altă promovare), negrul câștigă cu 1...gh, iar albul nu-l poate opri pe negru să-i dea mat prin mutarea 2...h2X. În schimb albul face remiză prin ba8P!!, iar 1...gh sau 1...R:h3 îl aduce pe alb în poziție de pat, iar alte mutări pot fi urmate de 2.N:g2, cu un sfârșit de joc de remiză. Steiniz scria „Noi aprobăm decizia Congresului de Șah de la Londra, din 1862, deși regula pionului 'orb' denunțată de un număr de autorități.”" Aceeași regulă și explicație a fost dată de George H. D. Gossip în Manualul Jucătorului de Șah (Gossip & Lipschütz 1902:17-18, 33).
Limbajul pronunțat al Legii XIII de asemenea permite promovarea în orice piesă de orice culoare. Această regulă e prezentată pe diagrama din dreapta, unde albul joacă și dă mat într-o mutare. Așa ceva nu se poate întâmpla potrivit regulilor din zilele noastre, dar potrivit Legii XIII soluția din poziția din diagramă este 1.g8C neagru, când noul cal blochează pătrățelul de scăpare al regelui propriu (Birbrager 1975:25). Posibil, alte probleme distractive ar putea fi create băgând promovarea în rege, pe care Legea XIII de asemenea o permite.
Howard Staunton s-a opus viguros regulii din 1862 când a fost propusă, dar comitetul de turneu a aprobato cu o majoritate largă de voturi (Sergeant 1934:117). În orice caz, ea nu a devenit populară. Philip Sergeant a scris (Sergeant 1934:138):
Un corespondent în Mai [1865] în Lumea Șahului, nu a exagerat când a scris că Codul B.C.A a fost în majoritatea cazurilor neacceptat de amatorii britanici și a fost condamnat categoric de autoritățile din America, Germania și Franța. În particular, absurda regulă a „pionului mort”, împotriva căreia Staunton a făcut proteste în 1862, au eșuat necâștigând aprobare.
Cartea de turneu a turneului internațional de șah din Londra din 1883 (inițial publicată în 1883) conține „Codul Internațional de Șah Revizuit”, care a fost „publicat pentru atenția și aprecierea jucătorilor de șah și în special pentru managerii turneelor internaționale viitoare”. Spre deosebire de regula din 1862, care permitea pionului să rămână pion, noul cod spune „Un pion ajuns pe linia a opta trebuie să fie numit damă sau piesă ... .”

## Subpromovare
Promovarea în cal, nebun sau turn se numește „subpromovare”.

### Promovarea în cal
|   | a | b | c | d | e | f | g | h |   |
| 8 | d8 black knight · g8 black knight · h8 black rook · e7 white pawn · f7 black queen · g7 black pawn · h7 black pawn · c6 black king · c2 white bishop · g2 white pawn · h2 white pawn · g1 white king | d8 black knight · g8 black knight · h8 black rook · e7 white pawn · f7 black queen · g7 black pawn · h7 black pawn · c6 black king · c2 white bishop · g2 white pawn · h2 white pawn · g1 white king | d8 black knight · g8 black knight · h8 black rook · e7 white pawn · f7 black queen · g7 black pawn · h7 black pawn · c6 black king · c2 white bishop · g2 white pawn · h2 white pawn · g1 white king | d8 black knight · g8 black knight · h8 black rook · e7 white pawn · f7 black queen · g7 black pawn · h7 black pawn · c6 black king · c2 white bishop · g2 white pawn · h2 white pawn · g1 white king | d8 black knight · g8 black knight · h8 black rook · e7 white pawn · f7 black queen · g7 black pawn · h7 black pawn · c6 black king · c2 white bishop · g2 white pawn · h2 white pawn · g1 white king | d8 black knight · g8 black knight · h8 black rook · e7 white pawn · f7 black queen · g7 black pawn · h7 black pawn · c6 black king · c2 white bishop · g2 white pawn · h2 white pawn · g1 white king | d8 black knight · g8 black knight · h8 black rook · e7 white pawn · f7 black queen · g7 black pawn · h7 black pawn · c6 black king · c2 white bishop · g2 white pawn · h2 white pawn · g1 white king | d8 black knight · g8 black knight · h8 black rook · e7 white pawn · f7 black queen · g7 black pawn · h7 black pawn · c6 black king · c2 white bishop · g2 white pawn · h2 white pawn · g1 white king | 8 |
| 7 | d8 black knight · g8 black knight · h8 black rook · e7 white pawn · f7 black queen · g7 black pawn · h7 black pawn · c6 black king · c2 white bishop · g2 white pawn · h2 white pawn · g1 white king | d8 black knight · g8 black knight · h8 black rook · e7 white pawn · f7 black queen · g7 black pawn · h7 black pawn · c6 black king · c2 white bishop · g2 white pawn · h2 white pawn · g1 white king | d8 black knight · g8 black knight · h8 black rook · e7 white pawn · f7 black queen · g7 black pawn · h7 black pawn · c6 black king · c2 white bishop · g2 white pawn · h2 white pawn · g1 white king | d8 black knight · g8 black knight · h8 black rook · e7 white pawn · f7 black queen · g7 black pawn · h7 black pawn · c6 black king · c2 white bishop · g2 white pawn · h2 white pawn · g1 white king | d8 black knight · g8 black knight · h8 black rook · e7 white pawn · f7 black queen · g7 black pawn · h7 black pawn · c6 black king · c2 white bishop · g2 white pawn · h2 white pawn · g1 white king | d8 black knight · g8 black knight · h8 black rook · e7 white pawn · f7 black queen · g7 black pawn · h7 black pawn · c6 black king · c2 white bishop · g2 white pawn · h2 white pawn · g1 white king | d8 black knight · g8 black knight · h8 black rook · e7 white pawn · f7 black queen · g7 black pawn · h7 black pawn · c6 black king · c2 white bishop · g2 white pawn · h2 white pawn · g1 white king | d8 black knight · g8 black knight · h8 black rook · e7 white pawn · f7 black queen · g7 black pawn · h7 black pawn · c6 black king · c2 white bishop · g2 white pawn · h2 white pawn · g1 white king | 7 |
| 6 | d8 black knight · g8 black knight · h8 black rook · e7 white pawn · f7 black queen · g7 black pawn · h7 black pawn · c6 black king · c2 white bishop · g2 white pawn · h2 white pawn · g1 white king | d8 black knight · g8 black knight · h8 black rook · e7 white pawn · f7 black queen · g7 black pawn · h7 black pawn · c6 black king · c2 white bishop · g2 white pawn · h2 white pawn · g1 white king | d8 black knight · g8 black knight · h8 black rook · e7 white pawn · f7 black queen · g7 black pawn · h7 black pawn · c6 black king · c2 white bishop · g2 white pawn · h2 white pawn · g1 white king | d8 black knight · g8 black knight · h8 black rook · e7 white pawn · f7 black queen · g7 black pawn · h7 black pawn · c6 black king · c2 white bishop · g2 white pawn · h2 white pawn · g1 white king | d8 black knight · g8 black knight · h8 black rook · e7 white pawn · f7 black queen · g7 black pawn · h7 black pawn · c6 black king · c2 white bishop · g2 white pawn · h2 white pawn · g1 white king | d8 black knight · g8 black knight · h8 black rook · e7 white pawn · f7 black queen · g7 black pawn · h7 black pawn · c6 black king · c2 white bishop · g2 white pawn · h2 white pawn · g1 white king | d8 black knight · g8 black knight · h8 black rook · e7 white pawn · f7 black queen · g7 black pawn · h7 black pawn · c6 black king · c2 white bishop · g2 white pawn · h2 white pawn · g1 white king | d8 black knight · g8 black knight · h8 black rook · e7 white pawn · f7 black queen · g7 black pawn · h7 black pawn · c6 black king · c2 white bishop · g2 white pawn · h2 white pawn · g1 white king | 6 |
| 5 | d8 black knight · g8 black knight · h8 black rook · e7 white pawn · f7 black queen · g7 black pawn · h7 black pawn · c6 black king · c2 white bishop · g2 white pawn · h2 white pawn · g1 white king | d8 black knight · g8 black knight · h8 black rook · e7 white pawn · f7 black queen · g7 black pawn · h7 black pawn · c6 black king · c2 white bishop · g2 white pawn · h2 white pawn · g1 white king | d8 black knight · g8 black knight · h8 black rook · e7 white pawn · f7 black queen · g7 black pawn · h7 black pawn · c6 black king · c2 white bishop · g2 white pawn · h2 white pawn · g1 white king | d8 black knight · g8 black knight · h8 black rook · e7 white pawn · f7 black queen · g7 black pawn · h7 black pawn · c6 black king · c2 white bishop · g2 white pawn · h2 white pawn · g1 white king | d8 black knight · g8 black knight · h8 black rook · e7 white pawn · f7 black queen · g7 black pawn · h7 black pawn · c6 black king · c2 white bishop · g2 white pawn · h2 white pawn · g1 white king | d8 black knight · g8 black knight · h8 black rook · e7 white pawn · f7 black queen · g7 black pawn · h7 black pawn · c6 black king · c2 white bishop · g2 white pawn · h2 white pawn · g1 white king | d8 black knight · g8 black knight · h8 black rook · e7 white pawn · f7 black queen · g7 black pawn · h7 black pawn · c6 black king · c2 white bishop · g2 white pawn · h2 white pawn · g1 white king | d8 black knight · g8 black knight · h8 black rook · e7 white pawn · f7 black queen · g7 black pawn · h7 black pawn · c6 black king · c2 white bishop · g2 white pawn · h2 white pawn · g1 white king | 5 |
| 4 | d8 black knight · g8 black knight · h8 black rook · e7 white pawn · f7 black queen · g7 black pawn · h7 black pawn · c6 black king · c2 white bishop · g2 white pawn · h2 white pawn · g1 white king | d8 black knight · g8 black knight · h8 black rook · e7 white pawn · f7 black queen · g7 black pawn · h7 black pawn · c6 black king · c2 white bishop · g2 white pawn · h2 white pawn · g1 white king | d8 black knight · g8 black knight · h8 black rook · e7 white pawn · f7 black queen · g7 black pawn · h7 black pawn · c6 black king · c2 white bishop · g2 white pawn · h2 white pawn · g1 white king | d8 black knight · g8 black knight · h8 black rook · e7 white pawn · f7 black queen · g7 black pawn · h7 black pawn · c6 black king · c2 white bishop · g2 white pawn · h2 white pawn · g1 white king | d8 black knight · g8 black knight · h8 black rook · e7 white pawn · f7 black queen · g7 black pawn · h7 black pawn · c6 black king · c2 white bishop · g2 white pawn · h2 white pawn · g1 white king | d8 black knight · g8 black knight · h8 black rook · e7 white pawn · f7 black queen · g7 black pawn · h7 black pawn · c6 black king · c2 white bishop · g2 white pawn · h2 white pawn · g1 white king | d8 black knight · g8 black knight · h8 black rook · e7 white pawn · f7 black queen · g7 black pawn · h7 black pawn · c6 black king · c2 white bishop · g2 white pawn · h2 white pawn · g1 white king | d8 black knight · g8 black knight · h8 black rook · e7 white pawn · f7 black queen · g7 black pawn · h7 black pawn · c6 black king · c2 white bishop · g2 white pawn · h2 white pawn · g1 white king | 4 |
| 3 | d8 black knight · g8 black knight · h8 black rook · e7 white pawn · f7 black queen · g7 black pawn · h7 black pawn · c6 black king · c2 white bishop · g2 white pawn · h2 white pawn · g1 white king | d8 black knight · g8 black knight · h8 black rook · e7 white pawn · f7 black queen · g7 black pawn · h7 black pawn · c6 black king · c2 white bishop · g2 white pawn · h2 white pawn · g1 white king | d8 black knight · g8 black knight · h8 black rook · e7 white pawn · f7 black queen · g7 black pawn · h7 black pawn · c6 black king · c2 white bishop · g2 white pawn · h2 white pawn · g1 white king | d8 black knight · g8 black knight · h8 black rook · e7 white pawn · f7 black queen · g7 black pawn · h7 black pawn · c6 black king · c2 white bishop · g2 white pawn · h2 white pawn · g1 white king | d8 black knight · g8 black knight · h8 black rook · e7 white pawn · f7 black queen · g7 black pawn · h7 black pawn · c6 black king · c2 white bishop · g2 white pawn · h2 white pawn · g1 white king | d8 black knight · g8 black knight · h8 black rook · e7 white pawn · f7 black queen · g7 black pawn · h7 black pawn · c6 black king · c2 white bishop · g2 white pawn · h2 white pawn · g1 white king | d8 black knight · g8 black knight · h8 black rook · e7 white pawn · f7 black queen · g7 black pawn · h7 black pawn · c6 black king · c2 white bishop · g2 white pawn · h2 white pawn · g1 white king | d8 black knight · g8 black knight · h8 black rook · e7 white pawn · f7 black queen · g7 black pawn · h7 black pawn · c6 black king · c2 white bishop · g2 white pawn · h2 white pawn · g1 white king | 3 |
| 2 | d8 black knight · g8 black knight · h8 black rook · e7 white pawn · f7 black queen · g7 black pawn · h7 black pawn · c6 black king · c2 white bishop · g2 white pawn · h2 white pawn · g1 white king | d8 black knight · g8 black knight · h8 black rook · e7 white pawn · f7 black queen · g7 black pawn · h7 black pawn · c6 black king · c2 white bishop · g2 white pawn · h2 white pawn · g1 white king | d8 black knight · g8 black knight · h8 black rook · e7 white pawn · f7 black queen · g7 black pawn · h7 black pawn · c6 black king · c2 white bishop · g2 white pawn · h2 white pawn · g1 white king | d8 black knight · g8 black knight · h8 black rook · e7 white pawn · f7 black queen · g7 black pawn · h7 black pawn · c6 black king · c2 white bishop · g2 white pawn · h2 white pawn · g1 white king | d8 black knight · g8 black knight · h8 black rook · e7 white pawn · f7 black queen · g7 black pawn · h7 black pawn · c6 black king · c2 white bishop · g2 white pawn · h2 white pawn · g1 white king | d8 black knight · g8 black knight · h8 black rook · e7 white pawn · f7 black queen · g7 black pawn · h7 black pawn · c6 black king · c2 white bishop · g2 white pawn · h2 white pawn · g1 white king | d8 black knight · g8 black knight · h8 black rook · e7 white pawn · f7 black queen · g7 black pawn · h7 black pawn · c6 black king · c2 white bishop · g2 white pawn · h2 white pawn · g1 white king | d8 black knight · g8 black knight · h8 black rook · e7 white pawn · f7 black queen · g7 black pawn · h7 black pawn · c6 black king · c2 white bishop · g2 white pawn · h2 white pawn · g1 white king | 2 |
| 1 | d8 black knight · g8 black knight · h8 black rook · e7 white pawn · f7 black queen · g7 black pawn · h7 black pawn · c6 black king · c2 white bishop · g2 white pawn · h2 white pawn · g1 white king | d8 black knight · g8 black knight · h8 black rook · e7 white pawn · f7 black queen · g7 black pawn · h7 black pawn · c6 black king · c2 white bishop · g2 white pawn · h2 white pawn · g1 white king | d8 black knight · g8 black knight · h8 black rook · e7 white pawn · f7 black queen · g7 black pawn · h7 black pawn · c6 black king · c2 white bishop · g2 white pawn · h2 white pawn · g1 white king | d8 black knight · g8 black knight · h8 black rook · e7 white pawn · f7 black queen · g7 black pawn · h7 black pawn · c6 black king · c2 white bishop · g2 white pawn · h2 white pawn · g1 white king | d8 black knight · g8 black knight · h8 black rook · e7 white pawn · f7 black queen · g7 black pawn · h7 black pawn · c6 black king · c2 white bishop · g2 white pawn · h2 white pawn · g1 white king | d8 black knight · g8 black knight · h8 black rook · e7 white pawn · f7 black queen · g7 black pawn · h7 black pawn · c6 black king · c2 white bishop · g2 white pawn · h2 white pawn · g1 white king | d8 black knight · g8 black knight · h8 black rook · e7 white pawn · f7 black queen · g7 black pawn · h7 black pawn · c6 black king · c2 white bishop · g2 white pawn · h2 white pawn · g1 white king | d8 black knight · g8 black knight · h8 black rook · e7 white pawn · f7 black queen · g7 black pawn · h7 black pawn · c6 black king · c2 white bishop · g2 white pawn · h2 white pawn · g1 white king | 1 |
|   | a | b | c | d | e | f | g | h |   |

Întrucât mutările calului nu pot fi efectuate de damă, subpromovările în cal pot fi foarte folositoare și este cel mai folosit tip de subpromovare.
În diagramă din dreapta, data de campionul mondial Emanuel Lasker, albul are un imens dezavantaj material. Promovarea în damă (ed8D?), doar îl va lăsa pe negru cu un avantaj material.
În schimb, prin promovarea în cal ed8C+! se câștigă cu iscusință cu furca 1...R urmat de 2.C:f7 urmat de N:h8 îi dă albului o piesă în plus pentru a câștiga partida.

|   | a                                                             | b                                                             | c                                                             | d                                                             | e                                                             | f                                                             | g                                                             | h                                                             |   |
| 8 | f3 white king · e2 black pawn · h2 white rook · f1 black king | f3 white king · e2 black pawn · h2 white rook · f1 black king | f3 white king · e2 black pawn · h2 white rook · f1 black king | f3 white king · e2 black pawn · h2 white rook · f1 black king | f3 white king · e2 black pawn · h2 white rook · f1 black king | f3 white king · e2 black pawn · h2 white rook · f1 black king | f3 white king · e2 black pawn · h2 white rook · f1 black king | f3 white king · e2 black pawn · h2 white rook · f1 black king | 8 |
| 7 | f3 white king · e2 black pawn · h2 white rook · f1 black king | f3 white king · e2 black pawn · h2 white rook · f1 black king | f3 white king · e2 black pawn · h2 white rook · f1 black king | f3 white king · e2 black pawn · h2 white rook · f1 black king | f3 white king · e2 black pawn · h2 white rook · f1 black king | f3 white king · e2 black pawn · h2 white rook · f1 black king | f3 white king · e2 black pawn · h2 white rook · f1 black king | f3 white king · e2 black pawn · h2 white rook · f1 black king | 7 |
| 6 | f3 white king · e2 black pawn · h2 white rook · f1 black king | f3 white king · e2 black pawn · h2 white rook · f1 black king | f3 white king · e2 black pawn · h2 white rook · f1 black king | f3 white king · e2 black pawn · h2 white rook · f1 black king | f3 white king · e2 black pawn · h2 white rook · f1 black king | f3 white king · e2 black pawn · h2 white rook · f1 black king | f3 white king · e2 black pawn · h2 white rook · f1 black king | f3 white king · e2 black pawn · h2 white rook · f1 black king | 6 |
| 5 | f3 white king · e2 black pawn · h2 white rook · f1 black king | f3 white king · e2 black pawn · h2 white rook · f1 black king | f3 white king · e2 black pawn · h2 white rook · f1 black king | f3 white king · e2 black pawn · h2 white rook · f1 black king | f3 white king · e2 black pawn · h2 white rook · f1 black king | f3 white king · e2 black pawn · h2 white rook · f1 black king | f3 white king · e2 black pawn · h2 white rook · f1 black king | f3 white king · e2 black pawn · h2 white rook · f1 black king | 5 |
| 4 | f3 white king · e2 black pawn · h2 white rook · f1 black king | f3 white king · e2 black pawn · h2 white rook · f1 black king | f3 white king · e2 black pawn · h2 white rook · f1 black king | f3 white king · e2 black pawn · h2 white rook · f1 black king | f3 white king · e2 black pawn · h2 white rook · f1 black king | f3 white king · e2 black pawn · h2 white rook · f1 black king | f3 white king · e2 black pawn · h2 white rook · f1 black king | f3 white king · e2 black pawn · h2 white rook · f1 black king | 4 |
| 3 | f3 white king · e2 black pawn · h2 white rook · f1 black king | f3 white king · e2 black pawn · h2 white rook · f1 black king | f3 white king · e2 black pawn · h2 white rook · f1 black king | f3 white king · e2 black pawn · h2 white rook · f1 black king | f3 white king · e2 black pawn · h2 white rook · f1 black king | f3 white king · e2 black pawn · h2 white rook · f1 black king | f3 white king · e2 black pawn · h2 white rook · f1 black king | f3 white king · e2 black pawn · h2 white rook · f1 black king | 3 |
| 2 | f3 white king · e2 black pawn · h2 white rook · f1 black king | f3 white king · e2 black pawn · h2 white rook · f1 black king | f3 white king · e2 black pawn · h2 white rook · f1 black king | f3 white king · e2 black pawn · h2 white rook · f1 black king | f3 white king · e2 black pawn · h2 white rook · f1 black king | f3 white king · e2 black pawn · h2 white rook · f1 black king | f3 white king · e2 black pawn · h2 white rook · f1 black king | f3 white king · e2 black pawn · h2 white rook · f1 black king | 2 |
| 1 | f3 white king · e2 black pawn · h2 white rook · f1 black king | f3 white king · e2 black pawn · h2 white rook · f1 black king | f3 white king · e2 black pawn · h2 white rook · f1 black king | f3 white king · e2 black pawn · h2 white rook · f1 black king | f3 white king · e2 black pawn · h2 white rook · f1 black king | f3 white king · e2 black pawn · h2 white rook · f1 black king | f3 white king · e2 black pawn · h2 white rook · f1 black king | f3 white king · e2 black pawn · h2 white rook · f1 black king | 1 |
|   | a                                                             | b                                                             | c                                                             | d                                                             | e                                                             | f                                                             | g                                                             | h                                                             |   |

Promovarea în cal poate fi de asemenea făcută pentru cauză defensivă; în diagrama din dreapta este prezentată o partidă ce a avut loc în 2006 și s-a jucat între Gata Kamsky și Étienne Bacrot. Albul amenință să captureze pionul sau să dea mat prin Th1 dacă negrul promovează pionul în damă, turn sau nebun. Singura mutare biruitoare este 74...e1C+!, iar sfârșitul jocului cu turn contra nebun se termină teoretic cu remiză. În actuala partidă, au fost făcute greșeli în sfârșitul de joc turn contra cal, iar albul a câștigat la mutarea 103 (de la Villa 2008:43-44). Această este o tehnică defensivă standard pentru sfârșitul de joc turn contra pion (de la Villa 2008:71-72).

|   | a                                                                                               | b                                                                                               | c                                                                                               | d                                                                                               | e                                                                                               | f                                                                                               | g                                                                                               | h                                                                                               |   |
| 8 | c7 black king · g7 white pawn · d5 white king · f5 black knight · a4 white pawn · c3 white pawn | c7 black king · g7 white pawn · d5 white king · f5 black knight · a4 white pawn · c3 white pawn | c7 black king · g7 white pawn · d5 white king · f5 black knight · a4 white pawn · c3 white pawn | c7 black king · g7 white pawn · d5 white king · f5 black knight · a4 white pawn · c3 white pawn | c7 black king · g7 white pawn · d5 white king · f5 black knight · a4 white pawn · c3 white pawn | c7 black king · g7 white pawn · d5 white king · f5 black knight · a4 white pawn · c3 white pawn | c7 black king · g7 white pawn · d5 white king · f5 black knight · a4 white pawn · c3 white pawn | c7 black king · g7 white pawn · d5 white king · f5 black knight · a4 white pawn · c3 white pawn | 8 |
| 7 | c7 black king · g7 white pawn · d5 white king · f5 black knight · a4 white pawn · c3 white pawn | c7 black king · g7 white pawn · d5 white king · f5 black knight · a4 white pawn · c3 white pawn | c7 black king · g7 white pawn · d5 white king · f5 black knight · a4 white pawn · c3 white pawn | c7 black king · g7 white pawn · d5 white king · f5 black knight · a4 white pawn · c3 white pawn | c7 black king · g7 white pawn · d5 white king · f5 black knight · a4 white pawn · c3 white pawn | c7 black king · g7 white pawn · d5 white king · f5 black knight · a4 white pawn · c3 white pawn | c7 black king · g7 white pawn · d5 white king · f5 black knight · a4 white pawn · c3 white pawn | c7 black king · g7 white pawn · d5 white king · f5 black knight · a4 white pawn · c3 white pawn | 7 |
| 6 | c7 black king · g7 white pawn · d5 white king · f5 black knight · a4 white pawn · c3 white pawn | c7 black king · g7 white pawn · d5 white king · f5 black knight · a4 white pawn · c3 white pawn | c7 black king · g7 white pawn · d5 white king · f5 black knight · a4 white pawn · c3 white pawn | c7 black king · g7 white pawn · d5 white king · f5 black knight · a4 white pawn · c3 white pawn | c7 black king · g7 white pawn · d5 white king · f5 black knight · a4 white pawn · c3 white pawn | c7 black king · g7 white pawn · d5 white king · f5 black knight · a4 white pawn · c3 white pawn | c7 black king · g7 white pawn · d5 white king · f5 black knight · a4 white pawn · c3 white pawn | c7 black king · g7 white pawn · d5 white king · f5 black knight · a4 white pawn · c3 white pawn | 6 |
| 5 | c7 black king · g7 white pawn · d5 white king · f5 black knight · a4 white pawn · c3 white pawn | c7 black king · g7 white pawn · d5 white king · f5 black knight · a4 white pawn · c3 white pawn | c7 black king · g7 white pawn · d5 white king · f5 black knight · a4 white pawn · c3 white pawn | c7 black king · g7 white pawn · d5 white king · f5 black knight · a4 white pawn · c3 white pawn | c7 black king · g7 white pawn · d5 white king · f5 black knight · a4 white pawn · c3 white pawn | c7 black king · g7 white pawn · d5 white king · f5 black knight · a4 white pawn · c3 white pawn | c7 black king · g7 white pawn · d5 white king · f5 black knight · a4 white pawn · c3 white pawn | c7 black king · g7 white pawn · d5 white king · f5 black knight · a4 white pawn · c3 white pawn | 5 |
| 4 | c7 black king · g7 white pawn · d5 white king · f5 black knight · a4 white pawn · c3 white pawn | c7 black king · g7 white pawn · d5 white king · f5 black knight · a4 white pawn · c3 white pawn | c7 black king · g7 white pawn · d5 white king · f5 black knight · a4 white pawn · c3 white pawn | c7 black king · g7 white pawn · d5 white king · f5 black knight · a4 white pawn · c3 white pawn | c7 black king · g7 white pawn · d5 white king · f5 black knight · a4 white pawn · c3 white pawn | c7 black king · g7 white pawn · d5 white king · f5 black knight · a4 white pawn · c3 white pawn | c7 black king · g7 white pawn · d5 white king · f5 black knight · a4 white pawn · c3 white pawn | c7 black king · g7 white pawn · d5 white king · f5 black knight · a4 white pawn · c3 white pawn | 4 |
| 3 | c7 black king · g7 white pawn · d5 white king · f5 black knight · a4 white pawn · c3 white pawn | c7 black king · g7 white pawn · d5 white king · f5 black knight · a4 white pawn · c3 white pawn | c7 black king · g7 white pawn · d5 white king · f5 black knight · a4 white pawn · c3 white pawn | c7 black king · g7 white pawn · d5 white king · f5 black knight · a4 white pawn · c3 white pawn | c7 black king · g7 white pawn · d5 white king · f5 black knight · a4 white pawn · c3 white pawn | c7 black king · g7 white pawn · d5 white king · f5 black knight · a4 white pawn · c3 white pawn | c7 black king · g7 white pawn · d5 white king · f5 black knight · a4 white pawn · c3 white pawn | c7 black king · g7 white pawn · d5 white king · f5 black knight · a4 white pawn · c3 white pawn | 3 |
| 2 | c7 black king · g7 white pawn · d5 white king · f5 black knight · a4 white pawn · c3 white pawn | c7 black king · g7 white pawn · d5 white king · f5 black knight · a4 white pawn · c3 white pawn | c7 black king · g7 white pawn · d5 white king · f5 black knight · a4 white pawn · c3 white pawn | c7 black king · g7 white pawn · d5 white king · f5 black knight · a4 white pawn · c3 white pawn | c7 black king · g7 white pawn · d5 white king · f5 black knight · a4 white pawn · c3 white pawn | c7 black king · g7 white pawn · d5 white king · f5 black knight · a4 white pawn · c3 white pawn | c7 black king · g7 white pawn · d5 white king · f5 black knight · a4 white pawn · c3 white pawn | c7 black king · g7 white pawn · d5 white king · f5 black knight · a4 white pawn · c3 white pawn | 2 |
| 1 | c7 black king · g7 white pawn · d5 white king · f5 black knight · a4 white pawn · c3 white pawn | c7 black king · g7 white pawn · d5 white king · f5 black knight · a4 white pawn · c3 white pawn | c7 black king · g7 white pawn · d5 white king · f5 black knight · a4 white pawn · c3 white pawn | c7 black king · g7 white pawn · d5 white king · f5 black knight · a4 white pawn · c3 white pawn | c7 black king · g7 white pawn · d5 white king · f5 black knight · a4 white pawn · c3 white pawn | c7 black king · g7 white pawn · d5 white king · f5 black knight · a4 white pawn · c3 white pawn | c7 black king · g7 white pawn · d5 white king · f5 black knight · a4 white pawn · c3 white pawn | c7 black king · g7 white pawn · d5 white king · f5 black knight · a4 white pawn · c3 white pawn | 1 |
|   | a                                                                                               | b                                                                                               | c                                                                                               | d                                                                                               | e                                                                                               | f                                                                                               | g                                                                                               | h                                                                                               |   |

|   | a                                                                                                 | b                                                                                                 | c                                                                                                 | d                                                                                                 | e                                                                                                 | f                                                                                                 | g                                                                                                 | h                                                                                                 |   |
| 8 | a7 black king · c7 white pawn · a6 white pawn · b5 white king · d5 white knight · f5 black knight | a7 black king · c7 white pawn · a6 white pawn · b5 white king · d5 white knight · f5 black knight | a7 black king · c7 white pawn · a6 white pawn · b5 white king · d5 white knight · f5 black knight | a7 black king · c7 white pawn · a6 white pawn · b5 white king · d5 white knight · f5 black knight | a7 black king · c7 white pawn · a6 white pawn · b5 white king · d5 white knight · f5 black knight | a7 black king · c7 white pawn · a6 white pawn · b5 white king · d5 white knight · f5 black knight | a7 black king · c7 white pawn · a6 white pawn · b5 white king · d5 white knight · f5 black knight | a7 black king · c7 white pawn · a6 white pawn · b5 white king · d5 white knight · f5 black knight | 8 |
| 7 | a7 black king · c7 white pawn · a6 white pawn · b5 white king · d5 white knight · f5 black knight | a7 black king · c7 white pawn · a6 white pawn · b5 white king · d5 white knight · f5 black knight | a7 black king · c7 white pawn · a6 white pawn · b5 white king · d5 white knight · f5 black knight | a7 black king · c7 white pawn · a6 white pawn · b5 white king · d5 white knight · f5 black knight | a7 black king · c7 white pawn · a6 white pawn · b5 white king · d5 white knight · f5 black knight | a7 black king · c7 white pawn · a6 white pawn · b5 white king · d5 white knight · f5 black knight | a7 black king · c7 white pawn · a6 white pawn · b5 white king · d5 white knight · f5 black knight | a7 black king · c7 white pawn · a6 white pawn · b5 white king · d5 white knight · f5 black knight | 7 |
| 6 | a7 black king · c7 white pawn · a6 white pawn · b5 white king · d5 white knight · f5 black knight | a7 black king · c7 white pawn · a6 white pawn · b5 white king · d5 white knight · f5 black knight | a7 black king · c7 white pawn · a6 white pawn · b5 white king · d5 white knight · f5 black knight | a7 black king · c7 white pawn · a6 white pawn · b5 white king · d5 white knight · f5 black knight | a7 black king · c7 white pawn · a6 white pawn · b5 white king · d5 white knight · f5 black knight | a7 black king · c7 white pawn · a6 white pawn · b5 white king · d5 white knight · f5 black knight | a7 black king · c7 white pawn · a6 white pawn · b5 white king · d5 white knight · f5 black knight | a7 black king · c7 white pawn · a6 white pawn · b5 white king · d5 white knight · f5 black knight | 6 |
| 5 | a7 black king · c7 white pawn · a6 white pawn · b5 white king · d5 white knight · f5 black knight | a7 black king · c7 white pawn · a6 white pawn · b5 white king · d5 white knight · f5 black knight | a7 black king · c7 white pawn · a6 white pawn · b5 white king · d5 white knight · f5 black knight | a7 black king · c7 white pawn · a6 white pawn · b5 white king · d5 white knight · f5 black knight | a7 black king · c7 white pawn · a6 white pawn · b5 white king · d5 white knight · f5 black knight | a7 black king · c7 white pawn · a6 white pawn · b5 white king · d5 white knight · f5 black knight | a7 black king · c7 white pawn · a6 white pawn · b5 white king · d5 white knight · f5 black knight | a7 black king · c7 white pawn · a6 white pawn · b5 white king · d5 white knight · f5 black knight | 5 |
| 4 | a7 black king · c7 white pawn · a6 white pawn · b5 white king · d5 white knight · f5 black knight | a7 black king · c7 white pawn · a6 white pawn · b5 white king · d5 white knight · f5 black knight | a7 black king · c7 white pawn · a6 white pawn · b5 white king · d5 white knight · f5 black knight | a7 black king · c7 white pawn · a6 white pawn · b5 white king · d5 white knight · f5 black knight | a7 black king · c7 white pawn · a6 white pawn · b5 white king · d5 white knight · f5 black knight | a7 black king · c7 white pawn · a6 white pawn · b5 white king · d5 white knight · f5 black knight | a7 black king · c7 white pawn · a6 white pawn · b5 white king · d5 white knight · f5 black knight | a7 black king · c7 white pawn · a6 white pawn · b5 white king · d5 white knight · f5 black knight | 4 |
| 3 | a7 black king · c7 white pawn · a6 white pawn · b5 white king · d5 white knight · f5 black knight | a7 black king · c7 white pawn · a6 white pawn · b5 white king · d5 white knight · f5 black knight | a7 black king · c7 white pawn · a6 white pawn · b5 white king · d5 white knight · f5 black knight | a7 black king · c7 white pawn · a6 white pawn · b5 white king · d5 white knight · f5 black knight | a7 black king · c7 white pawn · a6 white pawn · b5 white king · d5 white knight · f5 black knight | a7 black king · c7 white pawn · a6 white pawn · b5 white king · d5 white knight · f5 black knight | a7 black king · c7 white pawn · a6 white pawn · b5 white king · d5 white knight · f5 black knight | a7 black king · c7 white pawn · a6 white pawn · b5 white king · d5 white knight · f5 black knight | 3 |
| 2 | a7 black king · c7 white pawn · a6 white pawn · b5 white king · d5 white knight · f5 black knight | a7 black king · c7 white pawn · a6 white pawn · b5 white king · d5 white knight · f5 black knight | a7 black king · c7 white pawn · a6 white pawn · b5 white king · d5 white knight · f5 black knight | a7 black king · c7 white pawn · a6 white pawn · b5 white king · d5 white knight · f5 black knight | a7 black king · c7 white pawn · a6 white pawn · b5 white king · d5 white knight · f5 black knight | a7 black king · c7 white pawn · a6 white pawn · b5 white king · d5 white knight · f5 black knight | a7 black king · c7 white pawn · a6 white pawn · b5 white king · d5 white knight · f5 black knight | a7 black king · c7 white pawn · a6 white pawn · b5 white king · d5 white knight · f5 black knight | 2 |
| 1 | a7 black king · c7 white pawn · a6 white pawn · b5 white king · d5 white knight · f5 black knight | a7 black king · c7 white pawn · a6 white pawn · b5 white king · d5 white knight · f5 black knight | a7 black king · c7 white pawn · a6 white pawn · b5 white king · d5 white knight · f5 black knight | a7 black king · c7 white pawn · a6 white pawn · b5 white king · d5 white knight · f5 black knight | a7 black king · c7 white pawn · a6 white pawn · b5 white king · d5 white knight · f5 black knight | a7 black king · c7 white pawn · a6 white pawn · b5 white king · d5 white knight · f5 black knight | a7 black king · c7 white pawn · a6 white pawn · b5 white king · d5 white knight · f5 black knight | a7 black king · c7 white pawn · a6 white pawn · b5 white king · d5 white knight · f5 black knight | 1 |
|   | a                                                                                                 | b                                                                                                 | c                                                                                                 | d                                                                                                 | e                                                                                                 | f                                                                                                 | g                                                                                                 | h                                                                                                 |   |

Tim Krabbé precizează că partida Zurakhov-Koblentz (arătată în diagramele din stânga și dreapta) oferă un exemplu foarte rar al unui joc cu două „subpromovări” serioase în cal. În poziția din stânga, negrul amenință 57...C:g7, iar dacă albul promovează pionul în damă, turn sau nebun, negrul poate face poziție egală prin 57...Ce7+! uramt de 58...C:g8. Singura mutare potrivită este 57.g8C!, Krabbé remarchează că acesta este un exdemplu rar de promovare în cal fără șah.
Douăzecișiunu mutări mai târziu, jucătorii ajung la poziția din dreapta. Din nou, promovarea în orice înafară de cal va duce la o furcă prin care va fi capturată noua piesă, e.g. 79.c8D?? Cd6+ urmat de 80...N:c8, cu sfârșit de remiză. În schimb albul joacă 79.c8C+! (aici sunt și alte mutări biruitoare cum ar fi 79.Rc5.) Rb8 80.Rb6, iar negrul cedează deoarece albul nu mai poate fi oprit în a promova cel de-al treilea pion—de data asta în damă.
|   | a | b | c | d | e | f | g | h |   |
| 8 | b8 white queen · a7 white pawn · b7 white king · d7 black king · e7 black pawn · d6 black pawn · d5 white pawn · f5 white pawn · g4 black pawn · b2 white pawn · c1 black queen | b8 white queen · a7 white pawn · b7 white king · d7 black king · e7 black pawn · d6 black pawn · d5 white pawn · f5 white pawn · g4 black pawn · b2 white pawn · c1 black queen | b8 white queen · a7 white pawn · b7 white king · d7 black king · e7 black pawn · d6 black pawn · d5 white pawn · f5 white pawn · g4 black pawn · b2 white pawn · c1 black queen | b8 white queen · a7 white pawn · b7 white king · d7 black king · e7 black pawn · d6 black pawn · d5 white pawn · f5 white pawn · g4 black pawn · b2 white pawn · c1 black queen | b8 white queen · a7 white pawn · b7 white king · d7 black king · e7 black pawn · d6 black pawn · d5 white pawn · f5 white pawn · g4 black pawn · b2 white pawn · c1 black queen | b8 white queen · a7 white pawn · b7 white king · d7 black king · e7 black pawn · d6 black pawn · d5 white pawn · f5 white pawn · g4 black pawn · b2 white pawn · c1 black queen | b8 white queen · a7 white pawn · b7 white king · d7 black king · e7 black pawn · d6 black pawn · d5 white pawn · f5 white pawn · g4 black pawn · b2 white pawn · c1 black queen | b8 white queen · a7 white pawn · b7 white king · d7 black king · e7 black pawn · d6 black pawn · d5 white pawn · f5 white pawn · g4 black pawn · b2 white pawn · c1 black queen | 8 |
| 7 | b8 white queen · a7 white pawn · b7 white king · d7 black king · e7 black pawn · d6 black pawn · d5 white pawn · f5 white pawn · g4 black pawn · b2 white pawn · c1 black queen | b8 white queen · a7 white pawn · b7 white king · d7 black king · e7 black pawn · d6 black pawn · d5 white pawn · f5 white pawn · g4 black pawn · b2 white pawn · c1 black queen | b8 white queen · a7 white pawn · b7 white king · d7 black king · e7 black pawn · d6 black pawn · d5 white pawn · f5 white pawn · g4 black pawn · b2 white pawn · c1 black queen | b8 white queen · a7 white pawn · b7 white king · d7 black king · e7 black pawn · d6 black pawn · d5 white pawn · f5 white pawn · g4 black pawn · b2 white pawn · c1 black queen | b8 white queen · a7 white pawn · b7 white king · d7 black king · e7 black pawn · d6 black pawn · d5 white pawn · f5 white pawn · g4 black pawn · b2 white pawn · c1 black queen | b8 white queen · a7 white pawn · b7 white king · d7 black king · e7 black pawn · d6 black pawn · d5 white pawn · f5 white pawn · g4 black pawn · b2 white pawn · c1 black queen | b8 white queen · a7 white pawn · b7 white king · d7 black king · e7 black pawn · d6 black pawn · d5 white pawn · f5 white pawn · g4 black pawn · b2 white pawn · c1 black queen | b8 white queen · a7 white pawn · b7 white king · d7 black king · e7 black pawn · d6 black pawn · d5 white pawn · f5 white pawn · g4 black pawn · b2 white pawn · c1 black queen | 7 |
| 6 | b8 white queen · a7 white pawn · b7 white king · d7 black king · e7 black pawn · d6 black pawn · d5 white pawn · f5 white pawn · g4 black pawn · b2 white pawn · c1 black queen | b8 white queen · a7 white pawn · b7 white king · d7 black king · e7 black pawn · d6 black pawn · d5 white pawn · f5 white pawn · g4 black pawn · b2 white pawn · c1 black queen | b8 white queen · a7 white pawn · b7 white king · d7 black king · e7 black pawn · d6 black pawn · d5 white pawn · f5 white pawn · g4 black pawn · b2 white pawn · c1 black queen | b8 white queen · a7 white pawn · b7 white king · d7 black king · e7 black pawn · d6 black pawn · d5 white pawn · f5 white pawn · g4 black pawn · b2 white pawn · c1 black queen | b8 white queen · a7 white pawn · b7 white king · d7 black king · e7 black pawn · d6 black pawn · d5 white pawn · f5 white pawn · g4 black pawn · b2 white pawn · c1 black queen | b8 white queen · a7 white pawn · b7 white king · d7 black king · e7 black pawn · d6 black pawn · d5 white pawn · f5 white pawn · g4 black pawn · b2 white pawn · c1 black queen | b8 white queen · a7 white pawn · b7 white king · d7 black king · e7 black pawn · d6 black pawn · d5 white pawn · f5 white pawn · g4 black pawn · b2 white pawn · c1 black queen | b8 white queen · a7 white pawn · b7 white king · d7 black king · e7 black pawn · d6 black pawn · d5 white pawn · f5 white pawn · g4 black pawn · b2 white pawn · c1 black queen | 6 |
| 5 | b8 white queen · a7 white pawn · b7 white king · d7 black king · e7 black pawn · d6 black pawn · d5 white pawn · f5 white pawn · g4 black pawn · b2 white pawn · c1 black queen | b8 white queen · a7 white pawn · b7 white king · d7 black king · e7 black pawn · d6 black pawn · d5 white pawn · f5 white pawn · g4 black pawn · b2 white pawn · c1 black queen | b8 white queen · a7 white pawn · b7 white king · d7 black king · e7 black pawn · d6 black pawn · d5 white pawn · f5 white pawn · g4 black pawn · b2 white pawn · c1 black queen | b8 white queen · a7 white pawn · b7 white king · d7 black king · e7 black pawn · d6 black pawn · d5 white pawn · f5 white pawn · g4 black pawn · b2 white pawn · c1 black queen | b8 white queen · a7 white pawn · b7 white king · d7 black king · e7 black pawn · d6 black pawn · d5 white pawn · f5 white pawn · g4 black pawn · b2 white pawn · c1 black queen | b8 white queen · a7 white pawn · b7 white king · d7 black king · e7 black pawn · d6 black pawn · d5 white pawn · f5 white pawn · g4 black pawn · b2 white pawn · c1 black queen | b8 white queen · a7 white pawn · b7 white king · d7 black king · e7 black pawn · d6 black pawn · d5 white pawn · f5 white pawn · g4 black pawn · b2 white pawn · c1 black queen | b8 white queen · a7 white pawn · b7 white king · d7 black king · e7 black pawn · d6 black pawn · d5 white pawn · f5 white pawn · g4 black pawn · b2 white pawn · c1 black queen | 5 |
| 4 | b8 white queen · a7 white pawn · b7 white king · d7 black king · e7 black pawn · d6 black pawn · d5 white pawn · f5 white pawn · g4 black pawn · b2 white pawn · c1 black queen | b8 white queen · a7 white pawn · b7 white king · d7 black king · e7 black pawn · d6 black pawn · d5 white pawn · f5 white pawn · g4 black pawn · b2 white pawn · c1 black queen | b8 white queen · a7 white pawn · b7 white king · d7 black king · e7 black pawn · d6 black pawn · d5 white pawn · f5 white pawn · g4 black pawn · b2 white pawn · c1 black queen | b8 white queen · a7 white pawn · b7 white king · d7 black king · e7 black pawn · d6 black pawn · d5 white pawn · f5 white pawn · g4 black pawn · b2 white pawn · c1 black queen | b8 white queen · a7 white pawn · b7 white king · d7 black king · e7 black pawn · d6 black pawn · d5 white pawn · f5 white pawn · g4 black pawn · b2 white pawn · c1 black queen | b8 white queen · a7 white pawn · b7 white king · d7 black king · e7 black pawn · d6 black pawn · d5 white pawn · f5 white pawn · g4 black pawn · b2 white pawn · c1 black queen | b8 white queen · a7 white pawn · b7 white king · d7 black king · e7 black pawn · d6 black pawn · d5 white pawn · f5 white pawn · g4 black pawn · b2 white pawn · c1 black queen | b8 white queen · a7 white pawn · b7 white king · d7 black king · e7 black pawn · d6 black pawn · d5 white pawn · f5 white pawn · g4 black pawn · b2 white pawn · c1 black queen | 4 |
| 3 | b8 white queen · a7 white pawn · b7 white king · d7 black king · e7 black pawn · d6 black pawn · d5 white pawn · f5 white pawn · g4 black pawn · b2 white pawn · c1 black queen | b8 white queen · a7 white pawn · b7 white king · d7 black king · e7 black pawn · d6 black pawn · d5 white pawn · f5 white pawn · g4 black pawn · b2 white pawn · c1 black queen | b8 white queen · a7 white pawn · b7 white king · d7 black king · e7 black pawn · d6 black pawn · d5 white pawn · f5 white pawn · g4 black pawn · b2 white pawn · c1 black queen | b8 white queen · a7 white pawn · b7 white king · d7 black king · e7 black pawn · d6 black pawn · d5 white pawn · f5 white pawn · g4 black pawn · b2 white pawn · c1 black queen | b8 white queen · a7 white pawn · b7 white king · d7 black king · e7 black pawn · d6 black pawn · d5 white pawn · f5 white pawn · g4 black pawn · b2 white pawn · c1 black queen | b8 white queen · a7 white pawn · b7 white king · d7 black king · e7 black pawn · d6 black pawn · d5 white pawn · f5 white pawn · g4 black pawn · b2 white pawn · c1 black queen | b8 white queen · a7 white pawn · b7 white king · d7 black king · e7 black pawn · d6 black pawn · d5 white pawn · f5 white pawn · g4 black pawn · b2 white pawn · c1 black queen | b8 white queen · a7 white pawn · b7 white king · d7 black king · e7 black pawn · d6 black pawn · d5 white pawn · f5 white pawn · g4 black pawn · b2 white pawn · c1 black queen | 3 |
| 2 | b8 white queen · a7 white pawn · b7 white king · d7 black king · e7 black pawn · d6 black pawn · d5 white pawn · f5 white pawn · g4 black pawn · b2 white pawn · c1 black queen | b8 white queen · a7 white pawn · b7 white king · d7 black king · e7 black pawn · d6 black pawn · d5 white pawn · f5 white pawn · g4 black pawn · b2 white pawn · c1 black queen | b8 white queen · a7 white pawn · b7 white king · d7 black king · e7 black pawn · d6 black pawn · d5 white pawn · f5 white pawn · g4 black pawn · b2 white pawn · c1 black queen | b8 white queen · a7 white pawn · b7 white king · d7 black king · e7 black pawn · d6 black pawn · d5 white pawn · f5 white pawn · g4 black pawn · b2 white pawn · c1 black queen | b8 white queen · a7 white pawn · b7 white king · d7 black king · e7 black pawn · d6 black pawn · d5 white pawn · f5 white pawn · g4 black pawn · b2 white pawn · c1 black queen | b8 white queen · a7 white pawn · b7 white king · d7 black king · e7 black pawn · d6 black pawn · d5 white pawn · f5 white pawn · g4 black pawn · b2 white pawn · c1 black queen | b8 white queen · a7 white pawn · b7 white king · d7 black king · e7 black pawn · d6 black pawn · d5 white pawn · f5 white pawn · g4 black pawn · b2 white pawn · c1 black queen | b8 white queen · a7 white pawn · b7 white king · d7 black king · e7 black pawn · d6 black pawn · d5 white pawn · f5 white pawn · g4 black pawn · b2 white pawn · c1 black queen | 2 |
| 1 | b8 white queen · a7 white pawn · b7 white king · d7 black king · e7 black pawn · d6 black pawn · d5 white pawn · f5 white pawn · g4 black pawn · b2 white pawn · c1 black queen | b8 white queen · a7 white pawn · b7 white king · d7 black king · e7 black pawn · d6 black pawn · d5 white pawn · f5 white pawn · g4 black pawn · b2 white pawn · c1 black queen | b8 white queen · a7 white pawn · b7 white king · d7 black king · e7 black pawn · d6 black pawn · d5 white pawn · f5 white pawn · g4 black pawn · b2 white pawn · c1 black queen | b8 white queen · a7 white pawn · b7 white king · d7 black king · e7 black pawn · d6 black pawn · d5 white pawn · f5 white pawn · g4 black pawn · b2 white pawn · c1 black queen | b8 white queen · a7 white pawn · b7 white king · d7 black king · e7 black pawn · d6 black pawn · d5 white pawn · f5 white pawn · g4 black pawn · b2 white pawn · c1 black queen | b8 white queen · a7 white pawn · b7 white king · d7 black king · e7 black pawn · d6 black pawn · d5 white pawn · f5 white pawn · g4 black pawn · b2 white pawn · c1 black queen | b8 white queen · a7 white pawn · b7 white king · d7 black king · e7 black pawn · d6 black pawn · d5 white pawn · f5 white pawn · g4 black pawn · b2 white pawn · c1 black queen | b8 white queen · a7 white pawn · b7 white king · d7 black king · e7 black pawn · d6 black pawn · d5 white pawn · f5 white pawn · g4 black pawn · b2 white pawn · c1 black queen | 1 |
|   | a | b | c | d | e | f | g | h |   |

În diagrama alăturată din dreapta este prezentată partida V. Akopian contra S. Karjakin de la Nalcik, 2009. 71.a8D D:b2+ duce la șah veșnic, așa că Akopian a jucat a8C, iar Karjakin a cedat deoarece dacă 71...D:b2+, atunci 72.Cb6+ D:b6 73.R:b6 și Akopian are o damă în plus și câștigă ușor.

### Promovarea în turn sau în nebun
Deoarece dama combină puterile turnului și ale nebunului sunt rare cazurile când este nevoie de subpromovarea în una din aceste piese. În orice caz, această subpromovare este avantajoasă, de obicei pentru a evita patul:
|   | a                                             | b                                             | c                                             | d                                             | e                                             | f                                             | g                                             | h                                             |   |
| 8 | g7 white pawn · h6 black king · g4 white king | g7 white pawn · h6 black king · g4 white king | g7 white pawn · h6 black king · g4 white king | g7 white pawn · h6 black king · g4 white king | g7 white pawn · h6 black king · g4 white king | g7 white pawn · h6 black king · g4 white king | g7 white pawn · h6 black king · g4 white king | g7 white pawn · h6 black king · g4 white king | 8 |
| 7 | g7 white pawn · h6 black king · g4 white king | g7 white pawn · h6 black king · g4 white king | g7 white pawn · h6 black king · g4 white king | g7 white pawn · h6 black king · g4 white king | g7 white pawn · h6 black king · g4 white king | g7 white pawn · h6 black king · g4 white king | g7 white pawn · h6 black king · g4 white king | g7 white pawn · h6 black king · g4 white king | 7 |
| 6 | g7 white pawn · h6 black king · g4 white king | g7 white pawn · h6 black king · g4 white king | g7 white pawn · h6 black king · g4 white king | g7 white pawn · h6 black king · g4 white king | g7 white pawn · h6 black king · g4 white king | g7 white pawn · h6 black king · g4 white king | g7 white pawn · h6 black king · g4 white king | g7 white pawn · h6 black king · g4 white king | 6 |
| 5 | g7 white pawn · h6 black king · g4 white king | g7 white pawn · h6 black king · g4 white king | g7 white pawn · h6 black king · g4 white king | g7 white pawn · h6 black king · g4 white king | g7 white pawn · h6 black king · g4 white king | g7 white pawn · h6 black king · g4 white king | g7 white pawn · h6 black king · g4 white king | g7 white pawn · h6 black king · g4 white king | 5 |
| 4 | g7 white pawn · h6 black king · g4 white king | g7 white pawn · h6 black king · g4 white king | g7 white pawn · h6 black king · g4 white king | g7 white pawn · h6 black king · g4 white king | g7 white pawn · h6 black king · g4 white king | g7 white pawn · h6 black king · g4 white king | g7 white pawn · h6 black king · g4 white king | g7 white pawn · h6 black king · g4 white king | 4 |
| 3 | g7 white pawn · h6 black king · g4 white king | g7 white pawn · h6 black king · g4 white king | g7 white pawn · h6 black king · g4 white king | g7 white pawn · h6 black king · g4 white king | g7 white pawn · h6 black king · g4 white king | g7 white pawn · h6 black king · g4 white king | g7 white pawn · h6 black king · g4 white king | g7 white pawn · h6 black king · g4 white king | 3 |
| 2 | g7 white pawn · h6 black king · g4 white king | g7 white pawn · h6 black king · g4 white king | g7 white pawn · h6 black king · g4 white king | g7 white pawn · h6 black king · g4 white king | g7 white pawn · h6 black king · g4 white king | g7 white pawn · h6 black king · g4 white king | g7 white pawn · h6 black king · g4 white king | g7 white pawn · h6 black king · g4 white king | 2 |
| 1 | g7 white pawn · h6 black king · g4 white king | g7 white pawn · h6 black king · g4 white king | g7 white pawn · h6 black king · g4 white king | g7 white pawn · h6 black king · g4 white king | g7 white pawn · h6 black king · g4 white king | g7 white pawn · h6 black king · g4 white king | g7 white pawn · h6 black king · g4 white king | g7 white pawn · h6 black king · g4 white king | 1 |
|   | a                                             | b                                             | c                                             | d                                             | e                                             | f                                             | g                                             | h                                             |   |

|   | a                                                                               | b                                                                               | c                                                                               | d                                                                               | e                                                                               | f                                                                               | g                                                                               | h                                                                               |   |
| 8 | e6 white queen · f4 black queen · b2 black pawn · e2 white king · h2 black king | e6 white queen · f4 black queen · b2 black pawn · e2 white king · h2 black king | e6 white queen · f4 black queen · b2 black pawn · e2 white king · h2 black king | e6 white queen · f4 black queen · b2 black pawn · e2 white king · h2 black king | e6 white queen · f4 black queen · b2 black pawn · e2 white king · h2 black king | e6 white queen · f4 black queen · b2 black pawn · e2 white king · h2 black king | e6 white queen · f4 black queen · b2 black pawn · e2 white king · h2 black king | e6 white queen · f4 black queen · b2 black pawn · e2 white king · h2 black king | 8 |
| 7 | e6 white queen · f4 black queen · b2 black pawn · e2 white king · h2 black king | e6 white queen · f4 black queen · b2 black pawn · e2 white king · h2 black king | e6 white queen · f4 black queen · b2 black pawn · e2 white king · h2 black king | e6 white queen · f4 black queen · b2 black pawn · e2 white king · h2 black king | e6 white queen · f4 black queen · b2 black pawn · e2 white king · h2 black king | e6 white queen · f4 black queen · b2 black pawn · e2 white king · h2 black king | e6 white queen · f4 black queen · b2 black pawn · e2 white king · h2 black king | e6 white queen · f4 black queen · b2 black pawn · e2 white king · h2 black king | 7 |
| 6 | e6 white queen · f4 black queen · b2 black pawn · e2 white king · h2 black king | e6 white queen · f4 black queen · b2 black pawn · e2 white king · h2 black king | e6 white queen · f4 black queen · b2 black pawn · e2 white king · h2 black king | e6 white queen · f4 black queen · b2 black pawn · e2 white king · h2 black king | e6 white queen · f4 black queen · b2 black pawn · e2 white king · h2 black king | e6 white queen · f4 black queen · b2 black pawn · e2 white king · h2 black king | e6 white queen · f4 black queen · b2 black pawn · e2 white king · h2 black king | e6 white queen · f4 black queen · b2 black pawn · e2 white king · h2 black king | 6 |
| 5 | e6 white queen · f4 black queen · b2 black pawn · e2 white king · h2 black king | e6 white queen · f4 black queen · b2 black pawn · e2 white king · h2 black king | e6 white queen · f4 black queen · b2 black pawn · e2 white king · h2 black king | e6 white queen · f4 black queen · b2 black pawn · e2 white king · h2 black king | e6 white queen · f4 black queen · b2 black pawn · e2 white king · h2 black king | e6 white queen · f4 black queen · b2 black pawn · e2 white king · h2 black king | e6 white queen · f4 black queen · b2 black pawn · e2 white king · h2 black king | e6 white queen · f4 black queen · b2 black pawn · e2 white king · h2 black king | 5 |
| 4 | e6 white queen · f4 black queen · b2 black pawn · e2 white king · h2 black king | e6 white queen · f4 black queen · b2 black pawn · e2 white king · h2 black king | e6 white queen · f4 black queen · b2 black pawn · e2 white king · h2 black king | e6 white queen · f4 black queen · b2 black pawn · e2 white king · h2 black king | e6 white queen · f4 black queen · b2 black pawn · e2 white king · h2 black king | e6 white queen · f4 black queen · b2 black pawn · e2 white king · h2 black king | e6 white queen · f4 black queen · b2 black pawn · e2 white king · h2 black king | e6 white queen · f4 black queen · b2 black pawn · e2 white king · h2 black king | 4 |
| 3 | e6 white queen · f4 black queen · b2 black pawn · e2 white king · h2 black king | e6 white queen · f4 black queen · b2 black pawn · e2 white king · h2 black king | e6 white queen · f4 black queen · b2 black pawn · e2 white king · h2 black king | e6 white queen · f4 black queen · b2 black pawn · e2 white king · h2 black king | e6 white queen · f4 black queen · b2 black pawn · e2 white king · h2 black king | e6 white queen · f4 black queen · b2 black pawn · e2 white king · h2 black king | e6 white queen · f4 black queen · b2 black pawn · e2 white king · h2 black king | e6 white queen · f4 black queen · b2 black pawn · e2 white king · h2 black king | 3 |
| 2 | e6 white queen · f4 black queen · b2 black pawn · e2 white king · h2 black king | e6 white queen · f4 black queen · b2 black pawn · e2 white king · h2 black king | e6 white queen · f4 black queen · b2 black pawn · e2 white king · h2 black king | e6 white queen · f4 black queen · b2 black pawn · e2 white king · h2 black king | e6 white queen · f4 black queen · b2 black pawn · e2 white king · h2 black king | e6 white queen · f4 black queen · b2 black pawn · e2 white king · h2 black king | e6 white queen · f4 black queen · b2 black pawn · e2 white king · h2 black king | e6 white queen · f4 black queen · b2 black pawn · e2 white king · h2 black king | 2 |
| 1 | e6 white queen · f4 black queen · b2 black pawn · e2 white king · h2 black king | e6 white queen · f4 black queen · b2 black pawn · e2 white king · h2 black king | e6 white queen · f4 black queen · b2 black pawn · e2 white king · h2 black king | e6 white queen · f4 black queen · b2 black pawn · e2 white king · h2 black king | e6 white queen · f4 black queen · b2 black pawn · e2 white king · h2 black king | e6 white queen · f4 black queen · b2 black pawn · e2 white king · h2 black king | e6 white queen · f4 black queen · b2 black pawn · e2 white king · h2 black king | e6 white queen · f4 black queen · b2 black pawn · e2 white king · h2 black king | 1 |
|   | a                                                                               | b                                                                               | c                                                                               | d                                                                               | e                                                                               | f                                                                               | g                                                                               | h                                                                               |   |

În poziția din stânga de mai jos (mutarea albului), negrul amenință capturarea pionului albului, iar promovarea în damă duc la pat. Doar g8T! e mutarea câștigătoare.
În dreapta mai jos se află o poziție dintr-o partidă ce avut loc în 2006 la Campionatul Irlandez de Șah. Aici de asemenea, o promovare în damă ar permite patul: 70...b1D?? 71.Dh3+! R:h3 pat. În schimb, partid s-a terminat cu 70.b1N! 0-1
|   | a                                                                                 | b                                                                                 | c                                                                                 | d                                                                                 | e                                                                                 | f                                                                                 | g                                                                                 | h                                                                                 |   |
| 8 | a8 black king · b8 black bishop · c7 white pawn · a6 white king · c5 white knight | a8 black king · b8 black bishop · c7 white pawn · a6 white king · c5 white knight | a8 black king · b8 black bishop · c7 white pawn · a6 white king · c5 white knight | a8 black king · b8 black bishop · c7 white pawn · a6 white king · c5 white knight | a8 black king · b8 black bishop · c7 white pawn · a6 white king · c5 white knight | a8 black king · b8 black bishop · c7 white pawn · a6 white king · c5 white knight | a8 black king · b8 black bishop · c7 white pawn · a6 white king · c5 white knight | a8 black king · b8 black bishop · c7 white pawn · a6 white king · c5 white knight | 8 |
| 7 | a8 black king · b8 black bishop · c7 white pawn · a6 white king · c5 white knight | a8 black king · b8 black bishop · c7 white pawn · a6 white king · c5 white knight | a8 black king · b8 black bishop · c7 white pawn · a6 white king · c5 white knight | a8 black king · b8 black bishop · c7 white pawn · a6 white king · c5 white knight | a8 black king · b8 black bishop · c7 white pawn · a6 white king · c5 white knight | a8 black king · b8 black bishop · c7 white pawn · a6 white king · c5 white knight | a8 black king · b8 black bishop · c7 white pawn · a6 white king · c5 white knight | a8 black king · b8 black bishop · c7 white pawn · a6 white king · c5 white knight | 7 |
| 6 | a8 black king · b8 black bishop · c7 white pawn · a6 white king · c5 white knight | a8 black king · b8 black bishop · c7 white pawn · a6 white king · c5 white knight | a8 black king · b8 black bishop · c7 white pawn · a6 white king · c5 white knight | a8 black king · b8 black bishop · c7 white pawn · a6 white king · c5 white knight | a8 black king · b8 black bishop · c7 white pawn · a6 white king · c5 white knight | a8 black king · b8 black bishop · c7 white pawn · a6 white king · c5 white knight | a8 black king · b8 black bishop · c7 white pawn · a6 white king · c5 white knight | a8 black king · b8 black bishop · c7 white pawn · a6 white king · c5 white knight | 6 |
| 5 | a8 black king · b8 black bishop · c7 white pawn · a6 white king · c5 white knight | a8 black king · b8 black bishop · c7 white pawn · a6 white king · c5 white knight | a8 black king · b8 black bishop · c7 white pawn · a6 white king · c5 white knight | a8 black king · b8 black bishop · c7 white pawn · a6 white king · c5 white knight | a8 black king · b8 black bishop · c7 white pawn · a6 white king · c5 white knight | a8 black king · b8 black bishop · c7 white pawn · a6 white king · c5 white knight | a8 black king · b8 black bishop · c7 white pawn · a6 white king · c5 white knight | a8 black king · b8 black bishop · c7 white pawn · a6 white king · c5 white knight | 5 |
| 4 | a8 black king · b8 black bishop · c7 white pawn · a6 white king · c5 white knight | a8 black king · b8 black bishop · c7 white pawn · a6 white king · c5 white knight | a8 black king · b8 black bishop · c7 white pawn · a6 white king · c5 white knight | a8 black king · b8 black bishop · c7 white pawn · a6 white king · c5 white knight | a8 black king · b8 black bishop · c7 white pawn · a6 white king · c5 white knight | a8 black king · b8 black bishop · c7 white pawn · a6 white king · c5 white knight | a8 black king · b8 black bishop · c7 white pawn · a6 white king · c5 white knight | a8 black king · b8 black bishop · c7 white pawn · a6 white king · c5 white knight | 4 |
| 3 | a8 black king · b8 black bishop · c7 white pawn · a6 white king · c5 white knight | a8 black king · b8 black bishop · c7 white pawn · a6 white king · c5 white knight | a8 black king · b8 black bishop · c7 white pawn · a6 white king · c5 white knight | a8 black king · b8 black bishop · c7 white pawn · a6 white king · c5 white knight | a8 black king · b8 black bishop · c7 white pawn · a6 white king · c5 white knight | a8 black king · b8 black bishop · c7 white pawn · a6 white king · c5 white knight | a8 black king · b8 black bishop · c7 white pawn · a6 white king · c5 white knight | a8 black king · b8 black bishop · c7 white pawn · a6 white king · c5 white knight | 3 |
| 2 | a8 black king · b8 black bishop · c7 white pawn · a6 white king · c5 white knight | a8 black king · b8 black bishop · c7 white pawn · a6 white king · c5 white knight | a8 black king · b8 black bishop · c7 white pawn · a6 white king · c5 white knight | a8 black king · b8 black bishop · c7 white pawn · a6 white king · c5 white knight | a8 black king · b8 black bishop · c7 white pawn · a6 white king · c5 white knight | a8 black king · b8 black bishop · c7 white pawn · a6 white king · c5 white knight | a8 black king · b8 black bishop · c7 white pawn · a6 white king · c5 white knight | a8 black king · b8 black bishop · c7 white pawn · a6 white king · c5 white knight | 2 |
| 1 | a8 black king · b8 black bishop · c7 white pawn · a6 white king · c5 white knight | a8 black king · b8 black bishop · c7 white pawn · a6 white king · c5 white knight | a8 black king · b8 black bishop · c7 white pawn · a6 white king · c5 white knight | a8 black king · b8 black bishop · c7 white pawn · a6 white king · c5 white knight | a8 black king · b8 black bishop · c7 white pawn · a6 white king · c5 white knight | a8 black king · b8 black bishop · c7 white pawn · a6 white king · c5 white knight | a8 black king · b8 black bishop · c7 white pawn · a6 white king · c5 white knight | a8 black king · b8 black bishop · c7 white pawn · a6 white king · c5 white knight | 1 |
|   | a                                                                                 | b                                                                                 | c                                                                                 | d                                                                                 | e                                                                                 | f                                                                                 | g                                                                                 | h                                                                                 |   |

În poziția din stânga, promovarea în nebun este singura mutare biruitoare: 1. c8N! N\oriunde 2. Cd7 N\oriunde 3. Nb7X 1-0
Mai puțin frecvent, subpromovarea în nebun sau turn poate fi necesară nu pentru  a evita patul, ci  pentru al produce, pentru a face remiză într-o poziție pierdută. În dreapta se află un exemplu de final studiat de Hermanis Matisons.
|   | a                                                                                               | b                                                                                               | c                                                                                               | d                                                                                               | e                                                                                               | f                                                                                               | g                                                                                               | h                                                                                               |   |
| 8 | a8 white king · c8 white knight · g8 black rook · b7 white pawn · c7 black rook · e5 black king | a8 white king · c8 white knight · g8 black rook · b7 white pawn · c7 black rook · e5 black king | a8 white king · c8 white knight · g8 black rook · b7 white pawn · c7 black rook · e5 black king | a8 white king · c8 white knight · g8 black rook · b7 white pawn · c7 black rook · e5 black king | a8 white king · c8 white knight · g8 black rook · b7 white pawn · c7 black rook · e5 black king | a8 white king · c8 white knight · g8 black rook · b7 white pawn · c7 black rook · e5 black king | a8 white king · c8 white knight · g8 black rook · b7 white pawn · c7 black rook · e5 black king | a8 white king · c8 white knight · g8 black rook · b7 white pawn · c7 black rook · e5 black king | 8 |
| 7 | a8 white king · c8 white knight · g8 black rook · b7 white pawn · c7 black rook · e5 black king | a8 white king · c8 white knight · g8 black rook · b7 white pawn · c7 black rook · e5 black king | a8 white king · c8 white knight · g8 black rook · b7 white pawn · c7 black rook · e5 black king | a8 white king · c8 white knight · g8 black rook · b7 white pawn · c7 black rook · e5 black king | a8 white king · c8 white knight · g8 black rook · b7 white pawn · c7 black rook · e5 black king | a8 white king · c8 white knight · g8 black rook · b7 white pawn · c7 black rook · e5 black king | a8 white king · c8 white knight · g8 black rook · b7 white pawn · c7 black rook · e5 black king | a8 white king · c8 white knight · g8 black rook · b7 white pawn · c7 black rook · e5 black king | 7 |
| 6 | a8 white king · c8 white knight · g8 black rook · b7 white pawn · c7 black rook · e5 black king | a8 white king · c8 white knight · g8 black rook · b7 white pawn · c7 black rook · e5 black king | a8 white king · c8 white knight · g8 black rook · b7 white pawn · c7 black rook · e5 black king | a8 white king · c8 white knight · g8 black rook · b7 white pawn · c7 black rook · e5 black king | a8 white king · c8 white knight · g8 black rook · b7 white pawn · c7 black rook · e5 black king | a8 white king · c8 white knight · g8 black rook · b7 white pawn · c7 black rook · e5 black king | a8 white king · c8 white knight · g8 black rook · b7 white pawn · c7 black rook · e5 black king | a8 white king · c8 white knight · g8 black rook · b7 white pawn · c7 black rook · e5 black king | 6 |
| 5 | a8 white king · c8 white knight · g8 black rook · b7 white pawn · c7 black rook · e5 black king | a8 white king · c8 white knight · g8 black rook · b7 white pawn · c7 black rook · e5 black king | a8 white king · c8 white knight · g8 black rook · b7 white pawn · c7 black rook · e5 black king | a8 white king · c8 white knight · g8 black rook · b7 white pawn · c7 black rook · e5 black king | a8 white king · c8 white knight · g8 black rook · b7 white pawn · c7 black rook · e5 black king | a8 white king · c8 white knight · g8 black rook · b7 white pawn · c7 black rook · e5 black king | a8 white king · c8 white knight · g8 black rook · b7 white pawn · c7 black rook · e5 black king | a8 white king · c8 white knight · g8 black rook · b7 white pawn · c7 black rook · e5 black king | 5 |
| 4 | a8 white king · c8 white knight · g8 black rook · b7 white pawn · c7 black rook · e5 black king | a8 white king · c8 white knight · g8 black rook · b7 white pawn · c7 black rook · e5 black king | a8 white king · c8 white knight · g8 black rook · b7 white pawn · c7 black rook · e5 black king | a8 white king · c8 white knight · g8 black rook · b7 white pawn · c7 black rook · e5 black king | a8 white king · c8 white knight · g8 black rook · b7 white pawn · c7 black rook · e5 black king | a8 white king · c8 white knight · g8 black rook · b7 white pawn · c7 black rook · e5 black king | a8 white king · c8 white knight · g8 black rook · b7 white pawn · c7 black rook · e5 black king | a8 white king · c8 white knight · g8 black rook · b7 white pawn · c7 black rook · e5 black king | 4 |
| 3 | a8 white king · c8 white knight · g8 black rook · b7 white pawn · c7 black rook · e5 black king | a8 white king · c8 white knight · g8 black rook · b7 white pawn · c7 black rook · e5 black king | a8 white king · c8 white knight · g8 black rook · b7 white pawn · c7 black rook · e5 black king | a8 white king · c8 white knight · g8 black rook · b7 white pawn · c7 black rook · e5 black king | a8 white king · c8 white knight · g8 black rook · b7 white pawn · c7 black rook · e5 black king | a8 white king · c8 white knight · g8 black rook · b7 white pawn · c7 black rook · e5 black king | a8 white king · c8 white knight · g8 black rook · b7 white pawn · c7 black rook · e5 black king | a8 white king · c8 white knight · g8 black rook · b7 white pawn · c7 black rook · e5 black king | 3 |
| 2 | a8 white king · c8 white knight · g8 black rook · b7 white pawn · c7 black rook · e5 black king | a8 white king · c8 white knight · g8 black rook · b7 white pawn · c7 black rook · e5 black king | a8 white king · c8 white knight · g8 black rook · b7 white pawn · c7 black rook · e5 black king | a8 white king · c8 white knight · g8 black rook · b7 white pawn · c7 black rook · e5 black king | a8 white king · c8 white knight · g8 black rook · b7 white pawn · c7 black rook · e5 black king | a8 white king · c8 white knight · g8 black rook · b7 white pawn · c7 black rook · e5 black king | a8 white king · c8 white knight · g8 black rook · b7 white pawn · c7 black rook · e5 black king | a8 white king · c8 white knight · g8 black rook · b7 white pawn · c7 black rook · e5 black king | 2 |
| 1 | a8 white king · c8 white knight · g8 black rook · b7 white pawn · c7 black rook · e5 black king | a8 white king · c8 white knight · g8 black rook · b7 white pawn · c7 black rook · e5 black king | a8 white king · c8 white knight · g8 black rook · b7 white pawn · c7 black rook · e5 black king | a8 white king · c8 white knight · g8 black rook · b7 white pawn · c7 black rook · e5 black king | a8 white king · c8 white knight · g8 black rook · b7 white pawn · c7 black rook · e5 black king | a8 white king · c8 white knight · g8 black rook · b7 white pawn · c7 black rook · e5 black king | a8 white king · c8 white knight · g8 black rook · b7 white pawn · c7 black rook · e5 black king | a8 white king · c8 white knight · g8 black rook · b7 white pawn · c7 black rook · e5 black king | 1 |
|   | a                                                                                               | b                                                                                               | c                                                                                               | d                                                                                               | e                                                                                               | f                                                                                               | g                                                                                               | h                                                                                               |   |

Ambele mutări ale regelui duc la înfrângere rapidă (ele pot fi urmate de Tgg7 de exemplu), așa că pionul trebuie promovat. 6.b8D și b8T duc la înfrângere prin capturare pe c8, iar 6.b8C se termină fie cu pat după Tg:c8??, sau cu înfrângere rapidă după Tc:c8. Mutarea potrivită este 6.b8N!, întrucât turnul c7 este acum legat. Negrul trebuie sau să accepte remiza, sau să joace 6...Tg:c8 care, cu un nebun pe b8, mai curând decât un nebun sau un turn, este pat.
Subpromovarea în cal sau în turn este rară în jocul practic, iar cea în nebun este chiar rară, dar în problemele compuse de șah ca acest ultim exemplu, ea are loc mai frecvent. Întâmplător, cel mai faimos exemplu este poziția Saavedra position. Unele cazuri pot fi destul de impresionante: un studiu de Jan Rusinek, de exemplu, face ca albul să promoveze în cal, turn sau nebun, în ordine pentru a produce patul. O transformare generală este o problemă în care promovările în toate cele patru piese au loc. Un exemplu extrem este corvoada Babson, unde subpromovările negrului sunt contracarate de ale albului (dacă negrul promovează în turn, așa face și albul), subpromovările albului fiind singura cale de a da mat negrului într-un număr stabilit de mutări.
|   | a | b | c | d | e | f | g | h |   |
| 8 | e8 white queen · a7 white pawn · b7 black queen · g7 black pawn · h7 black king · f6 black pawn · h6 black pawn · f5 white pawn · h5 white king · g4 white pawn · h4 white pawn | e8 white queen · a7 white pawn · b7 black queen · g7 black pawn · h7 black king · f6 black pawn · h6 black pawn · f5 white pawn · h5 white king · g4 white pawn · h4 white pawn | e8 white queen · a7 white pawn · b7 black queen · g7 black pawn · h7 black king · f6 black pawn · h6 black pawn · f5 white pawn · h5 white king · g4 white pawn · h4 white pawn | e8 white queen · a7 white pawn · b7 black queen · g7 black pawn · h7 black king · f6 black pawn · h6 black pawn · f5 white pawn · h5 white king · g4 white pawn · h4 white pawn | e8 white queen · a7 white pawn · b7 black queen · g7 black pawn · h7 black king · f6 black pawn · h6 black pawn · f5 white pawn · h5 white king · g4 white pawn · h4 white pawn | e8 white queen · a7 white pawn · b7 black queen · g7 black pawn · h7 black king · f6 black pawn · h6 black pawn · f5 white pawn · h5 white king · g4 white pawn · h4 white pawn | e8 white queen · a7 white pawn · b7 black queen · g7 black pawn · h7 black king · f6 black pawn · h6 black pawn · f5 white pawn · h5 white king · g4 white pawn · h4 white pawn | e8 white queen · a7 white pawn · b7 black queen · g7 black pawn · h7 black king · f6 black pawn · h6 black pawn · f5 white pawn · h5 white king · g4 white pawn · h4 white pawn | 8 |
| 7 | e8 white queen · a7 white pawn · b7 black queen · g7 black pawn · h7 black king · f6 black pawn · h6 black pawn · f5 white pawn · h5 white king · g4 white pawn · h4 white pawn | e8 white queen · a7 white pawn · b7 black queen · g7 black pawn · h7 black king · f6 black pawn · h6 black pawn · f5 white pawn · h5 white king · g4 white pawn · h4 white pawn | e8 white queen · a7 white pawn · b7 black queen · g7 black pawn · h7 black king · f6 black pawn · h6 black pawn · f5 white pawn · h5 white king · g4 white pawn · h4 white pawn | e8 white queen · a7 white pawn · b7 black queen · g7 black pawn · h7 black king · f6 black pawn · h6 black pawn · f5 white pawn · h5 white king · g4 white pawn · h4 white pawn | e8 white queen · a7 white pawn · b7 black queen · g7 black pawn · h7 black king · f6 black pawn · h6 black pawn · f5 white pawn · h5 white king · g4 white pawn · h4 white pawn | e8 white queen · a7 white pawn · b7 black queen · g7 black pawn · h7 black king · f6 black pawn · h6 black pawn · f5 white pawn · h5 white king · g4 white pawn · h4 white pawn | e8 white queen · a7 white pawn · b7 black queen · g7 black pawn · h7 black king · f6 black pawn · h6 black pawn · f5 white pawn · h5 white king · g4 white pawn · h4 white pawn | e8 white queen · a7 white pawn · b7 black queen · g7 black pawn · h7 black king · f6 black pawn · h6 black pawn · f5 white pawn · h5 white king · g4 white pawn · h4 white pawn | 7 |
| 6 | e8 white queen · a7 white pawn · b7 black queen · g7 black pawn · h7 black king · f6 black pawn · h6 black pawn · f5 white pawn · h5 white king · g4 white pawn · h4 white pawn | e8 white queen · a7 white pawn · b7 black queen · g7 black pawn · h7 black king · f6 black pawn · h6 black pawn · f5 white pawn · h5 white king · g4 white pawn · h4 white pawn | e8 white queen · a7 white pawn · b7 black queen · g7 black pawn · h7 black king · f6 black pawn · h6 black pawn · f5 white pawn · h5 white king · g4 white pawn · h4 white pawn | e8 white queen · a7 white pawn · b7 black queen · g7 black pawn · h7 black king · f6 black pawn · h6 black pawn · f5 white pawn · h5 white king · g4 white pawn · h4 white pawn | e8 white queen · a7 white pawn · b7 black queen · g7 black pawn · h7 black king · f6 black pawn · h6 black pawn · f5 white pawn · h5 white king · g4 white pawn · h4 white pawn | e8 white queen · a7 white pawn · b7 black queen · g7 black pawn · h7 black king · f6 black pawn · h6 black pawn · f5 white pawn · h5 white king · g4 white pawn · h4 white pawn | e8 white queen · a7 white pawn · b7 black queen · g7 black pawn · h7 black king · f6 black pawn · h6 black pawn · f5 white pawn · h5 white king · g4 white pawn · h4 white pawn | e8 white queen · a7 white pawn · b7 black queen · g7 black pawn · h7 black king · f6 black pawn · h6 black pawn · f5 white pawn · h5 white king · g4 white pawn · h4 white pawn | 6 |
| 5 | e8 white queen · a7 white pawn · b7 black queen · g7 black pawn · h7 black king · f6 black pawn · h6 black pawn · f5 white pawn · h5 white king · g4 white pawn · h4 white pawn | e8 white queen · a7 white pawn · b7 black queen · g7 black pawn · h7 black king · f6 black pawn · h6 black pawn · f5 white pawn · h5 white king · g4 white pawn · h4 white pawn | e8 white queen · a7 white pawn · b7 black queen · g7 black pawn · h7 black king · f6 black pawn · h6 black pawn · f5 white pawn · h5 white king · g4 white pawn · h4 white pawn | e8 white queen · a7 white pawn · b7 black queen · g7 black pawn · h7 black king · f6 black pawn · h6 black pawn · f5 white pawn · h5 white king · g4 white pawn · h4 white pawn | e8 white queen · a7 white pawn · b7 black queen · g7 black pawn · h7 black king · f6 black pawn · h6 black pawn · f5 white pawn · h5 white king · g4 white pawn · h4 white pawn | e8 white queen · a7 white pawn · b7 black queen · g7 black pawn · h7 black king · f6 black pawn · h6 black pawn · f5 white pawn · h5 white king · g4 white pawn · h4 white pawn | e8 white queen · a7 white pawn · b7 black queen · g7 black pawn · h7 black king · f6 black pawn · h6 black pawn · f5 white pawn · h5 white king · g4 white pawn · h4 white pawn | e8 white queen · a7 white pawn · b7 black queen · g7 black pawn · h7 black king · f6 black pawn · h6 black pawn · f5 white pawn · h5 white king · g4 white pawn · h4 white pawn | 5 |
| 4 | e8 white queen · a7 white pawn · b7 black queen · g7 black pawn · h7 black king · f6 black pawn · h6 black pawn · f5 white pawn · h5 white king · g4 white pawn · h4 white pawn | e8 white queen · a7 white pawn · b7 black queen · g7 black pawn · h7 black king · f6 black pawn · h6 black pawn · f5 white pawn · h5 white king · g4 white pawn · h4 white pawn | e8 white queen · a7 white pawn · b7 black queen · g7 black pawn · h7 black king · f6 black pawn · h6 black pawn · f5 white pawn · h5 white king · g4 white pawn · h4 white pawn | e8 white queen · a7 white pawn · b7 black queen · g7 black pawn · h7 black king · f6 black pawn · h6 black pawn · f5 white pawn · h5 white king · g4 white pawn · h4 white pawn | e8 white queen · a7 white pawn · b7 black queen · g7 black pawn · h7 black king · f6 black pawn · h6 black pawn · f5 white pawn · h5 white king · g4 white pawn · h4 white pawn | e8 white queen · a7 white pawn · b7 black queen · g7 black pawn · h7 black king · f6 black pawn · h6 black pawn · f5 white pawn · h5 white king · g4 white pawn · h4 white pawn | e8 white queen · a7 white pawn · b7 black queen · g7 black pawn · h7 black king · f6 black pawn · h6 black pawn · f5 white pawn · h5 white king · g4 white pawn · h4 white pawn | e8 white queen · a7 white pawn · b7 black queen · g7 black pawn · h7 black king · f6 black pawn · h6 black pawn · f5 white pawn · h5 white king · g4 white pawn · h4 white pawn | 4 |
| 3 | e8 white queen · a7 white pawn · b7 black queen · g7 black pawn · h7 black king · f6 black pawn · h6 black pawn · f5 white pawn · h5 white king · g4 white pawn · h4 white pawn | e8 white queen · a7 white pawn · b7 black queen · g7 black pawn · h7 black king · f6 black pawn · h6 black pawn · f5 white pawn · h5 white king · g4 white pawn · h4 white pawn | e8 white queen · a7 white pawn · b7 black queen · g7 black pawn · h7 black king · f6 black pawn · h6 black pawn · f5 white pawn · h5 white king · g4 white pawn · h4 white pawn | e8 white queen · a7 white pawn · b7 black queen · g7 black pawn · h7 black king · f6 black pawn · h6 black pawn · f5 white pawn · h5 white king · g4 white pawn · h4 white pawn | e8 white queen · a7 white pawn · b7 black queen · g7 black pawn · h7 black king · f6 black pawn · h6 black pawn · f5 white pawn · h5 white king · g4 white pawn · h4 white pawn | e8 white queen · a7 white pawn · b7 black queen · g7 black pawn · h7 black king · f6 black pawn · h6 black pawn · f5 white pawn · h5 white king · g4 white pawn · h4 white pawn | e8 white queen · a7 white pawn · b7 black queen · g7 black pawn · h7 black king · f6 black pawn · h6 black pawn · f5 white pawn · h5 white king · g4 white pawn · h4 white pawn | e8 white queen · a7 white pawn · b7 black queen · g7 black pawn · h7 black king · f6 black pawn · h6 black pawn · f5 white pawn · h5 white king · g4 white pawn · h4 white pawn | 3 |
| 2 | e8 white queen · a7 white pawn · b7 black queen · g7 black pawn · h7 black king · f6 black pawn · h6 black pawn · f5 white pawn · h5 white king · g4 white pawn · h4 white pawn | e8 white queen · a7 white pawn · b7 black queen · g7 black pawn · h7 black king · f6 black pawn · h6 black pawn · f5 white pawn · h5 white king · g4 white pawn · h4 white pawn | e8 white queen · a7 white pawn · b7 black queen · g7 black pawn · h7 black king · f6 black pawn · h6 black pawn · f5 white pawn · h5 white king · g4 white pawn · h4 white pawn | e8 white queen · a7 white pawn · b7 black queen · g7 black pawn · h7 black king · f6 black pawn · h6 black pawn · f5 white pawn · h5 white king · g4 white pawn · h4 white pawn | e8 white queen · a7 white pawn · b7 black queen · g7 black pawn · h7 black king · f6 black pawn · h6 black pawn · f5 white pawn · h5 white king · g4 white pawn · h4 white pawn | e8 white queen · a7 white pawn · b7 black queen · g7 black pawn · h7 black king · f6 black pawn · h6 black pawn · f5 white pawn · h5 white king · g4 white pawn · h4 white pawn | e8 white queen · a7 white pawn · b7 black queen · g7 black pawn · h7 black king · f6 black pawn · h6 black pawn · f5 white pawn · h5 white king · g4 white pawn · h4 white pawn | e8 white queen · a7 white pawn · b7 black queen · g7 black pawn · h7 black king · f6 black pawn · h6 black pawn · f5 white pawn · h5 white king · g4 white pawn · h4 white pawn | 2 |
| 1 | e8 white queen · a7 white pawn · b7 black queen · g7 black pawn · h7 black king · f6 black pawn · h6 black pawn · f5 white pawn · h5 white king · g4 white pawn · h4 white pawn | e8 white queen · a7 white pawn · b7 black queen · g7 black pawn · h7 black king · f6 black pawn · h6 black pawn · f5 white pawn · h5 white king · g4 white pawn · h4 white pawn | e8 white queen · a7 white pawn · b7 black queen · g7 black pawn · h7 black king · f6 black pawn · h6 black pawn · f5 white pawn · h5 white king · g4 white pawn · h4 white pawn | e8 white queen · a7 white pawn · b7 black queen · g7 black pawn · h7 black king · f6 black pawn · h6 black pawn · f5 white pawn · h5 white king · g4 white pawn · h4 white pawn | e8 white queen · a7 white pawn · b7 black queen · g7 black pawn · h7 black king · f6 black pawn · h6 black pawn · f5 white pawn · h5 white king · g4 white pawn · h4 white pawn | e8 white queen · a7 white pawn · b7 black queen · g7 black pawn · h7 black king · f6 black pawn · h6 black pawn · f5 white pawn · h5 white king · g4 white pawn · h4 white pawn | e8 white queen · a7 white pawn · b7 black queen · g7 black pawn · h7 black king · f6 black pawn · h6 black pawn · f5 white pawn · h5 white king · g4 white pawn · h4 white pawn | e8 white queen · a7 white pawn · b7 black queen · g7 black pawn · h7 black king · f6 black pawn · h6 black pawn · f5 white pawn · h5 white king · g4 white pawn · h4 white pawn | 1 |
|   | a | b | c | d | e | f | g | h |   |

În partida din 1972 dintre Aron Reshko și Oleg Kaminsky (diagrama din dreapta), promovarea în damă sau în turn ar permite 1...Df7+!! 2.D:f7 pat. Albul ar putea promova în cal, dar asta nu ar fi suficient pentru a câștiga (Soltis 1978:34-35). Albul câștigă după:
1.a8N! Db3
2.Dd7 2.Nc6 Da2 3.Nd7 Dg8 4.D:g8+ R:g8 5.R:g6 de asemenea câștigă (Müller & Pajeken 2008:219-20)
2...Dg8
3.Nd5 Df8
4.Nf7 Rh8
5.De8 D:e8
6.N:e8 Rh7
7.Nf7 Rh8 Negrul este în Zugzwang de două mutări.
8.Rg6 h5
9.R:h5 1-0
În partida adevărată, albul a promovat în cal. Albul a câștigat partida datorită unei erori făcută de negru (Müller & Pajeken 2008:219-20).

### Subpromovări nenecesare
|   | a | b | c | d | e | f | g | h |   |
| 8 | c8 black king · h8 black rook · c7 black pawn · g7 black pawn · h7 black pawn · b6 black pawn · e5 black pawn · f5 black pawn · b4 white queen · f3 white pawn · g3 white pawn · a2 white pawn · c2 white pawn · e2 black pawn · f2 white king · h2 white pawn · b1 white rook · d1 black rook | c8 black king · h8 black rook · c7 black pawn · g7 black pawn · h7 black pawn · b6 black pawn · e5 black pawn · f5 black pawn · b4 white queen · f3 white pawn · g3 white pawn · a2 white pawn · c2 white pawn · e2 black pawn · f2 white king · h2 white pawn · b1 white rook · d1 black rook | c8 black king · h8 black rook · c7 black pawn · g7 black pawn · h7 black pawn · b6 black pawn · e5 black pawn · f5 black pawn · b4 white queen · f3 white pawn · g3 white pawn · a2 white pawn · c2 white pawn · e2 black pawn · f2 white king · h2 white pawn · b1 white rook · d1 black rook | c8 black king · h8 black rook · c7 black pawn · g7 black pawn · h7 black pawn · b6 black pawn · e5 black pawn · f5 black pawn · b4 white queen · f3 white pawn · g3 white pawn · a2 white pawn · c2 white pawn · e2 black pawn · f2 white king · h2 white pawn · b1 white rook · d1 black rook | c8 black king · h8 black rook · c7 black pawn · g7 black pawn · h7 black pawn · b6 black pawn · e5 black pawn · f5 black pawn · b4 white queen · f3 white pawn · g3 white pawn · a2 white pawn · c2 white pawn · e2 black pawn · f2 white king · h2 white pawn · b1 white rook · d1 black rook | c8 black king · h8 black rook · c7 black pawn · g7 black pawn · h7 black pawn · b6 black pawn · e5 black pawn · f5 black pawn · b4 white queen · f3 white pawn · g3 white pawn · a2 white pawn · c2 white pawn · e2 black pawn · f2 white king · h2 white pawn · b1 white rook · d1 black rook | c8 black king · h8 black rook · c7 black pawn · g7 black pawn · h7 black pawn · b6 black pawn · e5 black pawn · f5 black pawn · b4 white queen · f3 white pawn · g3 white pawn · a2 white pawn · c2 white pawn · e2 black pawn · f2 white king · h2 white pawn · b1 white rook · d1 black rook | c8 black king · h8 black rook · c7 black pawn · g7 black pawn · h7 black pawn · b6 black pawn · e5 black pawn · f5 black pawn · b4 white queen · f3 white pawn · g3 white pawn · a2 white pawn · c2 white pawn · e2 black pawn · f2 white king · h2 white pawn · b1 white rook · d1 black rook | 8 |
| 7 | c8 black king · h8 black rook · c7 black pawn · g7 black pawn · h7 black pawn · b6 black pawn · e5 black pawn · f5 black pawn · b4 white queen · f3 white pawn · g3 white pawn · a2 white pawn · c2 white pawn · e2 black pawn · f2 white king · h2 white pawn · b1 white rook · d1 black rook | c8 black king · h8 black rook · c7 black pawn · g7 black pawn · h7 black pawn · b6 black pawn · e5 black pawn · f5 black pawn · b4 white queen · f3 white pawn · g3 white pawn · a2 white pawn · c2 white pawn · e2 black pawn · f2 white king · h2 white pawn · b1 white rook · d1 black rook | c8 black king · h8 black rook · c7 black pawn · g7 black pawn · h7 black pawn · b6 black pawn · e5 black pawn · f5 black pawn · b4 white queen · f3 white pawn · g3 white pawn · a2 white pawn · c2 white pawn · e2 black pawn · f2 white king · h2 white pawn · b1 white rook · d1 black rook | c8 black king · h8 black rook · c7 black pawn · g7 black pawn · h7 black pawn · b6 black pawn · e5 black pawn · f5 black pawn · b4 white queen · f3 white pawn · g3 white pawn · a2 white pawn · c2 white pawn · e2 black pawn · f2 white king · h2 white pawn · b1 white rook · d1 black rook | c8 black king · h8 black rook · c7 black pawn · g7 black pawn · h7 black pawn · b6 black pawn · e5 black pawn · f5 black pawn · b4 white queen · f3 white pawn · g3 white pawn · a2 white pawn · c2 white pawn · e2 black pawn · f2 white king · h2 white pawn · b1 white rook · d1 black rook | c8 black king · h8 black rook · c7 black pawn · g7 black pawn · h7 black pawn · b6 black pawn · e5 black pawn · f5 black pawn · b4 white queen · f3 white pawn · g3 white pawn · a2 white pawn · c2 white pawn · e2 black pawn · f2 white king · h2 white pawn · b1 white rook · d1 black rook | c8 black king · h8 black rook · c7 black pawn · g7 black pawn · h7 black pawn · b6 black pawn · e5 black pawn · f5 black pawn · b4 white queen · f3 white pawn · g3 white pawn · a2 white pawn · c2 white pawn · e2 black pawn · f2 white king · h2 white pawn · b1 white rook · d1 black rook | c8 black king · h8 black rook · c7 black pawn · g7 black pawn · h7 black pawn · b6 black pawn · e5 black pawn · f5 black pawn · b4 white queen · f3 white pawn · g3 white pawn · a2 white pawn · c2 white pawn · e2 black pawn · f2 white king · h2 white pawn · b1 white rook · d1 black rook | 7 |
| 6 | c8 black king · h8 black rook · c7 black pawn · g7 black pawn · h7 black pawn · b6 black pawn · e5 black pawn · f5 black pawn · b4 white queen · f3 white pawn · g3 white pawn · a2 white pawn · c2 white pawn · e2 black pawn · f2 white king · h2 white pawn · b1 white rook · d1 black rook | c8 black king · h8 black rook · c7 black pawn · g7 black pawn · h7 black pawn · b6 black pawn · e5 black pawn · f5 black pawn · b4 white queen · f3 white pawn · g3 white pawn · a2 white pawn · c2 white pawn · e2 black pawn · f2 white king · h2 white pawn · b1 white rook · d1 black rook | c8 black king · h8 black rook · c7 black pawn · g7 black pawn · h7 black pawn · b6 black pawn · e5 black pawn · f5 black pawn · b4 white queen · f3 white pawn · g3 white pawn · a2 white pawn · c2 white pawn · e2 black pawn · f2 white king · h2 white pawn · b1 white rook · d1 black rook | c8 black king · h8 black rook · c7 black pawn · g7 black pawn · h7 black pawn · b6 black pawn · e5 black pawn · f5 black pawn · b4 white queen · f3 white pawn · g3 white pawn · a2 white pawn · c2 white pawn · e2 black pawn · f2 white king · h2 white pawn · b1 white rook · d1 black rook | c8 black king · h8 black rook · c7 black pawn · g7 black pawn · h7 black pawn · b6 black pawn · e5 black pawn · f5 black pawn · b4 white queen · f3 white pawn · g3 white pawn · a2 white pawn · c2 white pawn · e2 black pawn · f2 white king · h2 white pawn · b1 white rook · d1 black rook | c8 black king · h8 black rook · c7 black pawn · g7 black pawn · h7 black pawn · b6 black pawn · e5 black pawn · f5 black pawn · b4 white queen · f3 white pawn · g3 white pawn · a2 white pawn · c2 white pawn · e2 black pawn · f2 white king · h2 white pawn · b1 white rook · d1 black rook | c8 black king · h8 black rook · c7 black pawn · g7 black pawn · h7 black pawn · b6 black pawn · e5 black pawn · f5 black pawn · b4 white queen · f3 white pawn · g3 white pawn · a2 white pawn · c2 white pawn · e2 black pawn · f2 white king · h2 white pawn · b1 white rook · d1 black rook | c8 black king · h8 black rook · c7 black pawn · g7 black pawn · h7 black pawn · b6 black pawn · e5 black pawn · f5 black pawn · b4 white queen · f3 white pawn · g3 white pawn · a2 white pawn · c2 white pawn · e2 black pawn · f2 white king · h2 white pawn · b1 white rook · d1 black rook | 6 |
| 5 | c8 black king · h8 black rook · c7 black pawn · g7 black pawn · h7 black pawn · b6 black pawn · e5 black pawn · f5 black pawn · b4 white queen · f3 white pawn · g3 white pawn · a2 white pawn · c2 white pawn · e2 black pawn · f2 white king · h2 white pawn · b1 white rook · d1 black rook | c8 black king · h8 black rook · c7 black pawn · g7 black pawn · h7 black pawn · b6 black pawn · e5 black pawn · f5 black pawn · b4 white queen · f3 white pawn · g3 white pawn · a2 white pawn · c2 white pawn · e2 black pawn · f2 white king · h2 white pawn · b1 white rook · d1 black rook | c8 black king · h8 black rook · c7 black pawn · g7 black pawn · h7 black pawn · b6 black pawn · e5 black pawn · f5 black pawn · b4 white queen · f3 white pawn · g3 white pawn · a2 white pawn · c2 white pawn · e2 black pawn · f2 white king · h2 white pawn · b1 white rook · d1 black rook | c8 black king · h8 black rook · c7 black pawn · g7 black pawn · h7 black pawn · b6 black pawn · e5 black pawn · f5 black pawn · b4 white queen · f3 white pawn · g3 white pawn · a2 white pawn · c2 white pawn · e2 black pawn · f2 white king · h2 white pawn · b1 white rook · d1 black rook | c8 black king · h8 black rook · c7 black pawn · g7 black pawn · h7 black pawn · b6 black pawn · e5 black pawn · f5 black pawn · b4 white queen · f3 white pawn · g3 white pawn · a2 white pawn · c2 white pawn · e2 black pawn · f2 white king · h2 white pawn · b1 white rook · d1 black rook | c8 black king · h8 black rook · c7 black pawn · g7 black pawn · h7 black pawn · b6 black pawn · e5 black pawn · f5 black pawn · b4 white queen · f3 white pawn · g3 white pawn · a2 white pawn · c2 white pawn · e2 black pawn · f2 white king · h2 white pawn · b1 white rook · d1 black rook | c8 black king · h8 black rook · c7 black pawn · g7 black pawn · h7 black pawn · b6 black pawn · e5 black pawn · f5 black pawn · b4 white queen · f3 white pawn · g3 white pawn · a2 white pawn · c2 white pawn · e2 black pawn · f2 white king · h2 white pawn · b1 white rook · d1 black rook | c8 black king · h8 black rook · c7 black pawn · g7 black pawn · h7 black pawn · b6 black pawn · e5 black pawn · f5 black pawn · b4 white queen · f3 white pawn · g3 white pawn · a2 white pawn · c2 white pawn · e2 black pawn · f2 white king · h2 white pawn · b1 white rook · d1 black rook | 5 |
| 4 | c8 black king · h8 black rook · c7 black pawn · g7 black pawn · h7 black pawn · b6 black pawn · e5 black pawn · f5 black pawn · b4 white queen · f3 white pawn · g3 white pawn · a2 white pawn · c2 white pawn · e2 black pawn · f2 white king · h2 white pawn · b1 white rook · d1 black rook | c8 black king · h8 black rook · c7 black pawn · g7 black pawn · h7 black pawn · b6 black pawn · e5 black pawn · f5 black pawn · b4 white queen · f3 white pawn · g3 white pawn · a2 white pawn · c2 white pawn · e2 black pawn · f2 white king · h2 white pawn · b1 white rook · d1 black rook | c8 black king · h8 black rook · c7 black pawn · g7 black pawn · h7 black pawn · b6 black pawn · e5 black pawn · f5 black pawn · b4 white queen · f3 white pawn · g3 white pawn · a2 white pawn · c2 white pawn · e2 black pawn · f2 white king · h2 white pawn · b1 white rook · d1 black rook | c8 black king · h8 black rook · c7 black pawn · g7 black pawn · h7 black pawn · b6 black pawn · e5 black pawn · f5 black pawn · b4 white queen · f3 white pawn · g3 white pawn · a2 white pawn · c2 white pawn · e2 black pawn · f2 white king · h2 white pawn · b1 white rook · d1 black rook | c8 black king · h8 black rook · c7 black pawn · g7 black pawn · h7 black pawn · b6 black pawn · e5 black pawn · f5 black pawn · b4 white queen · f3 white pawn · g3 white pawn · a2 white pawn · c2 white pawn · e2 black pawn · f2 white king · h2 white pawn · b1 white rook · d1 black rook | c8 black king · h8 black rook · c7 black pawn · g7 black pawn · h7 black pawn · b6 black pawn · e5 black pawn · f5 black pawn · b4 white queen · f3 white pawn · g3 white pawn · a2 white pawn · c2 white pawn · e2 black pawn · f2 white king · h2 white pawn · b1 white rook · d1 black rook | c8 black king · h8 black rook · c7 black pawn · g7 black pawn · h7 black pawn · b6 black pawn · e5 black pawn · f5 black pawn · b4 white queen · f3 white pawn · g3 white pawn · a2 white pawn · c2 white pawn · e2 black pawn · f2 white king · h2 white pawn · b1 white rook · d1 black rook | c8 black king · h8 black rook · c7 black pawn · g7 black pawn · h7 black pawn · b6 black pawn · e5 black pawn · f5 black pawn · b4 white queen · f3 white pawn · g3 white pawn · a2 white pawn · c2 white pawn · e2 black pawn · f2 white king · h2 white pawn · b1 white rook · d1 black rook | 4 |
| 3 | c8 black king · h8 black rook · c7 black pawn · g7 black pawn · h7 black pawn · b6 black pawn · e5 black pawn · f5 black pawn · b4 white queen · f3 white pawn · g3 white pawn · a2 white pawn · c2 white pawn · e2 black pawn · f2 white king · h2 white pawn · b1 white rook · d1 black rook | c8 black king · h8 black rook · c7 black pawn · g7 black pawn · h7 black pawn · b6 black pawn · e5 black pawn · f5 black pawn · b4 white queen · f3 white pawn · g3 white pawn · a2 white pawn · c2 white pawn · e2 black pawn · f2 white king · h2 white pawn · b1 white rook · d1 black rook | c8 black king · h8 black rook · c7 black pawn · g7 black pawn · h7 black pawn · b6 black pawn · e5 black pawn · f5 black pawn · b4 white queen · f3 white pawn · g3 white pawn · a2 white pawn · c2 white pawn · e2 black pawn · f2 white king · h2 white pawn · b1 white rook · d1 black rook | c8 black king · h8 black rook · c7 black pawn · g7 black pawn · h7 black pawn · b6 black pawn · e5 black pawn · f5 black pawn · b4 white queen · f3 white pawn · g3 white pawn · a2 white pawn · c2 white pawn · e2 black pawn · f2 white king · h2 white pawn · b1 white rook · d1 black rook | c8 black king · h8 black rook · c7 black pawn · g7 black pawn · h7 black pawn · b6 black pawn · e5 black pawn · f5 black pawn · b4 white queen · f3 white pawn · g3 white pawn · a2 white pawn · c2 white pawn · e2 black pawn · f2 white king · h2 white pawn · b1 white rook · d1 black rook | c8 black king · h8 black rook · c7 black pawn · g7 black pawn · h7 black pawn · b6 black pawn · e5 black pawn · f5 black pawn · b4 white queen · f3 white pawn · g3 white pawn · a2 white pawn · c2 white pawn · e2 black pawn · f2 white king · h2 white pawn · b1 white rook · d1 black rook | c8 black king · h8 black rook · c7 black pawn · g7 black pawn · h7 black pawn · b6 black pawn · e5 black pawn · f5 black pawn · b4 white queen · f3 white pawn · g3 white pawn · a2 white pawn · c2 white pawn · e2 black pawn · f2 white king · h2 white pawn · b1 white rook · d1 black rook | c8 black king · h8 black rook · c7 black pawn · g7 black pawn · h7 black pawn · b6 black pawn · e5 black pawn · f5 black pawn · b4 white queen · f3 white pawn · g3 white pawn · a2 white pawn · c2 white pawn · e2 black pawn · f2 white king · h2 white pawn · b1 white rook · d1 black rook | 3 |
| 2 | c8 black king · h8 black rook · c7 black pawn · g7 black pawn · h7 black pawn · b6 black pawn · e5 black pawn · f5 black pawn · b4 white queen · f3 white pawn · g3 white pawn · a2 white pawn · c2 white pawn · e2 black pawn · f2 white king · h2 white pawn · b1 white rook · d1 black rook | c8 black king · h8 black rook · c7 black pawn · g7 black pawn · h7 black pawn · b6 black pawn · e5 black pawn · f5 black pawn · b4 white queen · f3 white pawn · g3 white pawn · a2 white pawn · c2 white pawn · e2 black pawn · f2 white king · h2 white pawn · b1 white rook · d1 black rook | c8 black king · h8 black rook · c7 black pawn · g7 black pawn · h7 black pawn · b6 black pawn · e5 black pawn · f5 black pawn · b4 white queen · f3 white pawn · g3 white pawn · a2 white pawn · c2 white pawn · e2 black pawn · f2 white king · h2 white pawn · b1 white rook · d1 black rook | c8 black king · h8 black rook · c7 black pawn · g7 black pawn · h7 black pawn · b6 black pawn · e5 black pawn · f5 black pawn · b4 white queen · f3 white pawn · g3 white pawn · a2 white pawn · c2 white pawn · e2 black pawn · f2 white king · h2 white pawn · b1 white rook · d1 black rook | c8 black king · h8 black rook · c7 black pawn · g7 black pawn · h7 black pawn · b6 black pawn · e5 black pawn · f5 black pawn · b4 white queen · f3 white pawn · g3 white pawn · a2 white pawn · c2 white pawn · e2 black pawn · f2 white king · h2 white pawn · b1 white rook · d1 black rook | c8 black king · h8 black rook · c7 black pawn · g7 black pawn · h7 black pawn · b6 black pawn · e5 black pawn · f5 black pawn · b4 white queen · f3 white pawn · g3 white pawn · a2 white pawn · c2 white pawn · e2 black pawn · f2 white king · h2 white pawn · b1 white rook · d1 black rook | c8 black king · h8 black rook · c7 black pawn · g7 black pawn · h7 black pawn · b6 black pawn · e5 black pawn · f5 black pawn · b4 white queen · f3 white pawn · g3 white pawn · a2 white pawn · c2 white pawn · e2 black pawn · f2 white king · h2 white pawn · b1 white rook · d1 black rook | c8 black king · h8 black rook · c7 black pawn · g7 black pawn · h7 black pawn · b6 black pawn · e5 black pawn · f5 black pawn · b4 white queen · f3 white pawn · g3 white pawn · a2 white pawn · c2 white pawn · e2 black pawn · f2 white king · h2 white pawn · b1 white rook · d1 black rook | 2 |
| 1 | c8 black king · h8 black rook · c7 black pawn · g7 black pawn · h7 black pawn · b6 black pawn · e5 black pawn · f5 black pawn · b4 white queen · f3 white pawn · g3 white pawn · a2 white pawn · c2 white pawn · e2 black pawn · f2 white king · h2 white pawn · b1 white rook · d1 black rook | c8 black king · h8 black rook · c7 black pawn · g7 black pawn · h7 black pawn · b6 black pawn · e5 black pawn · f5 black pawn · b4 white queen · f3 white pawn · g3 white pawn · a2 white pawn · c2 white pawn · e2 black pawn · f2 white king · h2 white pawn · b1 white rook · d1 black rook | c8 black king · h8 black rook · c7 black pawn · g7 black pawn · h7 black pawn · b6 black pawn · e5 black pawn · f5 black pawn · b4 white queen · f3 white pawn · g3 white pawn · a2 white pawn · c2 white pawn · e2 black pawn · f2 white king · h2 white pawn · b1 white rook · d1 black rook | c8 black king · h8 black rook · c7 black pawn · g7 black pawn · h7 black pawn · b6 black pawn · e5 black pawn · f5 black pawn · b4 white queen · f3 white pawn · g3 white pawn · a2 white pawn · c2 white pawn · e2 black pawn · f2 white king · h2 white pawn · b1 white rook · d1 black rook | c8 black king · h8 black rook · c7 black pawn · g7 black pawn · h7 black pawn · b6 black pawn · e5 black pawn · f5 black pawn · b4 white queen · f3 white pawn · g3 white pawn · a2 white pawn · c2 white pawn · e2 black pawn · f2 white king · h2 white pawn · b1 white rook · d1 black rook | c8 black king · h8 black rook · c7 black pawn · g7 black pawn · h7 black pawn · b6 black pawn · e5 black pawn · f5 black pawn · b4 white queen · f3 white pawn · g3 white pawn · a2 white pawn · c2 white pawn · e2 black pawn · f2 white king · h2 white pawn · b1 white rook · d1 black rook | c8 black king · h8 black rook · c7 black pawn · g7 black pawn · h7 black pawn · b6 black pawn · e5 black pawn · f5 black pawn · b4 white queen · f3 white pawn · g3 white pawn · a2 white pawn · c2 white pawn · e2 black pawn · f2 white king · h2 white pawn · b1 white rook · d1 black rook | c8 black king · h8 black rook · c7 black pawn · g7 black pawn · h7 black pawn · b6 black pawn · e5 black pawn · f5 black pawn · b4 white queen · f3 white pawn · g3 white pawn · a2 white pawn · c2 white pawn · e2 black pawn · f2 white king · h2 white pawn · b1 white rook · d1 black rook | 1 |
|   | a | b | c | d | e | f | g | h |   |

Majoritatea subpromovărilor sunt în jocul practic, așa cum Tim Krabbé a apreciat, „glume absurde” —subpromovări făcute fără a fi în realitate necesare (vezi legăturile externe de mai jos). Un exemplu recent de nivel înalt a fost partida Shirov-Kramnik din 2005. În poziția arătată în stânga, negrul a jucat 25...e1N+. Această subpromovare are exact același efect ca și  25...e1D+ care forțează tot 26.D:e1.
|   | a | b | c | d | e | f | g | h |   |
| 8 | g8 white bishop · d7 white pawn · e7 black bishop · g7 black king · h7 white pawn · g5 black pawn · g4 white king | g8 white bishop · d7 white pawn · e7 black bishop · g7 black king · h7 white pawn · g5 black pawn · g4 white king | g8 white bishop · d7 white pawn · e7 black bishop · g7 black king · h7 white pawn · g5 black pawn · g4 white king | g8 white bishop · d7 white pawn · e7 black bishop · g7 black king · h7 white pawn · g5 black pawn · g4 white king | g8 white bishop · d7 white pawn · e7 black bishop · g7 black king · h7 white pawn · g5 black pawn · g4 white king | g8 white bishop · d7 white pawn · e7 black bishop · g7 black king · h7 white pawn · g5 black pawn · g4 white king | g8 white bishop · d7 white pawn · e7 black bishop · g7 black king · h7 white pawn · g5 black pawn · g4 white king | g8 white bishop · d7 white pawn · e7 black bishop · g7 black king · h7 white pawn · g5 black pawn · g4 white king | 8 |
| 7 | g8 white bishop · d7 white pawn · e7 black bishop · g7 black king · h7 white pawn · g5 black pawn · g4 white king | g8 white bishop · d7 white pawn · e7 black bishop · g7 black king · h7 white pawn · g5 black pawn · g4 white king | g8 white bishop · d7 white pawn · e7 black bishop · g7 black king · h7 white pawn · g5 black pawn · g4 white king | g8 white bishop · d7 white pawn · e7 black bishop · g7 black king · h7 white pawn · g5 black pawn · g4 white king | g8 white bishop · d7 white pawn · e7 black bishop · g7 black king · h7 white pawn · g5 black pawn · g4 white king | g8 white bishop · d7 white pawn · e7 black bishop · g7 black king · h7 white pawn · g5 black pawn · g4 white king | g8 white bishop · d7 white pawn · e7 black bishop · g7 black king · h7 white pawn · g5 black pawn · g4 white king | g8 white bishop · d7 white pawn · e7 black bishop · g7 black king · h7 white pawn · g5 black pawn · g4 white king | 7 |
| 6 | g8 white bishop · d7 white pawn · e7 black bishop · g7 black king · h7 white pawn · g5 black pawn · g4 white king | g8 white bishop · d7 white pawn · e7 black bishop · g7 black king · h7 white pawn · g5 black pawn · g4 white king | g8 white bishop · d7 white pawn · e7 black bishop · g7 black king · h7 white pawn · g5 black pawn · g4 white king | g8 white bishop · d7 white pawn · e7 black bishop · g7 black king · h7 white pawn · g5 black pawn · g4 white king | g8 white bishop · d7 white pawn · e7 black bishop · g7 black king · h7 white pawn · g5 black pawn · g4 white king | g8 white bishop · d7 white pawn · e7 black bishop · g7 black king · h7 white pawn · g5 black pawn · g4 white king | g8 white bishop · d7 white pawn · e7 black bishop · g7 black king · h7 white pawn · g5 black pawn · g4 white king | g8 white bishop · d7 white pawn · e7 black bishop · g7 black king · h7 white pawn · g5 black pawn · g4 white king | 6 |
| 5 | g8 white bishop · d7 white pawn · e7 black bishop · g7 black king · h7 white pawn · g5 black pawn · g4 white king | g8 white bishop · d7 white pawn · e7 black bishop · g7 black king · h7 white pawn · g5 black pawn · g4 white king | g8 white bishop · d7 white pawn · e7 black bishop · g7 black king · h7 white pawn · g5 black pawn · g4 white king | g8 white bishop · d7 white pawn · e7 black bishop · g7 black king · h7 white pawn · g5 black pawn · g4 white king | g8 white bishop · d7 white pawn · e7 black bishop · g7 black king · h7 white pawn · g5 black pawn · g4 white king | g8 white bishop · d7 white pawn · e7 black bishop · g7 black king · h7 white pawn · g5 black pawn · g4 white king | g8 white bishop · d7 white pawn · e7 black bishop · g7 black king · h7 white pawn · g5 black pawn · g4 white king | g8 white bishop · d7 white pawn · e7 black bishop · g7 black king · h7 white pawn · g5 black pawn · g4 white king | 5 |
| 4 | g8 white bishop · d7 white pawn · e7 black bishop · g7 black king · h7 white pawn · g5 black pawn · g4 white king | g8 white bishop · d7 white pawn · e7 black bishop · g7 black king · h7 white pawn · g5 black pawn · g4 white king | g8 white bishop · d7 white pawn · e7 black bishop · g7 black king · h7 white pawn · g5 black pawn · g4 white king | g8 white bishop · d7 white pawn · e7 black bishop · g7 black king · h7 white pawn · g5 black pawn · g4 white king | g8 white bishop · d7 white pawn · e7 black bishop · g7 black king · h7 white pawn · g5 black pawn · g4 white king | g8 white bishop · d7 white pawn · e7 black bishop · g7 black king · h7 white pawn · g5 black pawn · g4 white king | g8 white bishop · d7 white pawn · e7 black bishop · g7 black king · h7 white pawn · g5 black pawn · g4 white king | g8 white bishop · d7 white pawn · e7 black bishop · g7 black king · h7 white pawn · g5 black pawn · g4 white king | 4 |
| 3 | g8 white bishop · d7 white pawn · e7 black bishop · g7 black king · h7 white pawn · g5 black pawn · g4 white king | g8 white bishop · d7 white pawn · e7 black bishop · g7 black king · h7 white pawn · g5 black pawn · g4 white king | g8 white bishop · d7 white pawn · e7 black bishop · g7 black king · h7 white pawn · g5 black pawn · g4 white king | g8 white bishop · d7 white pawn · e7 black bishop · g7 black king · h7 white pawn · g5 black pawn · g4 white king | g8 white bishop · d7 white pawn · e7 black bishop · g7 black king · h7 white pawn · g5 black pawn · g4 white king | g8 white bishop · d7 white pawn · e7 black bishop · g7 black king · h7 white pawn · g5 black pawn · g4 white king | g8 white bishop · d7 white pawn · e7 black bishop · g7 black king · h7 white pawn · g5 black pawn · g4 white king | g8 white bishop · d7 white pawn · e7 black bishop · g7 black king · h7 white pawn · g5 black pawn · g4 white king | 3 |
| 2 | g8 white bishop · d7 white pawn · e7 black bishop · g7 black king · h7 white pawn · g5 black pawn · g4 white king | g8 white bishop · d7 white pawn · e7 black bishop · g7 black king · h7 white pawn · g5 black pawn · g4 white king | g8 white bishop · d7 white pawn · e7 black bishop · g7 black king · h7 white pawn · g5 black pawn · g4 white king | g8 white bishop · d7 white pawn · e7 black bishop · g7 black king · h7 white pawn · g5 black pawn · g4 white king | g8 white bishop · d7 white pawn · e7 black bishop · g7 black king · h7 white pawn · g5 black pawn · g4 white king | g8 white bishop · d7 white pawn · e7 black bishop · g7 black king · h7 white pawn · g5 black pawn · g4 white king | g8 white bishop · d7 white pawn · e7 black bishop · g7 black king · h7 white pawn · g5 black pawn · g4 white king | g8 white bishop · d7 white pawn · e7 black bishop · g7 black king · h7 white pawn · g5 black pawn · g4 white king | 2 |
| 1 | g8 white bishop · d7 white pawn · e7 black bishop · g7 black king · h7 white pawn · g5 black pawn · g4 white king | g8 white bishop · d7 white pawn · e7 black bishop · g7 black king · h7 white pawn · g5 black pawn · g4 white king | g8 white bishop · d7 white pawn · e7 black bishop · g7 black king · h7 white pawn · g5 black pawn · g4 white king | g8 white bishop · d7 white pawn · e7 black bishop · g7 black king · h7 white pawn · g5 black pawn · g4 white king | g8 white bishop · d7 white pawn · e7 black bishop · g7 black king · h7 white pawn · g5 black pawn · g4 white king | g8 white bishop · d7 white pawn · e7 black bishop · g7 black king · h7 white pawn · g5 black pawn · g4 white king | g8 white bishop · d7 white pawn · e7 black bishop · g7 black king · h7 white pawn · g5 black pawn · g4 white king | g8 white bishop · d7 white pawn · e7 black bishop · g7 black king · h7 white pawn · g5 black pawn · g4 white king | 1 |
|   | a | b | c | d | e | f | g | h |   |

În 1932, o lungă partidă între Milan Vidmar și Géza Maróczy a fost o remiză teoretică multe mutări, datorită finalului de partidă cu nebuni de culori diferite. Două mutări consecutive ale albului au fost două subpromovări în nebuni:
124. h8N+ R:h8
125. d8N R:g8
Partida s-a încheiat cu remiză la mutarea 129.